# 声優

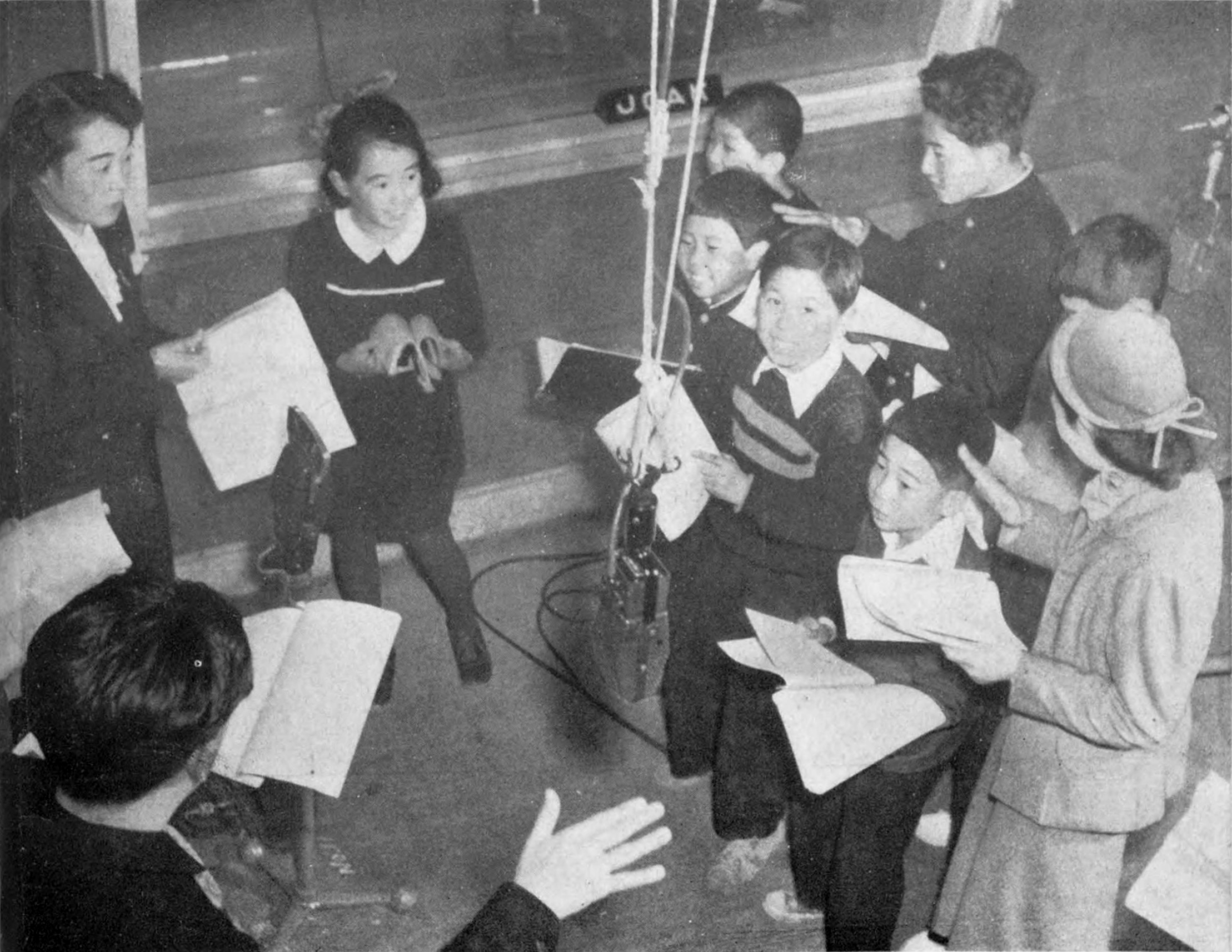
ホームドラマの放送風景

声優（せいゆう）、声の出演（こえのしゅつえん）、ボイス・アクティング（英: Voice Acting）、またはキャラクター・ボイス（英: Character Voice）とは、ラジオの放送劇、テレビ・映画の吹き替え、アニメーションなど、音声作品や映像作品に、自身の姿を見せず声だけで出演する俳優のことである。広義にはナレーターも含まれる。
音声・映像作品の役割・職能を表す場合と職業を示す意味で使われる場合がある。

## 概要
声のみで演技する実演家であり、その出演形態はメディアの発展と共に、レコード・ラジオ、さらにはテレビなどへ拡大した。
声優の命名由来は『読売新聞』の芸能記者・小林徳三郎によるものと、日本放送協会（NHK）の演芸番組担当プロデューサー・大岡龍男によるものの2説があるが、未だに明確にはなっていない。この年には早くも、『朝日新聞』が「いはゆる『聲の女優』――ラジオ・ドラマの女優」とした報道を行い、翌年の1926年（大正15年）には、『読売新聞』が声優の呼称を使用している。
声優は当初、ラジオドラマに出演する舞台俳優や映画俳優、次いで放送局の劇団員であるラジオ俳優を指し、テレビ時代になって吹き替えを行うアテレコ俳優、さらにアニメを行う役者を指す用語として定着して行った。
国語辞典の『広辞苑』（発行：岩波書店）では、1969年（昭和44年）の第二版からは「吹きかえ」を、2008年（平成20年）の第六版からは「アニメーション」を解説文に加えている。
こう言った経緯などから放送劇団員は声優という呼称を酷く嫌い、自らを俳優と称する者も少なくない。また、山田康雄や内海賢二らも声優は声を演じる俳優、役者がやっている色々なジャンルの一部分であると考えており、『声優』という呼称を好まなかったという。
文化庁の委託事業である『演劇年鑑』（発行：日本演劇協会）では、演劇の関係者を紹介する際に、「俳優」「俳優、声優」「声優、俳優」「声優」を並列している。一例として2022年版では、若山弦蔵が「声優、俳優」、森山周一郎が「俳優、声優」と掲載されている。また、2022年（令和4年）度の日本芸術院会員選定の際、黒柳徹子が『俳優』と紹介された。
日本で声優の専業化が進んだ理由は、
- ラジオドラマ全盛期に、NHKと民放が自前の放送劇団を組織して専門職のラジオ俳優を育成したこと
- テレビの黎明期は、番組コンテンツ不足のため、アメリカ合衆国からテレビドラマやアニメーション（日本での「アニメ」とは異なる）が大量に輸入され、声優による日本語吹き替えの需要が増大したこと
- アニメやゲームの人気の高まりにより、最初から声優専門の演技者を志望する者が増えたこと

などが考えられる。
日本の声優の多くが加盟する協同組合・日本俳優連合には、外画・動画部会も設置され、「俳優・声優・その他の実演家」を加入対象としている。後述のフィックス制度により性格俳優としての側面もある。また、アテレコ論争などを経て、ニュースで原稿を読み上げるキャスターやアナウンサーなど、放送・報道分野の業務に携わる者とも区別される。
日本国外では俳優の仕事の一部という側面が大きく、吹き替えではスタンリー・キューブリック監督作品『スパルタカス』において、故人となっていたローレンス・オリヴィエの声の代役を門下のアンソニー・ホプキンスが担当したエピソードなどがある。その一方で、アメリカでは声優専業の役者が増え、演技学校で声優コースを設けているところもある。
アニメーション作品ではしばしばキャラクターボイス（character voice）、略してCVという和製英語が使われる。これは1980年代後半にアニメ雑誌『アニメック』で副編集長だった井上伸一郎が提唱した用語で、その後、井上が角川書店で創刊した『月刊ニュータイプ』でも用いられている。昭和時代の作品では、おもにエンディングのクレジットで「声の出演」と表記されることが多かった。
平成から令和にかけての現在では、「キャスト」ないし「CAST」「CV」（キャラクターボイス）と表記されることが多くなっている。日本国外でのCVの使用例には、ウォルト・ディズニー・カンパニーで翻訳・吹き替えを担当するディズニー・キャラクター・ボイス・インターナショナル（Disney Character Voices International）などがある。
黎明期には顔出しNGの声優も少なくなかったが、時代が下るにつれて歌手としての活動、写真集を出すなどタレント的な活動も増えて顔出しOKの声優が増えてきている。その一方で2000年ごろからの#バーチャルYouTuber活動でみられる、他のキャラクターとして匿名的に活動する声優も出現していく。なお、現代においてはアニメ作品や特撮ドラマ作品のキャラクターの声を担当する割合が増えている点やテレビゲーム・オンラインゲームに登場する特定のキャラクターの声を専門的に演じることが中心となっている点から「担当声優」と呼称される場合がある。

## 歴史（職能史・職業史）

### 声の記録・言文一致・演劇改良運動と声優
作成した物語を音楽とともに語らせたものとしては平家物語などが知られているが、声を利用して創作を語る職については近世以降も講談、落語家や瓦版の読売、近代以降も弁士、漫談家などが出現していることが知られる。
その後日本では1880年代から1900年代にかけて、創作のソフト面での文明開化の運動が勃興する。
講演した話を記録するという面では、1877年（明治10年）12月6日、アメリカでトーマス・エジソンが世界初の録音・再生式の蓄音機を発明するが、日本では1884年（明治17年）に三遊亭圓朝の演述を記録した『怪談牡丹燈籠』など、速記本という書物が刊行されている。

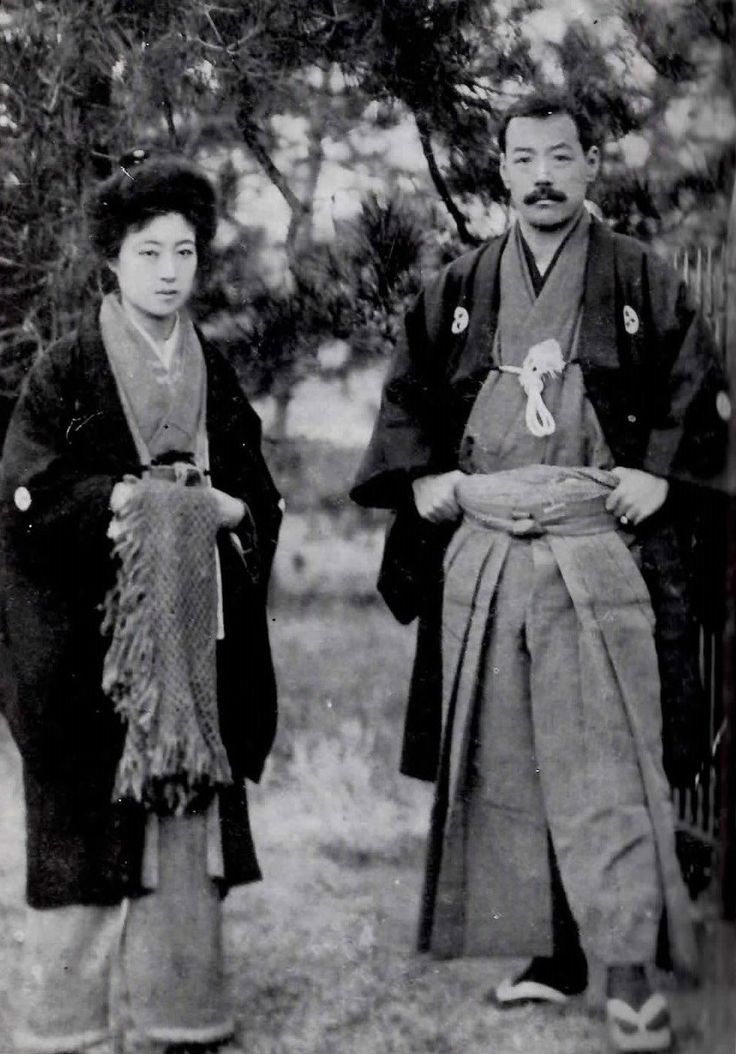
川上貞奴、川上音二郎

1900年（明治33年）、欧米を洋行中であった川上音二郎一座は、訪問先のパリ万国博覧会で日本人最古となる録音盤の収録を行う。書生芝居の幕間に演じられた『オッペケペー節』をはじめとする多種多様な演目を録音した。その後1910年（明治43年）になると、日本初のレコード会社が発足する。歌舞音曲など演芸の録音が普及した。そして1925年（大正14年）には、日本初のラジオ放送が開始する。舞台劇、映画劇、放送劇の演者の声や音が、音波を利用して届けられたのである。

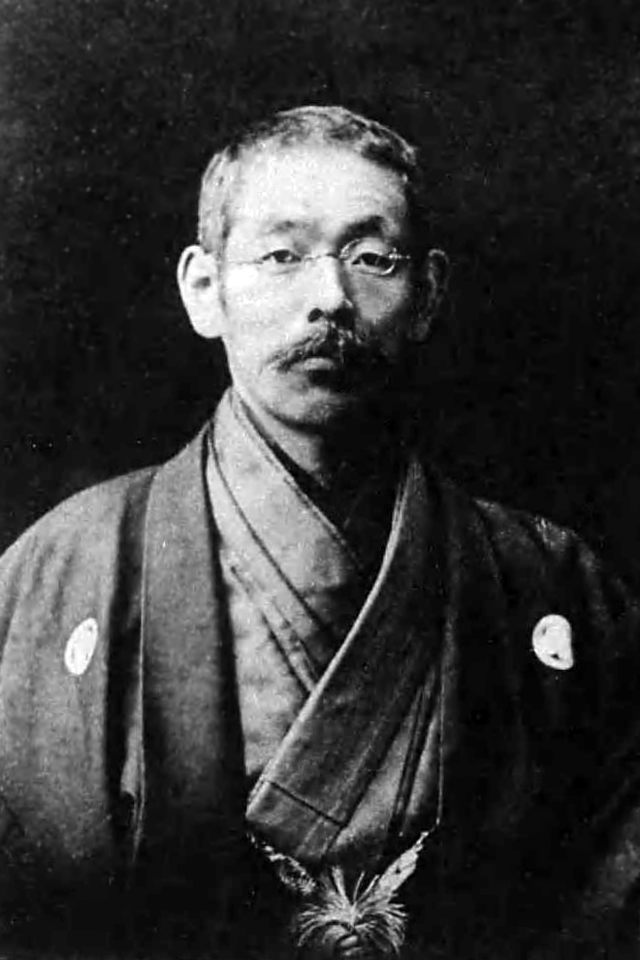
坪内逍遥

また、口語と文語を統一するために言文一致運動が起こり、1885年（明治18年）、坪内逍遥が日本の近現代文学史の本格的な始まりを告げた『小説神髄』を著し、1887年（明治20年）、二葉亭四迷が『浮雲』を著す。これらは日本の近代的な小説の嚆矢となったほか、人が声を発して物語を伝える演劇方面に発生への影響を及ぼす
1891年に坪内逍遥は東京専門学校（現：早稲田大学）の文学部において、饗庭篁村の新作院本を脚本として採用された朗読の研究会を開催すると、朗読法を巡って森鷗外と逍遥の間で論争が起こる。1892年（明治25年）、山田美妙が『日本大辞書』を著す。アクセントを注記した近代日本初の国語辞典となった。1902年（明治35年）、文部省が国語国字問題の解決を目的として、国語調査委員会を設置する。1906年（明治39年）、坪内逍遥と島村抱月が文芸協会を設立している。1916年（大正5年）になると、文部省が『口語法』（編纂：国語調査委員会）を公刊する。話し言葉の規範文法を提示した。

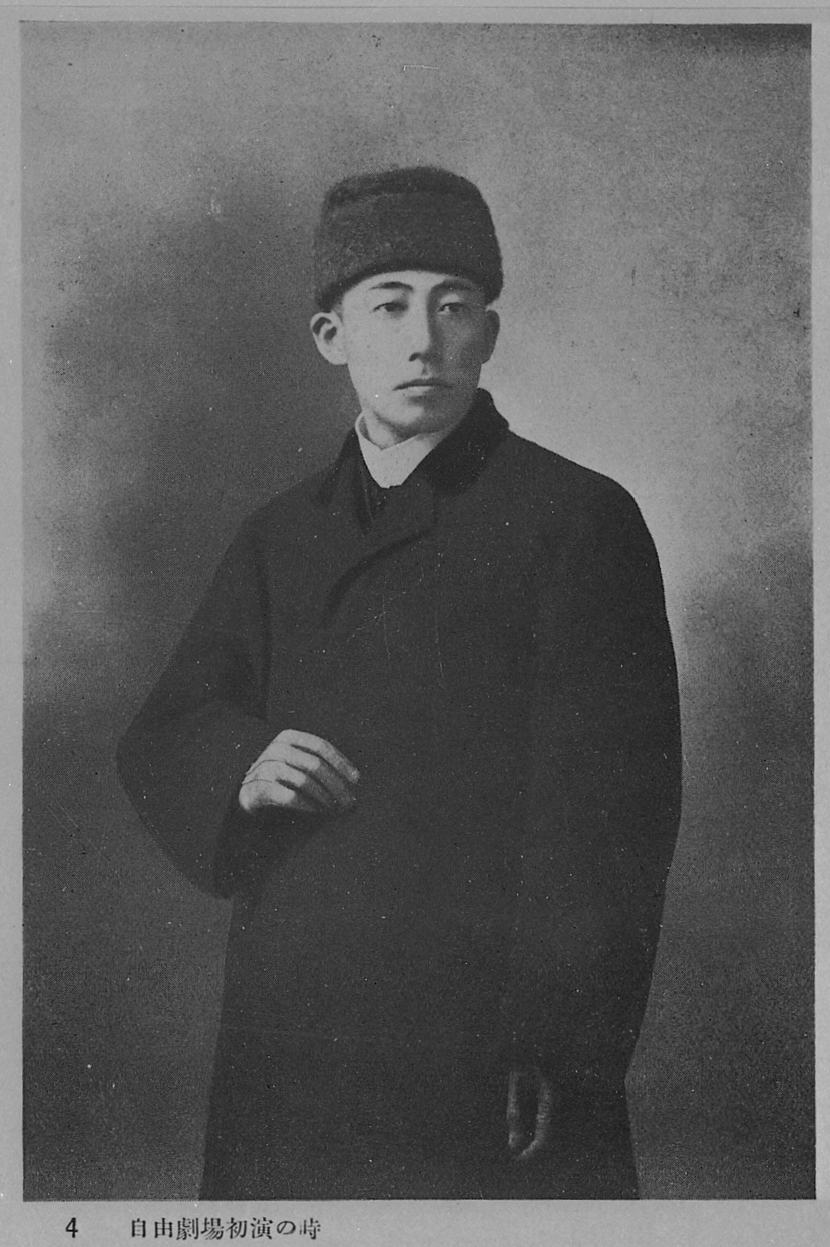
小山内薫

演劇と演技においても、1886年（明治19年）には、歌舞伎の近代化を志向した演劇改良運動がおこり、演劇改良会が結成されているし、1888年（明治21年）には、角藤定憲らが大日本壮士改良演劇会を結成する。1889年（明治22年）、歌舞伎座が開場する。1891年（明治24年）になると、伊井蓉峰が依田學海の後援を得て、男女合同改良演劇・済美館を興す。寛永6年（1629年）に女性芸能が禁止されて以来、262年ぶりに男女共演が実現し、千歳米坡が女優として公演した。ここから日本において女性が女性を演じる女優が出現することになるが、1902年になると女優養成を目的に、市川九女八、若柳燕嬢らが女優学校を設立。1908年（明治41年）には川上貞奴も帝国女優養成所（後：帝国劇場付属技芸学校）を、藤沢浅二郎が東京俳優養成所（後：東京俳優学校）を設立、これらは徒弟制度で養成していた近世以前の演劇人とは一線を画し、後の養成所の先駆けともなる。

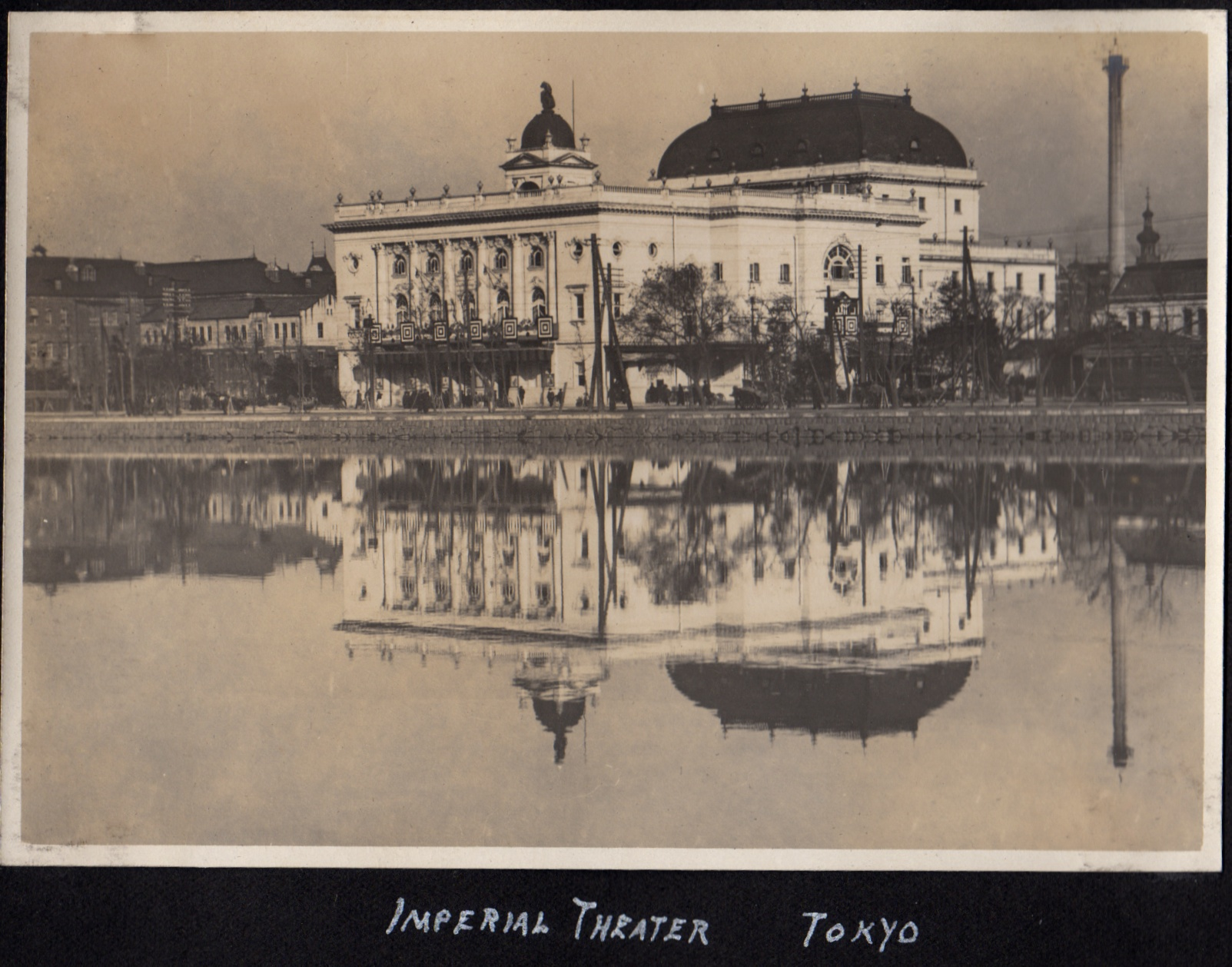
帝国劇場

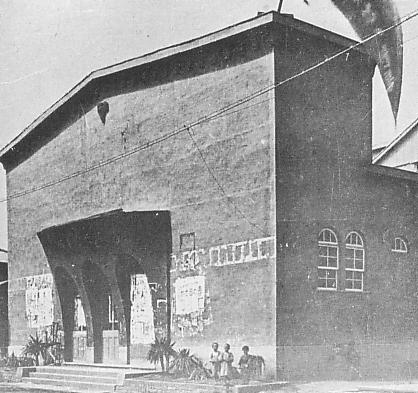
築地小劇場

1909年（明治42年）、小山内薫と市川左團次が自由劇場を設立すると、男女共学の文芸協会付属演劇研究所が設立されている。
1911年（明治44年）、帝国劇場が開場し、1924年（大正13年）には、日本初の新劇の常設劇場である築地小劇場が開場する。築地小劇場を中心に展開された新劇論争の中では、特に重要視されたのが演者の生の感情や個性を表現すること、演者が舞台上で肉声で表現することが重視され、従来の形式的な演劇に対し、よりリアルで自然な演技を追求する動きとして現れる。日本においてこれまでの俳優の演技や舞台芸術に対する意識の変化は、のちの声優の活動にも影響を及ぼす。そして従来の日本の戯曲を批判する等、小山内薫の方針は既成の劇文壇の反発を招き、築地小劇場論争が勃発するが、『演劇新潮』の同人を中心に菊池寛、久保田万太郎、岸田國士などが参加したこの一件は、その後の日本文学史、演劇史のみならず、さらには映画史、放送史などにも影響を与えて行く事となる。

### レコード演芸・トーキー時代の声優
明治の末になるとハード面での近代化が進む。1910年（明治43年）、日本で最初のレコード会社が設立されている。1913年（大正2年）、島村抱月と松井須磨子が芸術座を結成する。1914年（大正3年）の第3回公演では、抱月の再脚色においてトルストイの小説『復活』を上演した。須磨子が歌唱した劇中歌『カチューシャの唄』はレコード販売もされ、近代日本初の流行歌となった。同盤には歌唱だけでなく第三幕の科白の一節も収録された。そして同年10月、シェイクスピア戯曲『アントニーとクレオパトラ』が抱月の改作により上演され、公演後には出演者が録音スタジオに集まり舞台の粋を収録している。これは科白のみのオーディオドラマであり、12月には「沙翁劇『クレオパトラ』」として発売された。
大正時代（1912年〜1926年）には中村鴈治郎、松本幸四郎、市村羽左衛門、成美団、曾我廼家一座、宝塚少女歌劇、浅草オペラなども音源を残している。
劇場アニメでは、1933年（昭和8年）には日本初のトーキーの短編アニメーション映画『力と女の世の中』が公開。アニメキャラクターに声をあてたのは、喜劇役者の古川ロッパをはじめとする映画俳優達だった。1942年（昭和17年）には中国の長編アニメーション映画『西遊記・鉄扇姫の巻（鉄扇公主）』が日本で公開され、活動弁士出身の徳川夢声、山野一郎などが声をあてた。第二次世界大戦後に発足した東映動画により日本でもコンスタントにアニメ映画が製作されるようになると、映画俳優、コメディアン、放送劇団員が使われた。
洋画の吹き替えでは、1931年の米映画『再生の港』が初の日本語吹き替え作品だが、起用された在米邦人の広島訛りが不評で後が続かなかったという。

### ラジオドラマ流行時の声優

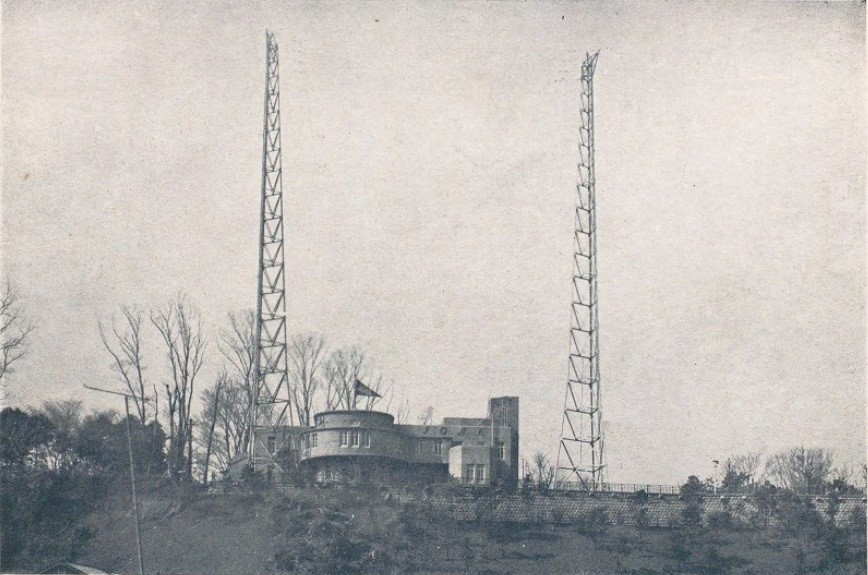
愛宕山の東京放送局

1925年（大正14年）3月、NHKの前身である社団法人東京放送局が日本初のラジオ放送を開始する。そのわずか1か月後に『映画劇せりふ』の番組内でサイレント映画『大地は微笑む』のセリフ劇が放送された。このときの声の出演は新派劇俳優の井上正夫、女優の栗島すみ子などであった。専門職としてではないが、実質的に彼らが「日本で最初の声優」である。
7月には舞台中継をスタジオで再現した『桐一葉』（出演：中村歌右衛門（5代目）など）が、さらに日本初の本格的なラジオドラマとして『大尉の娘』（出演：井上正夫、水谷八重子）が放送される。8月に小山内薫の演出、和田精の音響効果で放送された『炭鉱の中』とする説もある。出演者の一人であった山本安英は後に東京放送劇団の指導者を務めている。
8月、東京放送局にラジオドラマ研究会が設立される。長田幹彦、小山内薫、久保田万太郎、久米正雄、長田秀雄、吉井勇の6人を主要メンバーとした。さらに聴取者の獲得の為に著名な文士に一編五百円で脚本を委嘱する。当時の五百円は一軒家が建つほどの金額であり、2年間で「五百円ドラマ」に脚本を寄せた文士の顔ぶれは里見弴、松居松翁、小山内薫、長田秀雄、吉井勇、久保田万太郎、岸田國士、菊池寛、山本有三、中村吉蔵、岡本綺堂の11人であった。
9月、東京放送局は声だけで演技を行う専門の俳優としてラジオドラマ研究生を公募。100名あまりの応募者のうち12名の女性が選ばれ、11月にラジオドラマ『太っちょう』に声をあてる。声優の歴史に関する多くの資料では彼女たちが「日本の声優第1号」とみなされている。この当時は新聞では「ラヂオ役者」と呼称していた。
初期のラジオドラマには汐見洋や東山千栄子など、この前年に開場した築地小劇場の俳優が多く出演していた。
1928年（昭和3年）、小山内薫が急逝する。今後の方針から築地小劇場が分裂すると1930年（昭和5年）、新興芸術派倶楽部が結成されている。芸術価値の自律性を擁護して、『文学』からは小林秀雄、神西清、蝙蝠座からは今日出海など32名が参加した。また、蝙蝠座の院外団員には小林の他に菊池寛、岸田國士も参加していた。

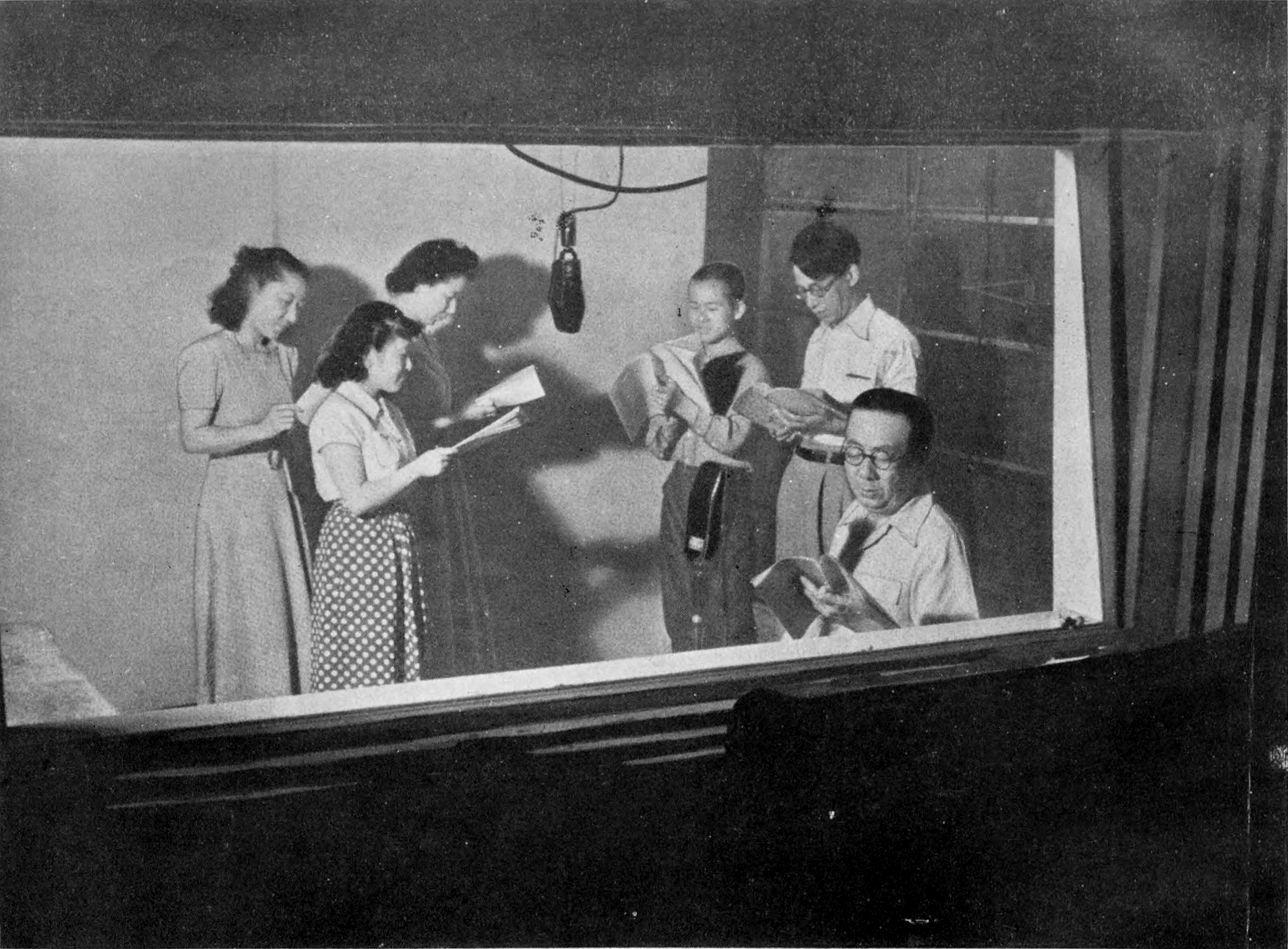
『ラジオ・ドラマ講座』（1952年）より

1931年（昭和6年）、久保田万太郎が日本放送協会の文芸課長に就任する。久保田は文芸路線を掲げて、夏目漱石や泉鏡花、ルナールやユーゴーなどの国内外の文学のラジオドラマ化を推進した。また、久保田の演劇界での人脈を活用して井上正夫、喜多村緑郎、村瀬幸子、田村秋子、友田恭助などの新派や新劇で第一線の俳優を起用している。1938年（昭和13年）8月、退任。
日本放送協会の文芸課職員であった小林徳二郎は後に「これは新劇の俳優が商業劇場に出演できなかった当時では、ラジオ放送だけにしか行い得ないことで、久保田の手腕によるものであった。いまでいえば久保田課長は芸術面ばかりでなく、政治力を兼ねた名プロデューサーであった」とその意義を述べている。ラジオドラマの総放送回数は1938年（昭和13年）までの13年で750回を数えるまでに成長した。
この頃（おもに1930年代）に活躍していた者として舞台女優の飯島綾子が挙げられる。彼女はラジオドラマのほかに日本舞踊家や歌手（流行歌・歌謡曲・童謡オペレッタ）としても多彩な活動をしていた。
1932年（昭和7年）、日本初のアクセント専門の辞書である『国語発音アクセント辞典』が刊行されている。この頃、ラジオの普及率は10%前後であり、東京語に不慣れな全国の国語教員を主な対象として、話し言葉の統一、発音統一を目指して編纂された。執筆者の一人であった言語学者の神保格は、後述の調査委員会の委員や東京放送劇団の講師も担当している。1933年（昭和8年）、文部省が国定教科書である小学国語読本において、劇教材を導入する。国語科の編纂方針では、「国語教育と劇との関係は、非常に大切であり、是が効果もあらゆる方面から見て重要性を持つてゐる」との見解が反映された。また、義務教育の最終学年度では、シェイクスピア戯曲『リア王』が採用されている。同年、坪内逍遥がシェイクスピア戯曲の改訳を行う（〜1935年刊行）。更に新修に合わせて、翻訳者自身の手によるレコード吹き込みを実施している。『ハムレット』、『ヴェニスの商人』の朗読は、日本コロムビア（設立：1910年）から販売された。

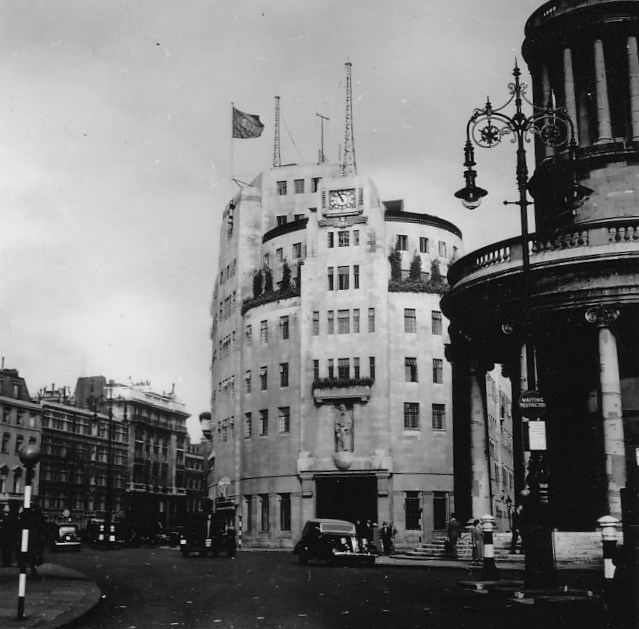
ブロードキャスティング・ハウス（BBC本社）

1934年（昭和9年）、NHKが放送用語並発音改善調査委員会（現：放送用語委員会）を設置する。イギリスの英国放送協会（BBC）を範に取り、その調査方針については「共通用語は、現代の国語の大勢に順応して、大体、帝都の教養ある社会層において普通に用ひられる語彙・語法・発音・アクセント（イントネーションを含む）を基本とする」ことが定められている。
1935年（昭和10年）、NHKが全国向けの学校放送を開始。1941年（昭和16年）には、NHKがラジオドラマを専門に行う東京放送劇団を設立する。同年4月、国民学校令が施行されているが、音声言語教育については、「話し方に於ては児童の自由なる発表より始め次第に之を醇正ならしめ併せて聴き方の練習を為すべし」と位置付けた。6月、情報局が監督する日本移動演劇連盟が結成されている。さらに同月、NHKが東京放送劇団を設立している。ラジオドラマ専門の俳優を養成する東京中央放送局専属劇団俳優養成所の研究生を公募した。1943年（昭和18年）1月、NHKが『日本語アクセント辞典』を編纂し、5月には、養成を終えた東京放送劇団の第1期生がデビューを果たした。これが声優第2号とみなされ、「声優」という言葉はこのころから使われたとする資料もある。
戦後になると、1948年（昭和23年）に劇団俳優座の創設者の一人である千田是也が戦前の路線の見直しの一環として、岸田國士ら「劇作派」の上演を開始している。千田は創作劇研究会の第1回試演において、「私どものような築地時代に翻訳劇ばかりで育つて来たものには、日常的なリアルな生活動作の中に心持ちを盛る芝居の勉強ができていず、大いに『物真似』の練習をしなければいけない」と表明した。同年、劇団民藝の創設者の一人となる滝沢修が『俳優の創造』を発表する。滝沢は「『新劇調』といふのは」と題した項目において、自らの芸風をアマチュア芸から遠く出ない青臭さであると断じ、「輸入文化が伝統に根ざしていないと同じに、それを浅く漁って満足していた私たちの足が、本当に生活者として地についていなかったからである。」と表明した。1949年（昭和24年）、文学座の創設者の一人である岩田豊雄（獅子文六）の計らいにより、加藤道夫、芥川比呂志らの麦の会が合流する。岩田は座員の芸に安易なものが生まれかけ、若い世代もそれに倣う危険から揺り戻す必要が生じたと論じ、「どうも彼等は、日常的なセリフやシグサには長じているが、想像力を伴わなければならぬ演技は、ひどく不得手に見えた」との見解を示した。1950年（昭和25年）、岸田國士が文学立体化運動を提唱し、雲の会を主宰する。会員の三島由紀夫は、「自由劇場以後の日本の新劇は、大ざつぱにいふと、築地小劇場の飜訳劇中心主義から、左翼演劇への移りゆきとともに、技術的基礎づけに誤差を生じ、また政治的偏向を生んだ」と指摘した。そして、築地小劇場論争以来の混迷を正常化する最初の機会として、今回の文壇、劇壇の連帯の意義を説いていた。
1951年（昭和26年）、雲の会の一箇年の活動を振り返る座談会が開催され、機関紙である『演劇』が掲載している。文壇側からは鉢の木会のメンバーでもあった神西清、中村光夫、大岡昇平、福田恆存、三島由紀夫が選出された。「劇壇に直言す」として、新劇独自の固定観念を指摘し、既成新劇への問い直しを求めている。劇壇側からは内村直也、田村秋子、千田是也、杉村春子、菅原卓が選出された。「『直言』に答う」として、反省する点を認める一方、俳優術による演劇表現のアカデミズム確立や現代劇の樹立を重視する意見が出されている。これを受けて『演劇』は、会員の小林秀雄と福田恆存の対談を企画した。その中では声音メディアの未来への示唆も語られている。

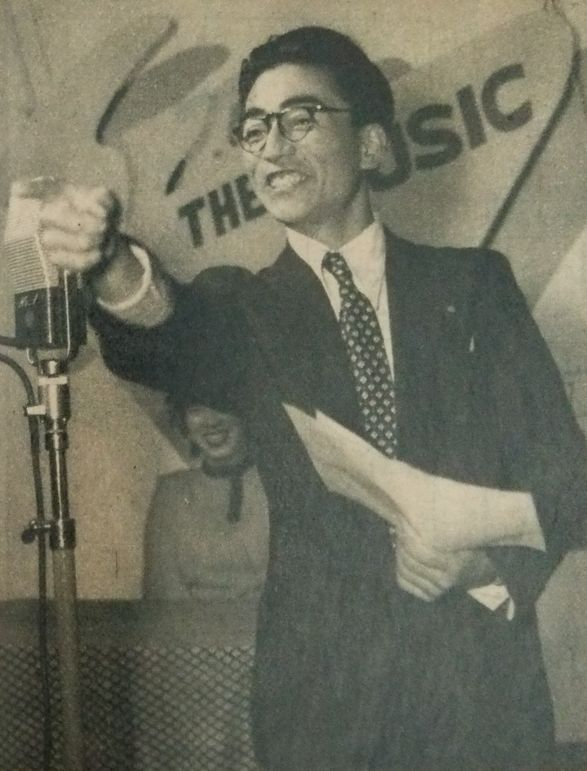
中部日本放送放送劇団

そして、前述の座談会開催の同年に、日本での民間放送が開始。対日占領政策の転換から民放が解禁された結果、戦前からのNHK独占体制が崩れたのである。民放各局はNHKに倣う形で中部日本放送放送劇団など、専属の放送劇団を設立して行く。
テレビ放送がなく、ラジオがマスメディアで主要な地位を占めていたラジオドラマ時代の声優は決して日陰の存在ではなく、二枚目の主役の声を多く演じた名古屋章には月に何十通ものファンレターが届いたという。1957年（昭和32年）に放送した連続ラジオドラマ『赤胴鈴之助』は当時の子供たちから絶大な支持を得た。ラジオドラマは全盛期を迎え、声優の紹介記事が新聞のラジオ欄に掲載されるようになると、声優へのファンレターと同時に声優に憧れ、声優志願者も急増した。
1953年（昭和28年）のNHK東京放送劇団の第5期生募集には、合格者が10名程度のところへ6,000名の応募が殺到したという。東京放送劇団出身の勝田久は、この時代を第1期声優黄金時代としている。日本でのテレビ放送が開始された1953年（昭和28年）2月当時、NHK専属の放送劇団員は、東京・大阪・名古屋・広島・福岡・仙台・札幌の7劇団で合計137名を数えた。

### テレビ初期と声優
1953年（昭和28年）、日本でのテレビ放送が開始する。
1954年（昭和29年）、ウォルト・ディズニー・プロダクションがアニメーション映画『ダンボ』（1941年制作）を日本公開する。日本語発声版（吹替版）の脚本は高瀬鎮夫、音楽監督は三木鶏郎が担当した。出演は坊屋三郎、古川緑波、三木鶏郎、丘さとみ、七尾伶子ほか。三木は後の『わんわん物語』、『バンビ』、『白雪姫』、『ピノキオ』では日本語版監督も務め、声優を人選した。同年、岸田國士が急逝する。これにより前述の雲の会は自然消滅を迎えている。

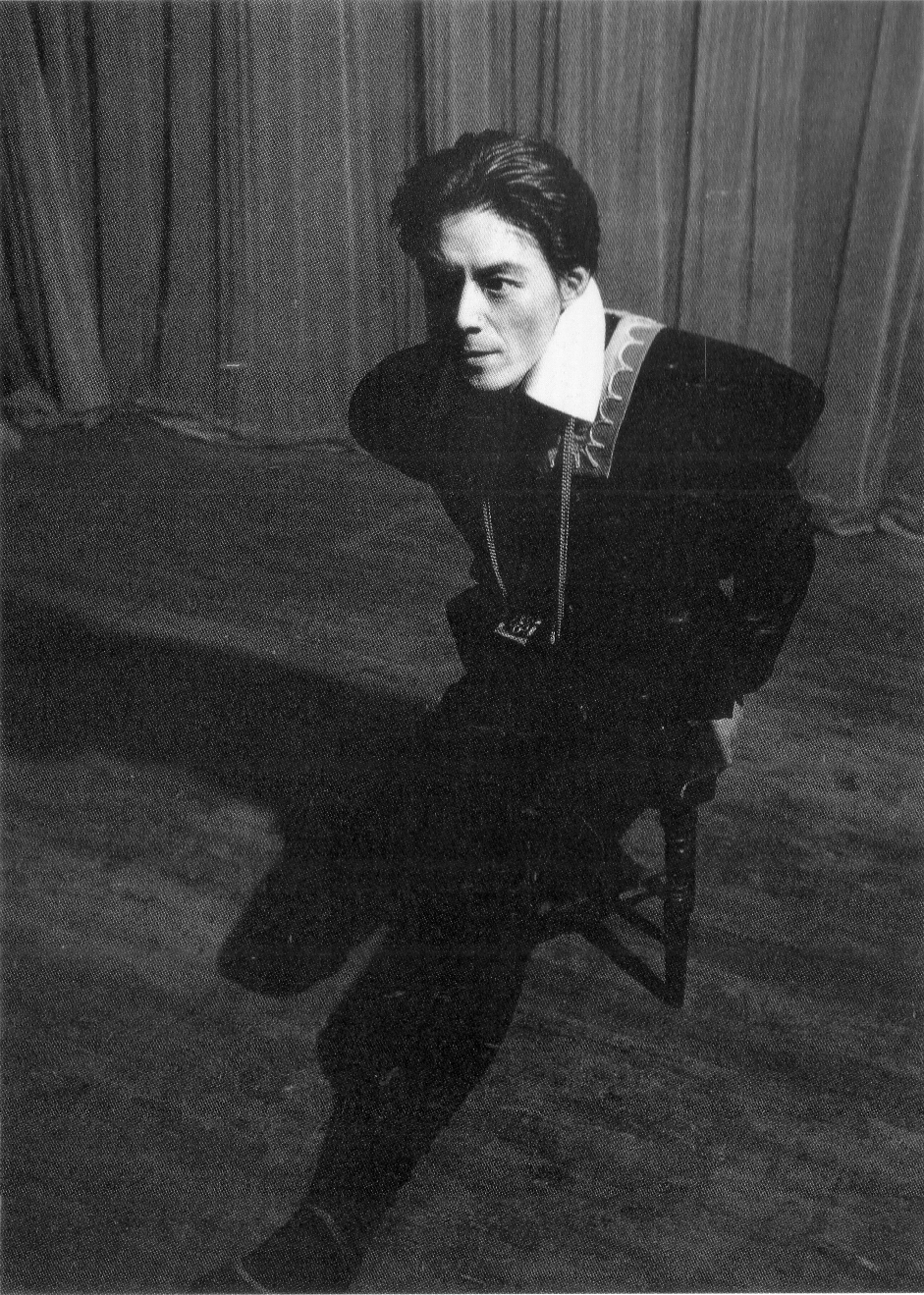
芥川比呂志 （撮影：土門拳 ）

1955年（昭和30年）、福田恆存が翻訳と演出を担当して、『ハムレット』を上演する。ハムレット役は芥川比呂志が担当した。当時の福田は文学座の文芸部員でもあり、幹事の岩田豊雄が新劇が傾倒する近代劇の在り方に疑問を持つようになっていた事から、上演を後援した。舞台芸術として最高度の文学性と演劇性を両立したという評価から、「シェイクスピアに還れ」とした基調は、後の新劇運動の方針にも反映された。また、札幌放送劇団に所属していた若山弦蔵はこの公演を観劇し、演技のヒントを得たことを明かしている。6月、菊田一夫が『「大盗大助」の公演』を『放送文化』に発表する。今回の東京放送劇団の舞台公演で、脚本と演出を担当した経緯について解説した。NHKで『鐘の鳴る丘』や『君の名は』を手掛けるなど放送劇でも活躍していた菊田は、ラジオ俳優に舞台公演の必要があるかどうかという問題はかなり重要な事であると指摘し、「マイク前の声技にも、その演技の奥行を深め、幅をひろげる意味で、絶対に必要だからである」との見解を示している。その理由については、「私はラジオ・ドラマの稽古に立会っていて、いつも『君、君のセリフには動きがともなっていないよ』と、いう言葉で、声優を叱りつける」と述べており、責任上から実際の体験を提供したと説明を行った。
1956年（昭和31年）には、ラジオ・テレビ兼営局であるラジオ東京（現：TBS）が海外テレビドラマの吹き替え放送を実施する。同年4月8日、日本テレビが海外テレビアニメ『テレビ坊やの冒険』の放送を開始する。録音方式の日本語吹き替え番組の第1号であり、番町スタジオの安井治兵衛に依頼して制作された。4月28日、TBSの前身であるKRTテレビが海外ドラマ『カウボーイGメン』を放送する。10月9日には、海外テレビアニメ『スーパーマン』を放送する。出演者の滝口順平、大平透は、いずれもラテ兼営の同局のラジオ東京放送劇団に所属する放送劇団員であった。これらKRTテレビでの吹き替え放送は生放送で行われている。
民放テレビの草創期には、同年10月の五社協定でテレビ局への日本映画の供給停止が決まったことなどによるソフト不足から、海外ドラマやテレビ映画、洋画などのいわゆる外画の日本語吹き替え版が数多く放送された。テレビや映画の俳優は五社協定とギャラの問題で吹き替えをしなかったため、テレビでの吹き替えは、ラジオ時代からの放送劇団出身者や戦後の新劇ブームで増加した舞台役者やその研究生が多く行った。戦前からの流れを汲み、この当時において三大劇団と目されていた文学座、俳優座、民藝の俳優は、未だアテレコとは縁遠かった。海外アニメにおいては、落語家や浅草出身のコメディアンなどもキャラクターの声をあてたという例がある。
吹き替えの開始当初は生放送でも行われ、後にテープレコーダーを利用した録音方式となるも、未だ編集は不可能であった。声優陣は狭いスタジオに存在する1つのスクリーンと1本のマイクに臨み、効果音や音楽も同時に録音していた。1ロール28分間の収録では、誰かが間違えて失敗すれば最初から録り直すという負担の大きいものであり、さらにせりふの悪訳も輪をかけ、「アテレコ調」の出現を招いている。
江崎プロダクションの創業者である江崎加子男は、舞台や映像で仕事がある役者がアテレコに好んで出演しなかった理由として、ギャラ問題の他にアテレコ調の存在を挙げている。「カラーフィルムにキズを付けないためにリハーサルは3回くらいしか見せられなかった。したがって不器用なものはなかなか口が合わない。“トチラズ” 口を合わせるために台詞が一本調子になる。当時言われた言葉がアテレコ調。」。
また、前述の若山弦蔵は当時の吹き替えに参入してきた新劇俳優について、「大部分の連中にとっては片手間の仕事でしかなかった」「日本語として不自然な台詞でも疑問も持たず、台本どおりにしか喋らない連中が多くて、僕はそれがすごく腹立たしかった」と語っている。当初、NHKは基本的に字幕スーパーで日本国外の作品を放送していたため、日本語吹き替え版は民放が中心となっていた。以後、日本国外の作品は1960年代前半をピークとして放送された。
1957年（昭和32年）には早くも、大岡昇平が吹き替えの社会的影響を論考し、『藝術新潮』に発表している。築地小劇場の観劇歴を有する大岡は、テレビから流れるテレビドラマや舞台中継、海外ドラマなどに見られる「新劇調」の存在を指摘した。これは築地小劇場の翻訳体やそれに起因した悪癖であり、さらに固定された俳優達が今や指導する側に回ったことで、後進が不本意に継承している構図であるとも解説した。その上で、大勢の人の目に留まることによって、芸風が矯正されるチャンスになるのではないかと説き、若い世代には旧弊を壊すことを奨励している。

さらに10月には、福田恆存が新聞紙面上で論議が展開された吹き替えの是非を論考し、『CBCレポート』（発行：中部日本放送）に寄稿した。

『白蛇伝』

1958年（昭和33年）、東映動画（現：東映アニメーション）が劇場用アニメーション映画『白蛇伝』（主演声優：森繁久彌）を公開する。
1959年（昭和34年）6月1日、NHKが放送劇団員の専属制を解消している。各放送劇団の団員は優先契約制へと移行する。同年、ラジオ東京放送劇団も経営の合理化を理由に、ラジオのみを専属とし、テレビはフリーとの体制に変更された。
労働環境や待遇は恵まれていなかったことから権利向上のために結束しようという動きがあり、久松保夫は清水昭の太平洋テレビジョンに参加するが同社で労働争議が発生。これを受けて1960年（昭和35年）には東京俳優生活協同組合（俳協）が誕生したが、前述の若山弦蔵のように所属せず独立した者もいた。のちに俳協から分かれて多くの声優プロダクションが結成された。
1961年（昭和36年）、音声制作会社である東北新社が設立されている。
東北新社出身の演出家である加藤敏と佐藤敏夫は、新劇系の俳優が中心となっていた当時の制作事情を挙げる中で、「アテレコといっても結局はお芝居ですよ。最初、僕らはキャスティングをするといっても、役者さんを知らないので、劇団四季、東芸、七曜会、俳協などのマネージャーが来て、我々のためにキャスティングをしてくれたんです。我々には分からないところで "こういう人を使ってみたらどうか" とか。自分で主導権を握ってキャスティングができるまでには時間も掛かりましたが。」と声優の解説を行った。
この時代にはまだ声優という言葉は一般には認知されておらず、別称として、吹き替えを主にしたことから吹き替えタレント、吹きかえ屋、声をあてることからアテ師、アテレコ・タレントというものがあった。
また、海外ドラマブームに沸く状況は、アテレコ調が蔓延する状況でもあり、1962年（昭和37年）には、戦前から活躍する俳優の東野英治郎らが新聞紙面上に意見を表明している。一連の役者論、演技論を巡る論議は、後世においてアテレコ論争と記録された。

『鉄腕アトム』

1963年（昭和38年）、日本放送芸能家協会（現：日本俳優連合）が発足している。代表には徳川夢声が就任し、設立総会では「著作権制度と放送法の改正を前にして日本放送文化の向上という公益のために結成」した事を宣言した。また、音声制作会社であるグロービジョンが設立された。
同年、虫プロダクションが国産初の30分テレビアニメシリーズ『鉄腕アトム』（主演声優：清水マリ）の放送が開始された。プレスコ方式が主流であった従来の劇場用アニメ市場とは異なる、アフレコ方式を採用したテレビアニメ市場が形成されて行く。

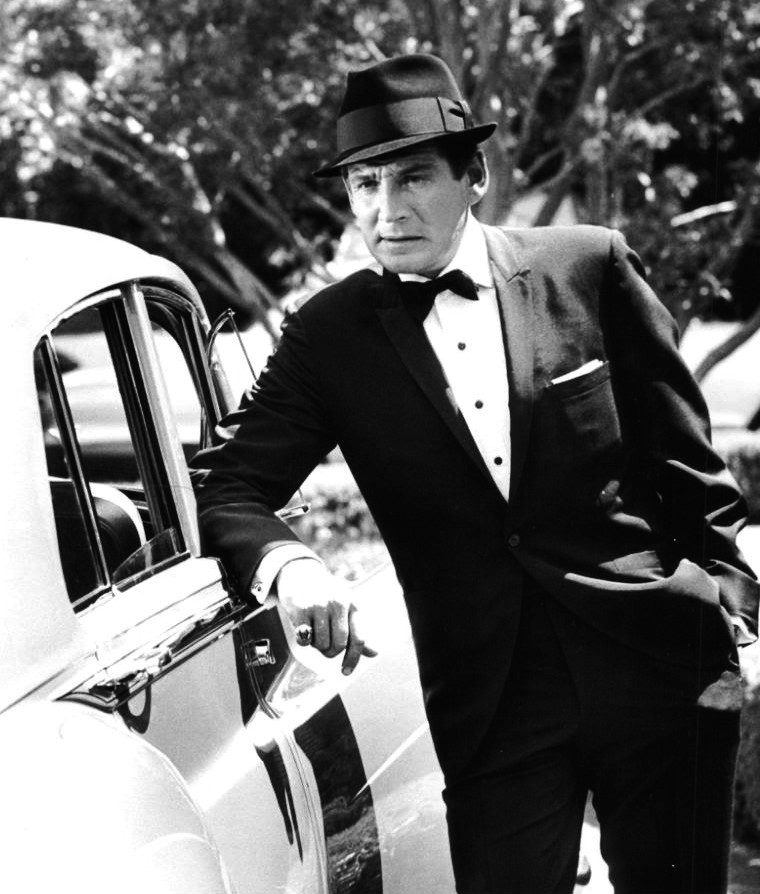
『バークにまかせろ』

同年、文部省が公示した学習指導要領が実施され、高等学校課程に現代国語が創設されている。改定委員となった国語学者の時枝誠記の下で、経験主義から能力主義への転換が図られている。言語過程説を提唱した時枝は後述の福田の師に当たった。
同年、財団法人・現代演劇協会と劇団雲が設立されている。雲の会の会員であった福田恆存、芥川比呂志、小林秀雄、大岡昇平、中村光夫、今日出海らが役員に就任し、その継承を志向した。築地小劇場以来の新劇の亡霊を排し、日本における正統劇（せりふ劇）の確立を目指す事を謳った。また、同協会は設立趣旨の一つとして、役者に存在する「学校の違い」などの縄張り意識の追放を挙げている。
1964年（昭和39年）、日本テレビが『バークにまかせろ』の放送を開始する。翻訳は篠原慎、演出は左近允洋、主演は若山弦蔵が担当した。前述の勝田久の見解によると、アテレコ調からの脱却はこの番組の頃からであり、その路線は翌年の『0011ナポレオン・ソロ』にも踏襲されたとしている。後述の野沢那智も出演者の一人であった。
1966年（昭和41年）に『土曜洋画劇場』（現：『日曜洋画劇場』）の放送が始まり、この番組によってスターの声を特定の声優に固定する持ち役制（フィックス制度）が始まった。この当時、東北新社は「隣の部屋で聞いたときに、普通のドラマだか吹替番組だかわからないような日本語版を作れ」を制作のモットーとしていた。
1967年（昭和42年）、放芸協の常務理事・久松保夫が『テアトロ』に『俳優ユニオンの提唱--劇団経営の合理化を含めて』を寄稿する。
1968年（昭和43年）、文部省の外局として文化庁が設置されている。初代長官には今日出海が就任した。
同年、読売テレビがテレビアニメ『巨人の星』（演出：長浜忠夫、主演：古谷徹）の放送を開始する。長浜は作品作りにおいて声優のディレクションを重要視した。その影響を受けた一人である富野由悠季は「人形劇をやっていらっしゃった方とは聞いていたが、ダイナミックに動き回り、アフレコ前のラッシュに自分で科白をあてて台本をチェックする監督なぞ、長浜監督をして初めて知った」と記している。
1969年（昭和44年）、声優に特化した俳優事務所として青二プロダクションが設立されている。俳協のマネージャー出身の久保進が、東映動画の要請を受け創業した。当時、アニメへの出演者は権利問題などを抱えていた事もあり、その出演交渉は困難な状況にあった。
1970年（昭和45年）、著作権法の全面改正が行われ、著作隣接権として実演家の権利が制定されている。
1971年（昭和46年）、日本俳優連合（日俳連）と、音声制作会社7社で構成された紫水会（現：日本音声製作者連盟）が結成される。また、この年には映画会社の五社協定も、自然消滅を迎えている。
日本のテレビアニメの放送開始から8年後のこの年、大人向けアニメ番組への挑戦がなされ、『ルパン三世』が制作された。放送局は前述の読売テレビ、主演は山田康雄が担当した（なお、山田は声優の呼称を嫌った）。本放送時は失敗に終わったが再放送の度に評価が高まり、1977年（昭和52年）には、続編として第2シリーズが制作され、さらに本作の放送中には、劇場用アニメーションとして『ルパン三世 ルパンVS複製人間』、『ルパン三世 カリオストロの城』の2作品も公開されて、アニメブームを牽引した。

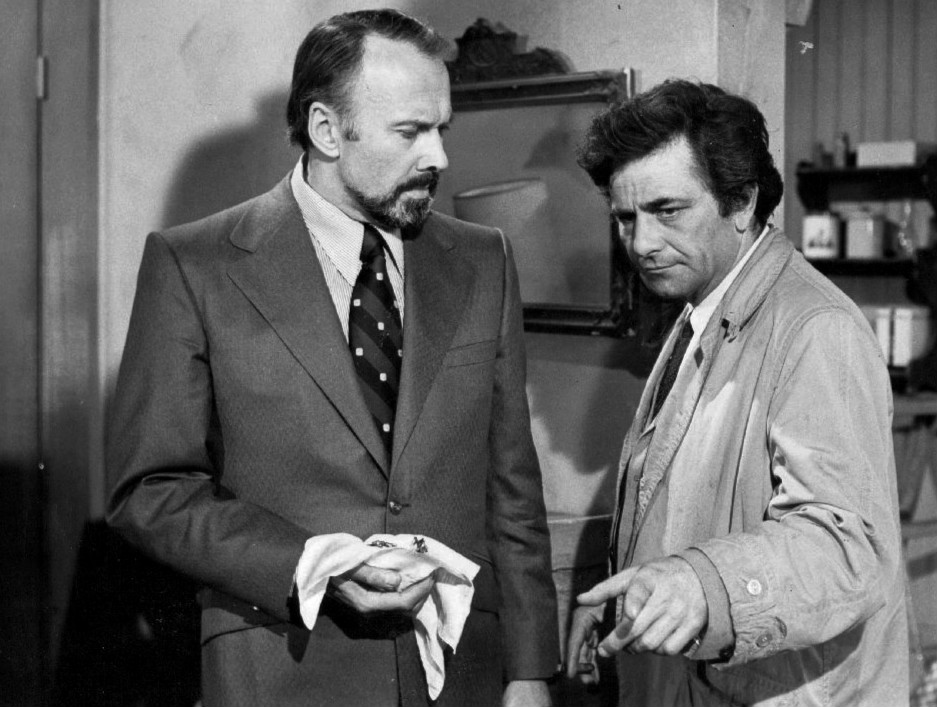
『刑事コロンボ』

1972年（昭和47年）、NHKが海外ドラマ『西部二人組』の放送を開始する。アテレコの世界のイメージを変えようという目論見があり、当時の若手俳優が選ばれている。俳優座からは新克利が、文学座からは江守徹が起用された。日本語吹替版の製作は東北新社が担当している。
さらに同時期、NHKは海外ドラマ『刑事コロンボ』の放送を開始している。同作品のアテレコには雲から小池朝雄が起用された。小池は『パパは何でも知っている』などへの出演歴を有していた。こちらの日本語吹替版の製作はグロービジョンが担当している。
1973年（昭和48年）、日俳連において、「外国映画日本語版の権利を護るための俳優集会」が開催された。吹き替えの仕事をする俳優全員の70%に当たる158名が参加し、さらに抗議団には187名が参加した。紫水会との間で交渉が行われ、業界の正常化と公正なルール確立のため、共同で対処する事が合意された。これにより出演料は平均3.14倍の増額となっている。
1974年（昭和49年）、映画雑誌『スクリーン』（発行：近代映画社）が「人気声優インタビュー」の連載を開始する。 シリーズは1980年12月号まで継続し、合計で84回を数えた。また、この年には江崎プロダクション（現：マウスプロモーション）が設立されている。
1975年（昭和50年）、TBSが『刑事コジャック』の放送を開始する。翻訳は額田やえ子、演出は岡本知、主演は森山周一郎が担当した。額田は前述の『刑事コロンボ』も担当しており、翻訳面でも更なる進展が見られた。また、同番組のファンであったアニメ演出家の宮崎駿は、1992年（平成4年）に公開した『紅の豚』において森山を起用している。
1976年（昭和51年）、『毎日新聞』が『テレビ洋画の吹替え〝声の主役たち〟』を掲載し、声の吹き替えの歴史について報じた。初期は説明調、弁士調であったが、やがて台本の翻訳に細かい注意が払われるようになり、現在はセリフに感情を乗せ、そして画面と口も合わせるまでに技術が高度化されたと解説した。
また、声優の人選も拡大し、『日曜洋画劇場』放送の『野にかける白い馬のように』では、民藝の創設者の一人であり、戦前から活躍する宇野重吉を起用している。英国俳優のジョン・ミルズを担当した宇野は、初の吹き替え出演の後、「作品のオリジナリティーを無視しては悪い、と思っていた。だから吹替えイコール説明だと考えていたんだが、この認識はすでに古いんだね」と自己批判を行った。

### 声優のタレント化とアテレコ論争
1977年（昭和52年）、劇場版の『宇宙戦艦ヤマト』が公開された。テレビアニメを編集し、再アフレコでの新規録音を行った。ここに始まるアニメブームは、同時に#声優ブームの様相を呈して行く。
1978年（昭和53年）には、日俳連により外画協定が締結されている。この当時、日俳連に加盟する約2500名の俳優のうち、外画・動画部会は530名を数えるまでになり、15年以上のキャリアを持つ200名を中心としていた。また、日本脚本家連盟も協定書を締結している。
1979年（昭和54年）、アニメ演出家の富野由悠季はテレビアニメ『機動戦士ガンダム』の制作中、『ファンタスティックコレクション』から依頼されて、声優論を展開している。アニメ制作のスタッフの立場から、声優志望者に向けて声優観が表明された。
1980年（昭和55年）、日俳連は通商産業省の認可を受けて、団体交渉権を有した協同組合へと改組している。同年、日本映画界の『男はつらいよ』シリーズが第25作『男はつらいよ 寅次郎ハイビスカスの花』からオール同時録音方式を採用する。これにより出演俳優は基本的にアフレコ無しの制作環境に変容している。
1981年（昭和56年）2月、富野由悠季が『アニメ新世紀宣言』を提唱する。同年6月、福田恆存が演劇理論書として、『演劇入門』（初版：玉川大学出版部）を編纂している。

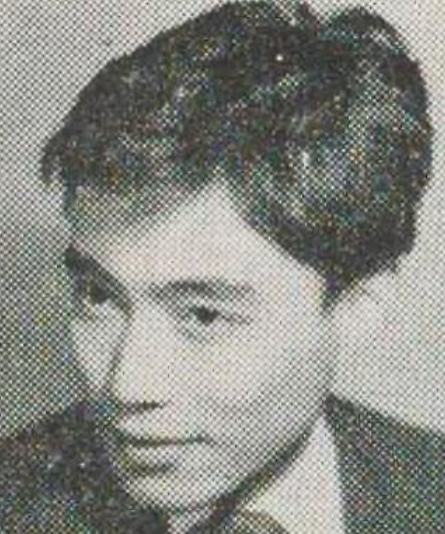
永井一郎

また同年9月には、日俳連の外画・動画部会の交渉委員であった永井一郎が『ガンダムセンチュリー』誌上で、アテレコ論争（1962年）への反論を行う。永井は『月刊OUT』（1977年創刊）の編集部から、声優と舞台の演技の違いについての寄稿を依頼され、声優論を展開した。
序文においては、「でもはっきり断っておくけど、僕は、アイドル声優やタレントの仕事について書く気はない。そういう人たちがそれなりに生きていくことを僕は決して否定しない。だけど、ここでは本来の俳優、本来の声優の仕事についてまじめに書くつもりだ。アイドル声優になりたいと思っている人は、このへんで読むのをやめて下さい」とその経緯を説明している。

役者論、演技論の理論的支柱には、シェイクスピア戯曲のキャラクターであるハムレットを引き合いに出して、キャラクターボイスの裏付けとした。
同年10月、日俳連、音製連、動画連盟（現・日本動画協会）の三者により、動画協定が締結されている。文書によるアニメ出演契約の明確化が実現し、業界ルールの健全化が進んだ。
1982年（昭和57年）、NHKが海外ドラマ『遥かなる西部 わが町センテニアル』の吹き替え放送を実施している。アメリカ建国200周年を記念して制作された全12話には、多彩な出演者が揃い踏みし、中尾彬、滝田裕介、今井和子、小林清志、里居正美、寺田農、樋浦勉、勝部演之、千葉耕市、福田豊土、瑳川哲朗、金内吉男、宍戸錠、天田俊明、鳳八千代、大塚周夫、小原乃梨子、内藤武敏、田口計、寺田路恵、中島葵、小林昭二などが参加している。
1983年（昭和58年）には、TBSで『クリスタル殺人事件』の吹替放送が行われている。世代交代が色濃くなり始めた中、高橋和枝、武藤礼子、羽佐間道夫、小原乃梨子、広川太一郎、納谷悟朗、池田昌子らが共演した。久しぶりに一堂に会した記念として写真撮影が行われ、以後二度と無い配役であったと回顧された。

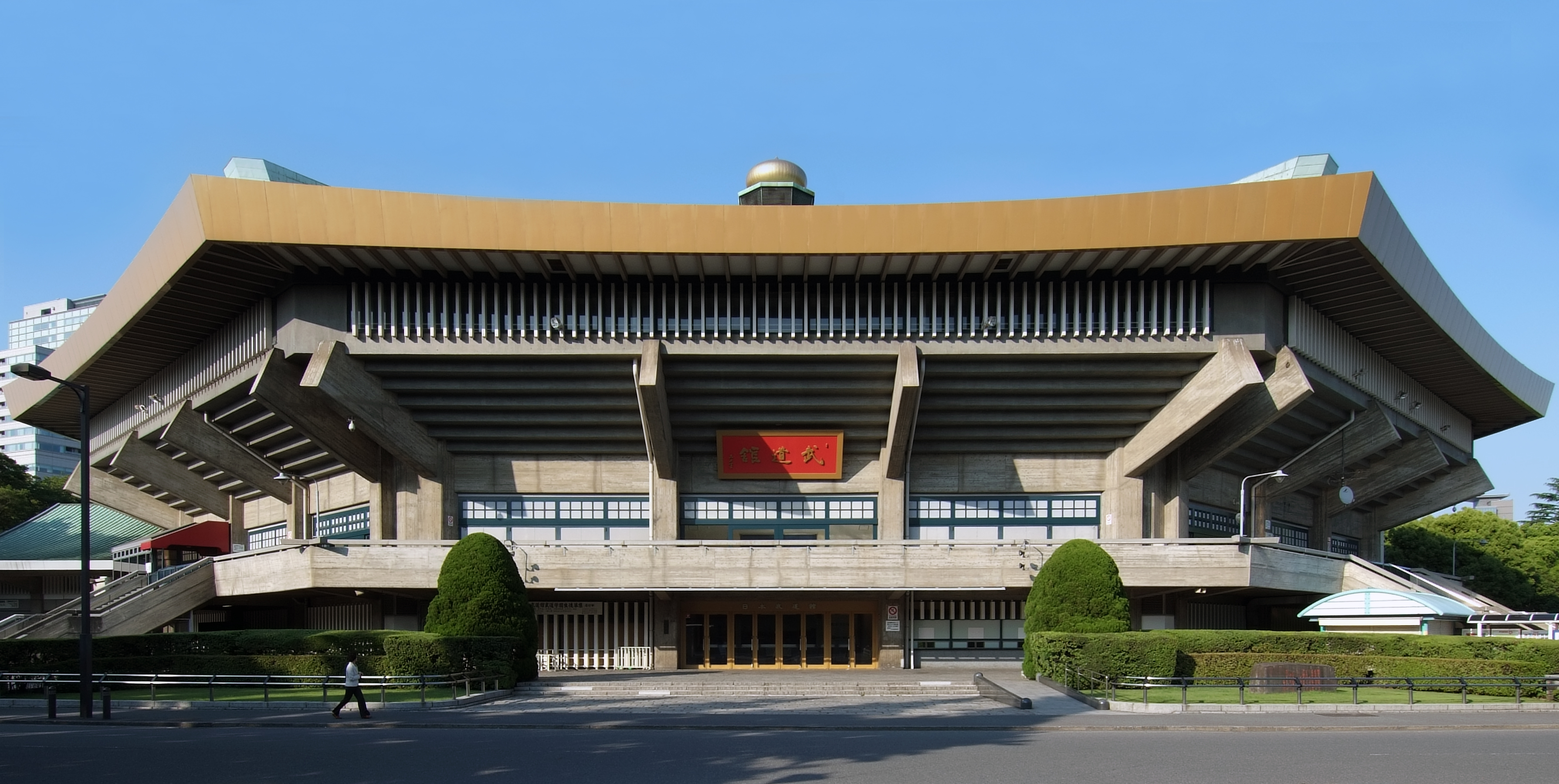
アニメグランプリ表彰式会場（日本武道館）

アニメブームの高まりは、「1983年春のアニメ映画興行戦争」と注目を集めるまでの状況に達し、劇場用アニメーション映画への投資を呼び込んでいる。新規作画での大作が志向され、作画水準の向上に伴う作風の変化から、テレビアニメとは趣向を変えた起用も行われた。角川映画がアニメに進出した『幻魔大戦』では、江守徹、美輪明宏、穂積隆信、林泰文、原田知世、白石加代子などが名を連ねた。また、『クラッシャージョウ』では、ハンフリー・ボガートのフィックス声優でもあった久米明が、さらに『宇宙戦艦ヤマト 完結編』では、仲代達矢、石田太郎などが起用されている。
1984年（昭和59年）には、劇場用アニメーション映画『うる星やつら2 ビューティフル・ドリーマー』、『風の谷のナウシカ』、『超時空要塞マクロス 愛・おぼえていますか』の3作品が公開されている。アニメブームの到達点として記録された各作品で、ヒロイン役を担当した平野文、島本須美、土井美加は、いずれも公開当時20代であり、大学の演劇科や劇団の演劇学校の出身者であった。また、同年には、現代演劇協会が『ハムレット』を上演している。本公演では、29年前と同じく福田恆存が演出を担当し、前述の土井美加がオフィーリア役を担当していた。
上記のマクロスで監督を務めたアニメ演出家の河森正治は、劇場アニメとテレビアニメの制作環境の違いを指摘し、「現在のテレビアニメというのは、登場人物があまりに抽象化・記号化されていると思います。人物の感情を『説明』はしていても『表現』はしていない。だからこそ、今回はニュアンスまで含めた感情表現をしてみようと思ったともいえます。」と解説を行った。
このアニメブームを画期として、収録の技術・環境面では、録り直しが容易ではないフィルムに代わってVTRが導入されて行く。『声優白書』（2000年発行）の声優業界年表では、その具体的な時期について、「1985年 収録にVTR・マルチレコーダー導入」と記載している。
人材の供給・育成面では、声優専門プロダクションが分裂することによって次第に数が増え始める。1979年（昭和54年）には、ぷろだくしょんバオバブが、1981年（昭和56年）には、81プロデュースが、1984年（昭和59年）には、大沢事務所、賢プロダクション、アーツビジョンが設立された。同時に各プロダクションにより声優養成所が設けられた。
1982年（昭和57年）には、青二塾が設立され、日俳連の副理事長でもあった久松保夫が初代塾長に就任した。久松は「優れた声優は、優れた俳優でもある」という理念の下で後進の育成に乗り出すが、その矢先に急逝する。また、1985年（昭和60年）には、東京俳優生活協同組合が付属養成所に1年制の声優科を設立した。2年制の俳優科との並立体制となる。
これらにより、放送劇団出身者や映画業界出身者、舞台役者などの俳優活動の一環や余技としての声優業ではなく、最初からアニメ声優を目指した声優が登場し始めた。1984年（昭和59年）、ヒロイン役を務めた歌手の飯島真理を看板とした映画『超時空要塞マクロス 愛・おぼえていますか』が公開され、声優のアイドル化はひとつの頂点に達するが、その後ハイターゲット向けテレビアニメ冬の時代が到来。しかし、OVAや劇場アニメ、ラジオ番組などでの進展が見られるようになる。
一連の#声優ブームは、声優に特化した芸能事務所や声優養成所の伸長に繋がり、現在に至る声優像の多様化の原点となった。

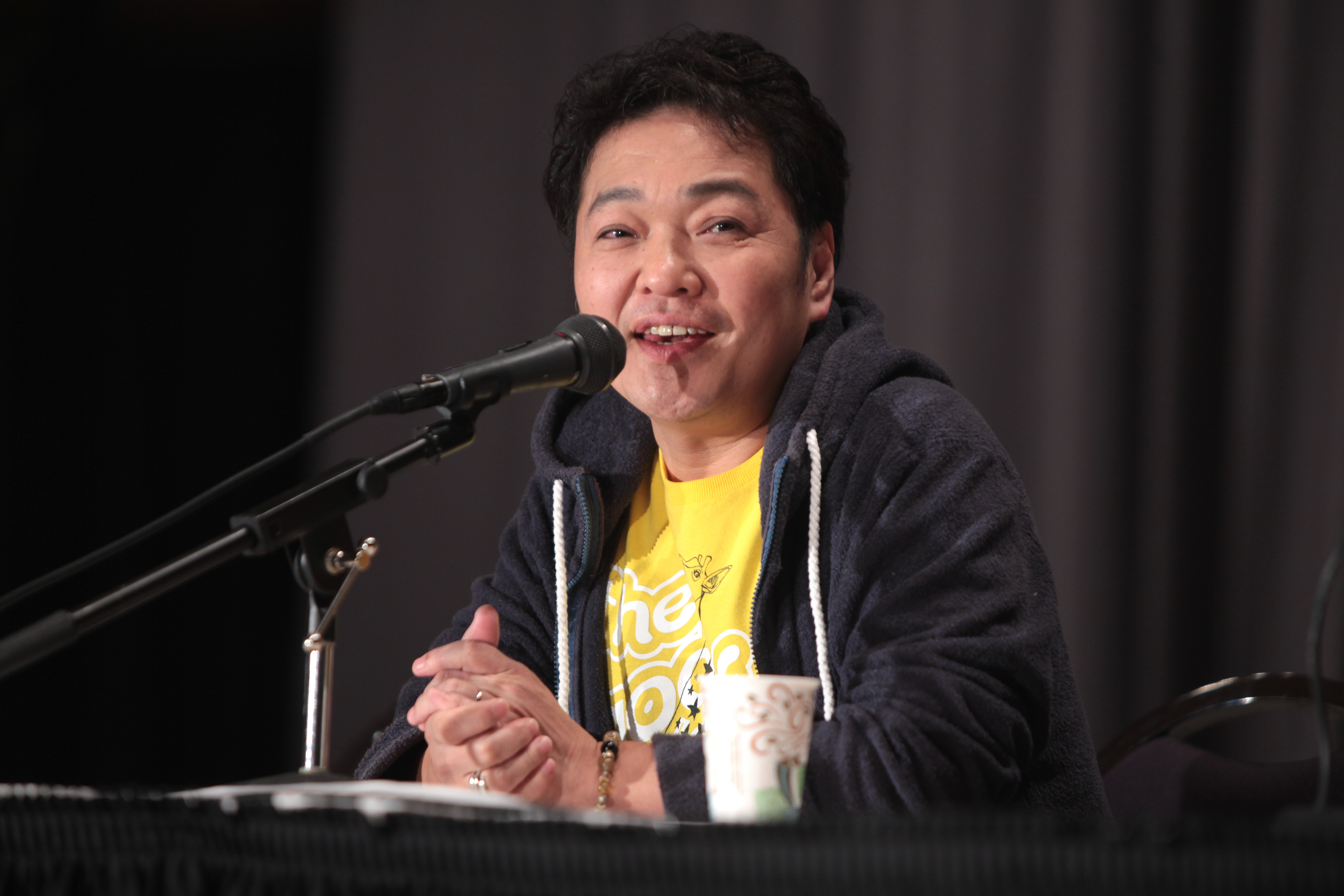
日本の俳優・声優である山口勝平

1986年（昭和61年）5月、アニメ演出家の宮崎駿が、アニメ雑誌合同の記者会見において、アニメブームの完全終結を宣言する。スタジオジブリ初作品の制作中に行われたインタビューでは、ブームを牽引して来た企画の立役者達の不在を指摘し、同時にアニメ業界の縮小再生産的な傾向を懸念した。同年8月には、アニメーション映画『天空の城ラピュタ』が劇場公開された。出演者に田中真弓、横沢啓子、寺田農、初井言榮、常田富士男、永井一郎ほか。宮崎のアフレコの演出方針について、横沢は「いつもの作品の取り組み方ではダメだ」と思案する内容であったと解説を行っている。
1987年（昭和62年）、大手新聞社・テレビ局が製作した劇場用アニメーション映画『紫式部 源氏物語』が公開されている。登場人物の作画において、ライブアクションが採用された本作では、風間杜夫、梶三和子、田島令子、風吹ジュン、萩尾みどり、横山めぐみ、矢崎滋、津嘉山正種、大方斐紗子、大塚周夫、野沢那智、田村錦人、納谷悟朗、常田富士男、大原麗子らが声の出演をしている。
1988年（昭和63年）、OVAを中心に展開された『銀河英雄伝説』（1988年 - 2000年）が開始する。600名を超える登場人物を描き分ける困難から一人一役が採用され、当時の男性声優の大半が出演した。その後、会話劇が魅力の作品という事もあり、芝居に携わる人間が最適ではないかとの検討が行われる。これによりアニメとは疎遠気味であった、外画系で主役級を務める劇団出身者にまで人選が拡大した。
さらに、1990年代になって、吹き替え作品が、地上波放送のほかにも、DVDなどのパッケージやCS放送などさまざまな形態で発信されるようになると、同じ作品でも複数の吹き替えが作られる例が増加した。このため、従来の持ち役制度はほぼなくなったとする指摘もあるが、現在もトム・クルーズ本人からの公認で専属吹き替えを務めている森川智之（2001年以降。森川が担当する前は鈴置洋孝が多く担当していた）のように、同一の声優が同じ役者を吹き替え続ける慣習は残っている。

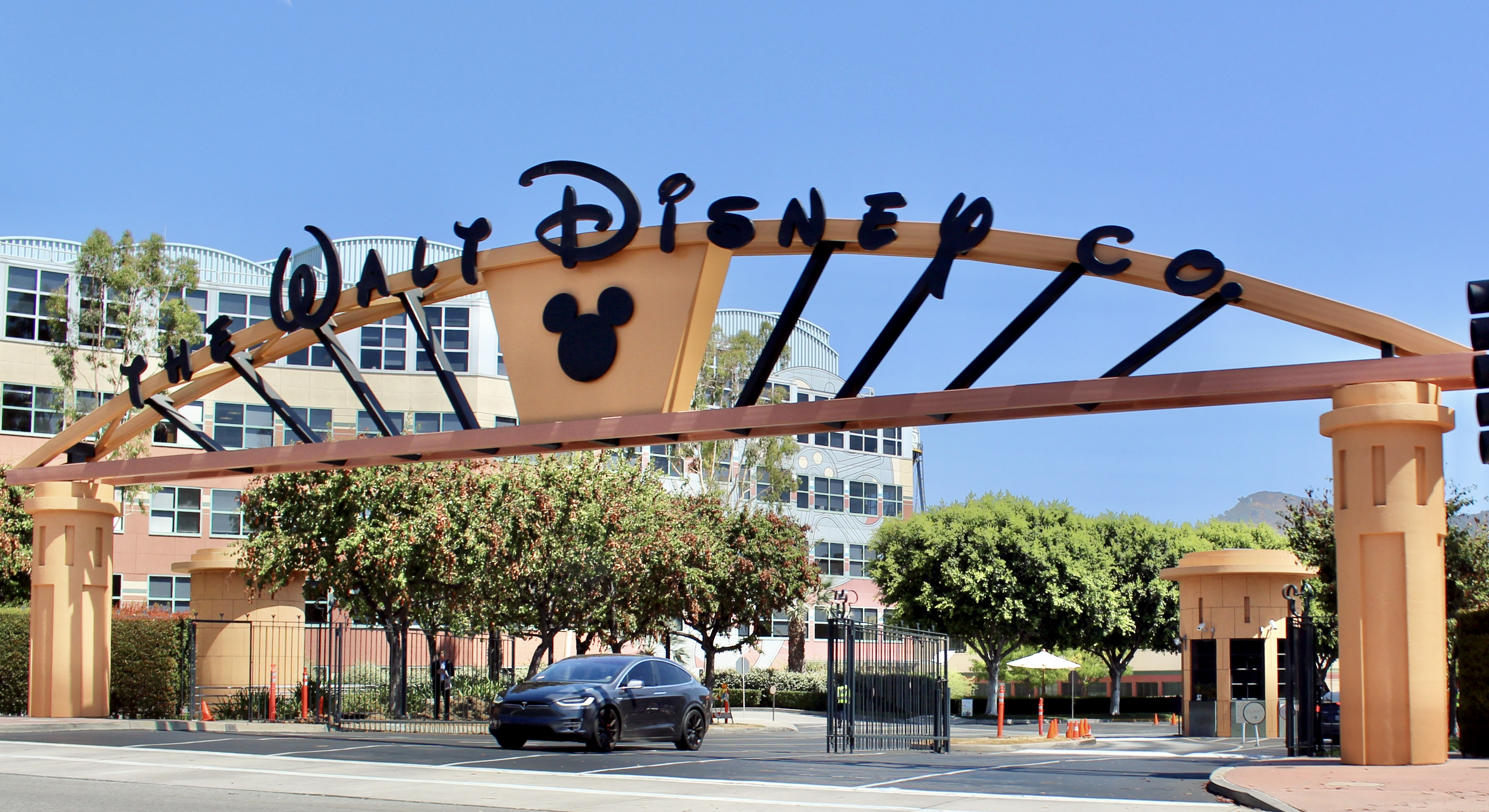
ウォルト・ディズニー・カンパニー

1991年（平成3年）、日俳連の外画・動画部会は出演条件の改定交渉に臨み、合意書に調印している。これにより出演料は平均1.7倍の増額となっている。出演料の高騰は新人声優の登用など、この後の業界構造に影響を与えた。同年、ウォルト・ディズニー・カンパニーが劇場用アニメーション映画『リトル・マーメイド』を日本で公開する。日本語吹替版の声優には、すずきまゆみ、井上和彦、大友大輔、上條恒彦、久米明、森公美子、森山周一郎らが起用された。また、この後のディズニー・ルネサンスにおいては、スタジオジブリとの事業提携も実施している（1996年）。

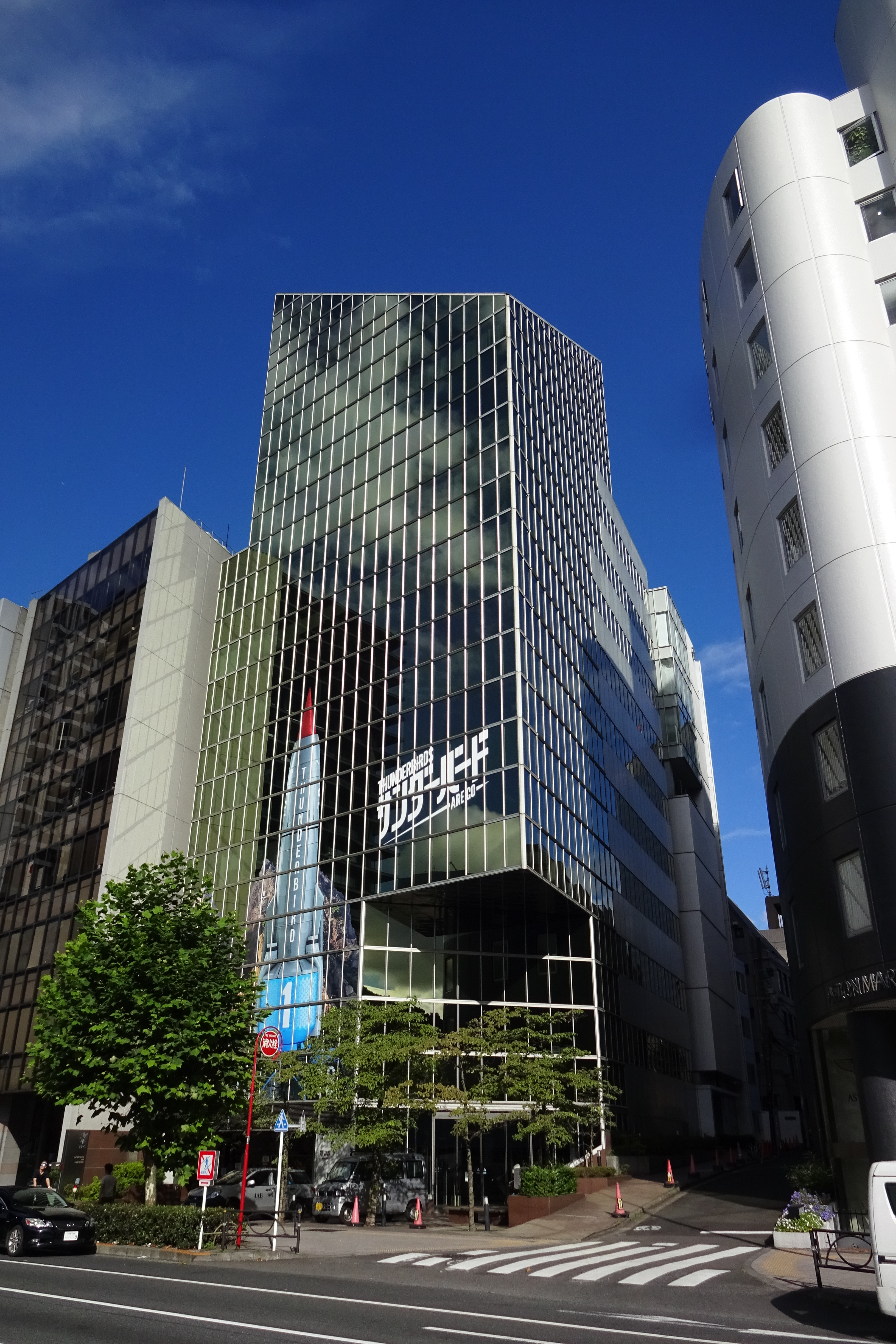
東北新社

1995年（平成7年）、東北新社が創立35周年記念事業として映像テクノアカデミアを開校し、映像翻訳や声優の教育事業を開始する。
1996年（平成8年）、NHKと東北新社は海外ドラマである『ER緊急救命室』の吹き替え放送（翻訳：木原たけし、演出：佐藤敏夫）に先立って、声優オーディションを開催している。文学座、円、昴、俳優座、青年座の各劇団に所属する俳優陣がごぞって参加し、その中から山像かおり、井上倫宏、平田広明、小山力也、野沢由香里が合格した。同作品は15年間に及び、全332話の出演者数は延べで約3200名を数えている。

### 専業声優不遇の時代と復興

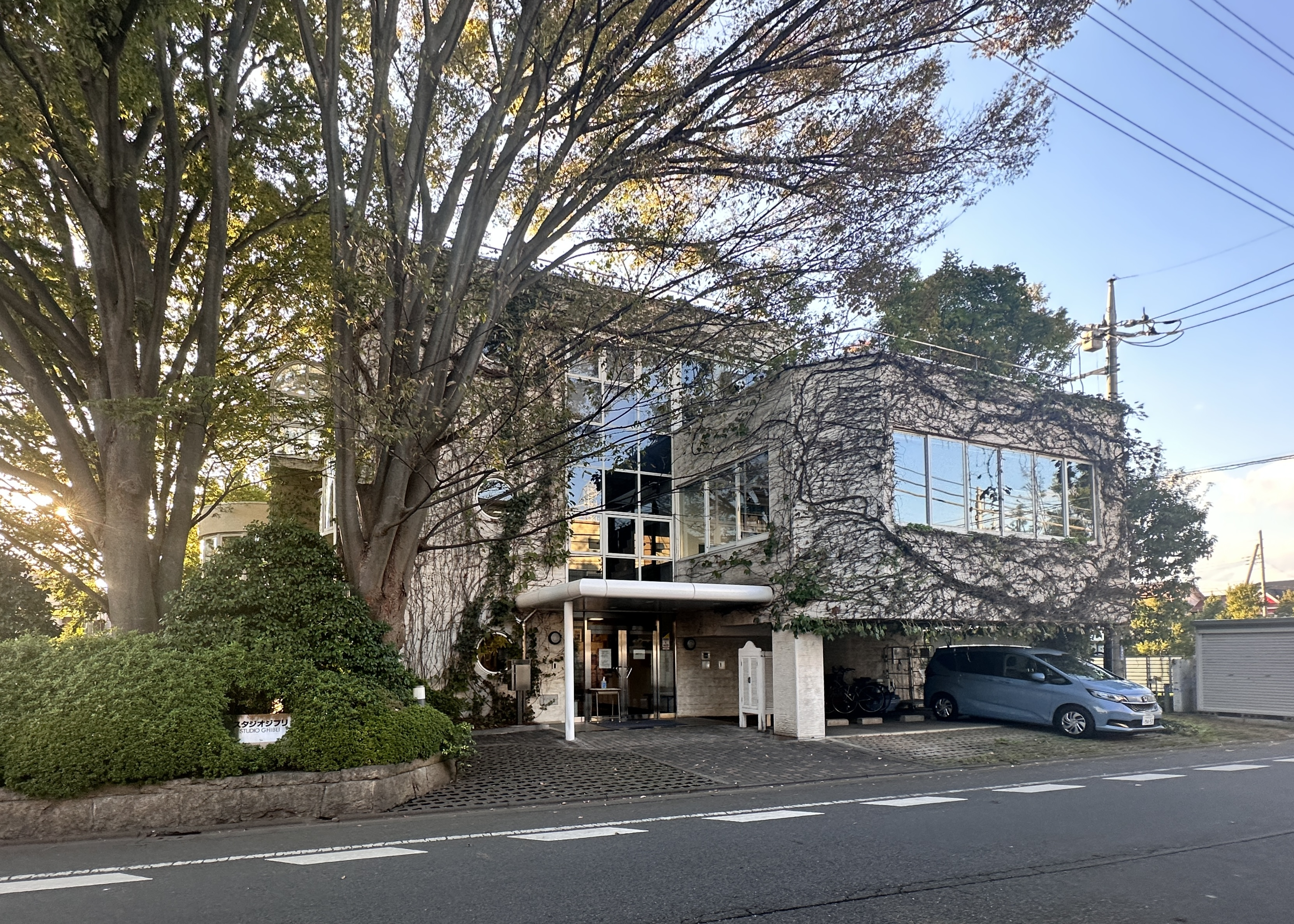
スタジオジブリ

1997年（平成9年）、大手出版社・テレビ局・広告代理店が製作した劇場用アニメーション映画である『もののけ姫』が公開されたが、当時の日本映画の歴代興行収入第一位となった本作では、声の仕事を主戦場とはしない人間を中心に、松田洋治、石田ゆり子、田中裕子、小林薫、西村雅彦、上條恒彦、島本須美、渡辺哲、佐藤允、名古屋章、美輪明宏、森光子、森繁久彌らが声の出演をしている。
1998年（平成10年）、アニメ演出家の庵野秀明は、『月刊ニュータイプ』（発行：角川書店）が企画した野田秀樹との対談において、自身の声優観に言及し、その変化を告白している。庵野は前述のアニメブーム以来、アニメ制作に携わっており、直近の監督作であったテレビアニメ『新世紀エヴァンゲリオン』と劇場版（1995年〜1997年）では、若手声優を数多く起用していた。

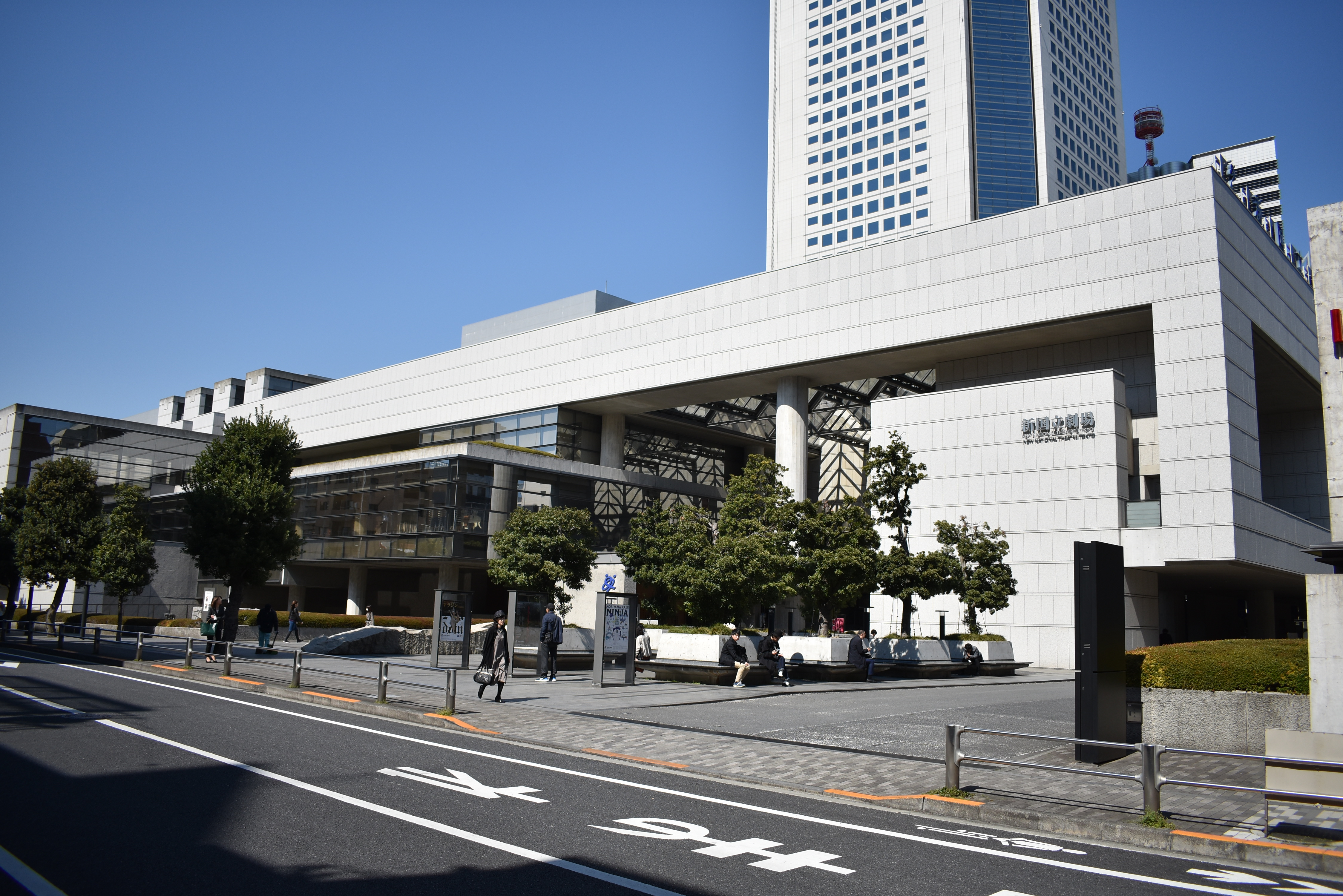
新国立劇場

2002年（平成14年）、富野由悠季が『映像の原則』を発表する。富野は媒体による表現上の差異を指摘して、それがどの程度のものであるべきかは一概に言えないものであると解説した。また、これに伴い声優観を表明している。「声優を目指す、役者は目指さない、といっている最近の若い人達の動向も知っていますから、それは、まちがいなのだから気をつけて先輩たちを観察してください、と申し上げておきます。」と述べ、演技の基本を演劇論の上で学習すべきとの見解を示した。この時期、例えば2005年（平成17年）、新国立劇場（開場：1997年）が3年制の演劇研修所を設立している。研修所の基本方針としては、イギリスの王立演劇学校（RADA）などの教育路線を踏襲し、戯曲読解を含めた演技術、ボイス・トレーニング、ムーブメントの三つを柱としていた。
2000年代になってもジブリ作品など大作アニメ映画の主役級やナレーション、洋画の吹き替えでは主役級での専業声優の排除、有名芸能人起用が進められた。そして専業声優の主な活動場である全日帯テレビアニメや海外ドラマの地上波放送が減少していく。
その一方、深夜アニメやラジオ深夜番組、音楽・ライブ活動、テレビゲーム、動画サイトなどを通じて、若年層を中心に声優の人気は保たれ、アニメやゲーム人気の拡大とともに支持を集めていった。また知名度で選んだ有名芸能人声優は下手な場合も多く、専業声優が再評価された。
2010年代後半にはバーチャルなキャラクターを製作し、それに声優が声をあててYouTubeなど動画配信を利用して配信するVTuberが出現するが、このキャラクターを「声優」として、VTuberがほかのアニメ・ゲーム作品などに声をあてるという事例もある（バーチャルYouTuber活動も参照）。

### 2020年代
2021年（令和3年）、日本演出者協会（設立：1960年）が「演出家・俳優養成セミナー2020 演劇大学」を開催する。文化庁による「次代の文化を創造する新進芸術家育成事業」として実施された。この中で、舞台演出家の松本修は、「新劇調」「翻訳劇調」と並んで「吹き替え・アテレコ調」を取り上げ、その諸問題を提起している。
2023年（令和5年）、日俳連が『生成系AI技術の活用に関する提言』を行う。
2023年10月から「インボイス制度」（正式名称：適格請求書等保存方式）が施行予定となり、声優業界に与えるインパクトを憂慮し、有志グループ「VOICTION」が発足し、本制度への反対運動を行なっている。同グループはアンケート調査を実施し、その結果によると72%は声優としての年収が300万円以下であると回答しており、同グループの一人甲斐田裕子によると、2022年時点での声優のギャラは20年前（2000年ごろ）から変わっていないという（経済環境も参照）。
2024年（令和6年）、日本俳優連合、日本芸能マネージメント事業者協会（設立：1970年）、日本声優事業社協議会（設立：2007年）が、文部科学省の会見室において、『生成AIに関する音声業界三団体の主張』を発表する。
同年、音声制作最大手の東北新社（設立：1961年）が祖業の関連事業である映像テクノアカデミアおよび、オフィスPACの解散を発表する。映像・放送・広告業界の急速な変化に伴う需要縮小による影響を予測したものとした。

### 声優ブーム

#### 第一次声優ブーム
1970年代になると、声優ブームの状況が出現した。ブームの中心人物はアラン・ドロンを持ち役とした野沢那智で、追っかけまでいたという。
また、最初に認知されたアニメ声優として、当時子役ながらテレビアニメ『海のトリトン』（1972年）で主役を演じた塩屋翼が知られている。
1974年（昭和49年）、読売テレビがテレビアニメ『宇宙戦艦ヤマト』の放送を開始する。同作でヒーロー役の古代進を担当した富山敬は、後述の声優ブームにおいて、個人名義での音楽アルバム『富山敬ロマン』（1979年）を出した初の声優アーティストとなった。

#### 第二次声優ブーム
第二次声優ブームは1977年（昭和52年）に公開された劇場版『宇宙戦艦ヤマト』のヒットによるアニメブームと並行して起こった。
この時代はアニメ雑誌が創刊され始めた時代でもあり、『アニメージュ』の創刊編集長である尾形英夫は、声優のアイドル化を編集方針のひとつとして打ち出した。『アニメージュ』以外のアニメ誌も同様に誌面に声優コーナーを設けて、定期的に声優の情報を発信した。
アニメブームに押される形で声優業と並行した音楽活動も盛んになり、神谷明、古谷徹、古川登志夫などのアニメの美男子キャラクターを持ち役とする人気声優によるバンド「スラップスティック」を結成してライブ活動を行ったほか、多くの声優がレコードを出すなどした。当時万単位のレコードを売り上げる声優として、潘恵子、戸田恵子、神谷明、水島裕、スラップスティックの名が挙げられている。
また『宇宙戦艦ヤマト』で森雪を担当した麻上洋子（現：講談師・一龍斎春水）はアニメが好きで声優になりたくて声優になったことが知られ、声優養成所が輩出した初の声優とされるだけでなく、アイドル声優の始祖といえる存在で、その系譜が小山茉美、潘恵子へと続く。自身のアルバムを4枚出した潘恵子は元祖アイドルと呼ばれた。1981年には、第3回のアニメグランプリが日本武道館を表彰式会場として開催する。以後、式典では声優によるコンサートも披露されて行く。
この時期のアニメブームも後期に突入すると、新たな人材の採用志向が強まり、レコード会社と歌手契約を結んだアーティスト、アイドルがアニメ声優として起用され、話題を呼んでいる。1982年（昭和57年）に放送された『超時空要塞マクロス』では飯島真理が、1983年（昭和58年）に放送された『魔法の天使クリィミーマミ』では太田貴子が、キャラクターソングなども担当した。
前述のとおり声優養成所が次々設立されたのもこの時期であり、このブームはおおむね1980年代前半ごろまでとされている。
1980年代後半から「声優のアイドル化」あるいはアニメ・イベント（ショー）への出演による「顔出し」が一般的になった。例えば1980年代末のテレビアニメ『鎧伝サムライトルーパー』に出演した5人の男性声優で1989年に結成したユニット「NG5」が人気を集め、ニュース番組で取り上げられるほどであった。声優がマルチ活動をするようになった先駆け的グループであるとも言われている。1993年（平成5年）からのOVAシリーズ『アイドル防衛隊ハミングバード』以後に急速に見られるようになった、アニメ作中のキャラクターと実在の声優を様々な形で相互に連想させるようなメディア的な演出によって、表舞台に立つ存在になった。こうして、アイドル的なイメージ構築によるアイドルファンのアニメファンへの取り込みがなされるようになる。
そして、林原めぐみなどの女性声優がレコード会社と契約を行って歌手活動をする例が増えてくる。

#### 第三次声優ブーム
用語として、おおむね1990年代半ばから後半にかけて、頻繁に用いられていたが、明確な定義は存在していない。第一次、第二次という使い方も、この用語から逆算的に使用されたもので、こちらも明確な定義は存在していない。この時期の特徴として、「新人声優のデビューラッシュ」「声優の音声入りのテレビゲームやパソコンゲームの登場による仕事の増加」とともに、「声優のマルチ活動化や歌手活動への進出によるアイドル化」「声優がパーソナリティを務めるラジオ番組の普及」などが挙げられる。このことから、声の演技力のほかにも、特にアニメ・ゲームで活躍するには容姿のよさや歌唱力などといったようなことも声優に求められるようになったとされる。
1994年（平成6年）に初めての声優専門誌となる『声優グランプリ』と『ボイスアニメージュ』が相次いで創刊された。同年、ステージ制作業務を手掛けるネルケプランニングが設立され、アニメ作品のキャスティング業務にも参入している。またこの年から日本声優検定協会の声優検定といった検定が誕生している。
1995年（平成7年）には初の声優専門のテレビ番組『声♥遊倶楽部』が放送された。そして清水香里や坂本真綾などが、当時中学生でテレビアニメの主人公に抜擢される例もあり、アイドル的な注目を受けた。
1997年（平成9年）には、椎名へきるが声優として初めて日本武道館で単独コンサートを開催した。椎名は声優が必ずしもアニメや外国映画吹き替えなどの、映像中のキャラクターの影という声の代行者という役割ではなく、声優そのものがスター性を持った存在となり得ることを最初に示した先駆者とみられている。
この時期、アニメ作品で声を担当した声優が舞台公演などでその担当したキャラクターを演じる例の先駆として、サクラ大戦シリーズ#歌謡ショウが始まる。これは1997年（平成9年）から2007年（平成19年）まで続くが、サクラ大戦帝国華撃団花組のキャラクターの声を演じている声優が、実際に舞台上でそのキャラクターを演じるミュージカル仕立ての公演で、それまでアニメ原作の舞台では俳優が演じていたが、アニメとの声の違いを指摘した子供がいたことで、サクラ大戦シリーズの総合プロデューサーである広井王子は、キャラクターの担当声優を決める際に、舞台公演も視野に入れてキャスティングしていた。

#### 第四次声優ブーム
2000年代後半ごろから、一部のマスコミで「第4次声優ブーム」という表現が用いられるようになった（ただし、明確な定義はない）。このころから、子どもの「なりたい職業ランキング」の上位に「声優」がランクインするようになった。
この時期、1990年代より活動していた水樹奈々、田村ゆかりや、舞台俳優から転向した宮野真守などの「声優アーティスト」としての成功や、2005年（平成17年）から開催されているAnimelo Summer Liveなどのアニメソング系の合同フェス的なライブの普及などにより、声優と歌手活動を両立させる声優がこの時期以降ますます増加するようになった。水樹は、声優として初のドームツアーやNHK紅白歌合戦への出場など、音楽活動の活躍も目立った。
2007年（平成19年）、一般社団法人・日本声優事業社協議会が設立されている。2008年には日本声優能力検定協会の声優能力検定が開始される。
2000年代後半以降、深夜アニメの本数が急速に増加。これにより、いわゆる「アニメバブル」という状況が生まれ、新人声優デビューは増加の一途をたどる。資格制度があるわけではないので実数の把握は困難であるが、声優専門誌である『声優グランプリ』の声優名鑑に記載されている声優の人数は2001年版は370人だったのに対し、2022年版は21年前と比べて約4.5倍の1658人に増加していることからも窺える。さらに花澤香菜、
悠木碧、神木隆之介、日高里菜、瀬戸麻沙美、石原夏織、伊藤美来、夏川椎菜、水瀬いのり、富田美憂、林鼓子、楠木ともり、近藤玲奈、菱川花菜など、当時10代で声優を務めている件は、以前よりみられるようになった。
2010年代からは小宮有紗、美山加恋、福原遥のように声優・俳優・歌手を兼業する者も目立った。
2010年代には声優の音楽活動においても、『ラブライブ!』の派生ユニットμ'sが、東京ドーム公演やNHK紅白歌合戦への出場するなど人気を獲得した。このため、現在の声優は演技だけではなくアイドルのように、ルックス、歌唱力、ダンススキルが求められる例もある。逆に田野アサミ（元BOYSTYLE）や仲谷明香（元AKB48）、前島亜美（元SUPER☆GiRLS）など、アイドルから声優に転身する例も増えているとされている。
2010年代半ば以後、音楽活動に傾倒する声優の増加傾向が年々顕著になり、歌手としての日本武道館での単独公演を実現させる声優が、ほぼ毎年のように現れるようになっている（一例として、内田彩、東山奈央、内田真礼など）。

#### 鬼滅ブームによる声優起用
2019年からのテレビアニメ放送及び『劇場版 鬼滅の刃 無限列車編』の放映によって社会現象を巻き起こしたアニメ『鬼滅の刃』は、出演している声優陣にも大きな影響を与えており、メインキャラクターを演じた花江夏樹、鬼頭明里、下野紘、松岡禎丞の４人が出演したフジテレビのトーク番組「ボクらの時代」は、司会者を置かない声優だけという番組の形態が大いに話題となり、"お客様"としてではない声優のテレビ進出の足掛けとなった。その後も花江、松岡、早見沙織といった『鬼滅の刃』の主要キャラを務めた声優陣をナレーション起用するバラエティー番組が増えるなど、テレビへの声優起用の“原点回帰”の要因となっている。

## 仕事
アニメ（テレビアニメ、劇場アニメ、OVA、ONA）、オーディオドラマ（ラジオドラマ、ドラマCD）、ゲーム、舞台演劇（人形劇・着ぐるみ劇）、実写（国内テレビドラマ、テレビ人形劇、実写映画、洋画や海外ドラマ、海外ドキュメンタリー）の日本語吹き替え、オーディオブック、朗読劇の朗読、ナレーション（テレビ・ラジオ番組、舞台演劇、広告）、アナウンス（音声案内）などがある。
声による演技以外にも、出演作の関連イベントや宣伝など付随して顔出し出演があるが、事前契約はせずその都度の協議で決定することが多いなど、俳優とは出演料のシステムが異なる。
仕事の取り方はオーディションによる選考、制作側による指名、出資によるキャスティング権の確保であるが、仕事の種類ごとに異なる。

### アニメ
画面を見ながら台詞を吹き込むアフレコと、事前に収録した台詞に合わせて後から動画を制作するプレスコの2種類の方法がある。日本ではアフレコが主流である。近年のアニメ制作のデジタル化により、アフレコ後に絵を修正する例も多い。なお、声をあてることからアテレコとも言う。
出演料はランク制の適用を受ける。
役は原作者や制作サイドからイメージ合した声（声質）や演技力を持つ人物が指名されることもあったり、昨今はアニメに対する出資会社によって出演枠を確保する方法がとられることもあり、オーディションによる出演ではない者も混在しているが、通常は選考オーディションを受けて得るというシステムが主流である。
オーディションについても、予定しているキャラクターの役柄に合うであろう声優を指名して受けてもらうケース（その結果で、別のキャラクターの配役になるケースもある）もあるが、通常は制作会社などから声優事務所の庶務にオーディションのお知らせが通達され、事務所は役柄に合うと判断した所属声優を数人選び、その選ばれた者だけがオーディションを受けられるというのが通例である。そのため大人数の声優を抱える大手事務所では、まず事務所内での競争を勝ち抜かないとオーディションを受ける機会すらない。そして、たとえオーディションを受けられたとしても、60本に1本受かればいいというほどの競争率と言われる。
古川登志夫は『ポプテピピック』に出演した際、「大御所なんだから仕事選べ」という一部視聴者の声が出たことに対して「冗談ではない。アニメのキャラ声は本職だ。第一仕事を選べるほど偉い立場にない」「一本の仕事を取るのにマネージャーさんが何度頭を下げるかご存知か!」と反論している。
何人かで一緒にブースに入って実際に芝居をして、そのバランスを見て決められたりもある。このとき受けた役は落ちたが、他の役で決まることもある。これはオーディションで「このセリフを読んでください」と言われて別のキャラクターのセリフを読むこともあって、その役に決まるなどの他、あとから追加されるキャラクターの役をもらうこともある。
公募形式とする例もあり、2005年（平成17年）の『SPEED GRAPHER』ではヒロイン役を公募オーディションとしたが、第1次・第2次審査で絞り込んでからウェブの一般投票も加味される形式で行われた（新人の真堂圭が選ばれた）。2013年（平成25年）にはテレビアニメ『ふたりはミルキィホームズ』の主人公役を決める公募オーディションが行われた（新人の伊藤彩沙が選ばれた）。2018年（平成30年）放送の『からくりサーカス』では主役の1人をプロアマ不問の公募オーディションにより決定すると発表したが、応募総数は2,500人超だったという（新人の植田千尋が選ばれた）。2021年（令和3年）の『ワッチャプリマジ!』では公募オーディションの審査を各段階で公開している。
#一般公募も参照。
CMやPV、パチンコのリーチアクションなどアニメ映像を使う場面でも、声優が声を担当している。

### ゲーム
基本的に、かけ合いではなく一人ずつ個別に収録する。CD-ROMの普及し始めた1980年代末から増えた仕事である。
それ以前は、容量が格段に低いロムカセットにおけるコンピュータゲームのSEにゲームボイスが用いられている程度に留まり、世界初の家庭用ゲーム機用CD-ROMドライブであるNECホームエレクトロニクスにおけるPCエンジンCD-ROM2が1988年12月4日に発売され、CD-ROMの大容量（540MB）を活かして演出目的のゲームボイスが可能になった。ローンチタイトルのうち、『	No・Ri・Ko』が声入りであったものの、本業が声優では無い小川範子（本人役）と千葉哲也（マネージャー役）が初めてCD-ROMに収録されたゲームボイスである。1989年3月1日に発売された『コブラ 黒竜王の伝説』が声優を本業としているものの声が初めてCD-ROMに収録された。
ゲームソフトが初主演としている事例も、屋良有作（スナッチャー）や、横山智佐（銀河お嬢様伝説ユナ）など多数ある。
1990年代に、PlayStationなどの家庭用ゲーム機器やパチンコなどの遊戯機器などで高性能なゲーム機が次々に登場し、ソフトウェアに既存作品にはないオリジナルストーリーを展開する作品の導入が可能となると、そのキャラクターに声を当てる声優が起用されることが一般的になった。そして『ときめきメモリアル』（1994年〈平成6年〉 - ）から人気に火のついた男性向け恋愛ゲームは美少女ばかりが登場するゲームから「ギャルゲー」とも呼ばれ始め、他のジャンルにも美少女キャラクターとその担当声優が付くゲームが増加した。
出演料については、当初は明確な基準がなかったが、1998年（平成10年）に日本俳優連合（日俳連）と社団法人コンピュータエンターテインメント協会（CESA）の間で協議が持たれてからは、一般向けのゲームでは、アニメと同様にランク制が適用されるようになった。
昨今はアプリゲームの収録が増えていることに加え、アプリゲームのギャランティは他の仕事よりも単価が高いことを松岡禎丞がテレビ出演した際に語っている。

### アダルト作品への出演
アダルトゲーム（エロゲー）・アダルトアニメなどの年齢制限のある作品に声をあてる。この場合、声優名を非公表とするか、別の芸名を使うことがほとんどであるが、まれに普段使用している声優名のままでクレジットされていることもあり、石田彰や一条和矢、大野まりな、こおろぎさとみなど、一般作と同じ名義で出演する声優もいる。
ダイナマイト亜美や静木亜美、長崎みなみなど、アダルト作品を専門としている声優もおり、ゲームのアニメ化に合わせて一般作での活動を行なう例も多い。
ComicFestaアニメでは成人向けの描写をカットした一般向けと、すべての描写を入れた完全版の2種類を用意しており、それぞれ声優も異なっている。

### 着ぐるみのアテレコ
子供番組や特撮番組では、スーツアクターが演じるキャラクターなどの声を担当するという仕事もある。『アクマイザー3』や『宇宙戦隊キュウレンジャー』、『機界戦隊ゼンカイジャー』など、着ぐるみキャラが中心の番組では特に声を当てる声優が必要となる。
通常は動きはスーツアクターが担当してそれに合わせて声を当てる作業であるが、中には声とアクターを兼任する場合もあり、愛川欽也が担当していた『おはよう!こどもショー』のロバくん、チョー（俳優）が担当する 『いないいないばあっ!』でのワンワン、大竹宏が担当していた『ママとあそぼう!ピンポンパン』のカッパのカータン、千葉繁が扮した『深夜秘宝館』Dr.シーゲル・バーチーらは、それぞれスーツアクターも兼任し直接声をあてていることが知られている。『ウルトラマン』（1966年）でザラブ星人の声を担当する青野武は、実際に着ぐるみの中に入ってザラブ星人を演じていることが知られる。
特撮番組においては、そのキャラクターの人間態として担当声優が顔出し出演するケースがある。一例として、多くの特撮番組に出演する関智一は『ウルトラセブン誕生35周年“EVOLUTION”5部作』に登場するガルド星人の人間態も演じたことがある。上坂すみれも『ウルトラマントリガー NEW GENERATION TIGA』（2021年 - 2022年）でカルミラの声とともに同キャラの人間態として出演をしている。これらは一種のカメオ出演であるが、『機界戦隊ゼンカイジャー』（2021年 - 2022年）でゼンカイマジーヌの声を担当した宮本侑芽は『仮面ライダーセイバー』（2021年 -2022年）のスピンオフ『仮面ライダーセイバースピンオフ 仮面ライダーサーベラ&仮面ライダーデュランダル』（2022年）で料亭の配膳女性役としてカメオ出演している。『獣電戦隊キョウリュウジャー』でも、レギュラー登場するキャラクターの人間態として森川智之・戸松遥・折笠愛が顔出し出演した事例が挙げられる。他、声を担当した声優が担当キャラクターとは関係のない一般人として、カメオ出演をするケースもある。

### 人形劇・着ぐるみショー
人形劇はキャラクターの演技とタイミングを合わせながらセリフを言うか、事前に収録した映像を見ながらアフレコする。NHKの人形劇はプレスコ形式が多い。また1人で複数役を兼任するスタイルが多く、『連続人形活劇 新・三銃士』では30人近い役を7名で演じており、『人形劇 三国志』ではメインキャラクターを演じる役者は5名以上の役を兼任している。
着ぐるみショーでは上記#着ぐるみのアテレコにあるとおり生で声を合わせることもあるが、基本的には事前に声を収録してそれに合わせて着ぐるみの演者（スーツアクター）が演技を行う。
劇団飛行船の公演は「マスクプレイ」という、着ぐるみをきたアクターが声優によって吹き込まれた声に合わせて演じる手法をとっている。

### 日本語吹き替え
海外ドラマ・外国映画などの登場人物の声を俳優に代わって演じる。
フィックス制度により役が特定の声優に固定されていることもあるが、放送版とセル版では異なる声優となる例もある。
ニュースやドキュメンタリーなどのボイスオーバーの仕事もある。
アニメ同様、ランク制の対象となる。
アニメとは異なりオーディションはほとんど行われず、プロデューサーやディレクターなどが声優を指名して決めることがほとんどとされる。ただし、外画の場合でも録った声を本国に送って向こうのスタッフが判断して選ぶこともあったり、ディズニー作品、スティーヴン・スピルバーグ作品、ジョージ・ルーカス作品などでは指名ではなく、アニメ同様オーディションが行われるという。

### オーディオドラマ
ラジオドラマ・ドラマCDなど音声のみのドラマ作品でキャラクターの声を演じる。
ドラマCDの場合、売上を考慮して、すでに知名度のある声優を起用することが多いが、逆に新人やアマチュアをオーディションによって選ぶ例もある。

### メディアミックス
アニメ・ゲーム・ライトノベル・ラジオ番組のDJ・ドラマCD・玩具などメディアミックスが行われる作品でのアテレコ・アフレコ。作品CMがアニメドラマ形式でつくられ、そのアテレコを担当することもある。以前に出演していた媒体、例えばゲームが運よくアニメ化される、アニメの新しいシリーズが始まる、ドラマCDがアニメ化するなどの形で仕事が発生するなど、仕事の幅が意外にも広がるのである。
基本的には同一の声優が同じ役に固定されるが、諸事情により変わることもある。ドラマCDやVOMIC、YouTubeCMなどの初期のキャスティングがアニメ化で大きく変更される要因の一つに「製作委員会の変更」が挙げられ、キャスティング権を持つ製作サイドが一新された状態で再度キャストを決めるためである。
勿論、YouTube広告などに起用してから声がキャラに合う・合わないのフィードバックを行う例もあり、『食戟のソーマ』の主人公・幸平創真の声は原作者・附田祐斗の指名によって初めは附田の旧友である小野友樹がCM等を担当していたが、「小野友樹の声は創真というキャラに合ってないんじゃないか」となった結果、アニメでは私的な関係性を抜きにしたオーディションを行い、キャラに合った声優を起用したという。

### 音声作品
音声を伴うコンテンツの語り手や、文学、小説、物語や詩などの文字作品を朗読し音声作品として販売を行うなど。既存の作品のほかに『ふしぎ工房症候群』といったオリジナルの朗読CDシリーズなどもある。
これとは別に、声や語りかけるなどの音声作品をレコードやカセットテープ、コンパクトディスクなど音声記録媒体に記録してボイス集などとして販売するもので、2010年代からはさらに音響技術によりASMR作品・バイノーラル録音での音声作品が登場し、主にインターネットを通してダウンロード販売などがなされている。こうした音声作品のダウンロード販売に2020年代から名の知られる声優も続々と参入している。
また、家電やイヤホンといった音響機器、パソコンソフトの起動や操作時など各種機器のシステム起動音などやボタン操作音などで音声を組み込み製造販売される際の声を担当するなどのケースもある。
この他に、自身の声を初音ミクといったバーチャルアイドルなどに代表される二次元媒体を中心とした架空キャラクターの声に、音源データとして活用される仕事などがある。VOCALOID初期から試みられてきたが、声優の声や表現を活用すべくAIの音声に声優の声を導入して提供するサービスが始められており、こうした声優の個性、表現や「声」そのものをコンテンツとして提供する仕事が生じている。

### ナレーション・アナウンス
テレビ番組・テレビやラジオのCM・PRビデオ、解説ビデオなどの朗読、イベントのアナウンスやリングアナウンサー、番号案内の録音されたメッセージ、デパートやスーパーマーケットなどでの小売店舗の録音案内、駅や路線バスなどの公共交通機関のアナウンス（自動放送）など。
ナレーションやアナウンスもAI音声として、本職のナレーター、アナウンサーとそん色ないニュース原稿を読み上げる人造アナウンサーなども出現している。
ランク制の対象外の仕事で、ギャラはアニメ・日本語吹き替え・ゲームよりもはるかに高額とされ、特にテレビCMが高額とされている。ただし基本的に単発かつ不定期の仕事であり、安定した収入にはなりにくい。また本業のナレーターやアナウンサーとも競合する。
日本語吹き替え同様、オーディションはほとんど行われず、指名で決まることがほとんどとされる。

### 舞台劇
前述のように、舞台俳優が声優を兼ねる例は創成期から多い。松本忍、かぬか光明、松岡文雄、中村太亮のように劇団に所属していた、北島善紀、志賀克也、置鮎龍太郎など劇団に所属しながら並行して活動する者も多いが、野沢那智、坂口候一、関智一、緒方賢一、伊藤健太郎、菅谷勇、金光宣明、大西健晴、目黒光祐、大黒和広、関俊彦や中尾隆聖などのように劇団を創立したり主宰する者、筈見純のように演出家として活動する者もおり、声優で舞台公演に演者として出演するケースは多い。
劇団の中ではもともとテアトル・エコーは声の仕事に積極的なことで知られ、安原義人、小宮和枝、納谷悟朗、多田野曜平、雨蘭咲木子、竹若拓磨ら同劇団所属俳優らの多くが声優を兼ねているし、劇団21世紀FOXにも声優が多数所属していた。また声優が舞台演劇を行う演劇企画CRANQなどもある。
#俳優・舞台役者も参照。
そして#第三次声優ブーム時のサクラ大戦歌謡ショウや、2000年以降には、漫画・アニメ・ゲームなどを原作・原案とした舞台芸術である2.5次元ミュージカルでは『テニスの王子様』『刀剣乱舞』など、声優が演者となって出演することが多い。
通常の舞台劇とは別に、台本を持って音読するスタイルで上演される朗読劇（リーディング）もあり、メディアミックスとしての上演もある。

### 俳優・タレント活動
2010年代後半から『声ガール!』（2018年）や『劇団スフィア』（2019年）、『声優探偵』（2021年）といった声優をテーマにして声優が俳優として出演する実写ドラマが制作されている。
映画出演についても『バトル・ロワイアル』（2000年）の宮村優子、『包帯クラブ』（2007年）の小野賢章、『モノクロームの少女』（2009年）の入野自由、『君がいなくちゃだめなんだ』（2015年）の花澤香菜、『小野寺の弟・小野寺の姉』（2014年）『－X－マイナス・カケル・マイナス』（2011年）の寿美菜子、『寄性獣医・鈴音 EVOLUTION』（2011年）『猫カフェ』（2018年）の久保ユリカ、『図書館戦争』（2013年）の鈴木達央らの例がある。
このほか映画『第2写真部』（2009年）、実写『ヤッターマン』（2009年）、『腐女子彼女。』（2009年）、『私の優しくない先輩』（2010年）、『Wonderful World』（2010年）、『ライトノベルの楽しい書き方』（2010年）、『神☆ヴォイス 〜THE VOICE MAKES A MIRACLE〜』（2011年）、『死ガ二人ヲワカツマデ… 第一章 色ノナイ青』『死ガ二人ヲワカツマデ… 第二章 南瓜花-nananka-』（2012年）、特撮ドラマ『非公認戦隊アキバレンジャー』『非公認戦隊アキバレンジャー シーズン痛』（2012年 - 2013年）、『獣電戦隊キョウリュウジャー』（2013年 - 2014年）最終話やエンディングのダンス、『Green Flash』（2015年）など、声優が複数人が顔出しで出演している作品も多い。Dramagixは、声優を主役にして制作された実写ドラマを提供していた。
お笑い活動もあり、山寺宏一のようにものまね番組に出演してものまねを披露したり、2019年7月に「ラッシュスタイル」というコンビを組んでいた速水奨と野津山幸宏がM-1グランプリ2019にエントリーしている。
2010年代後半からは『ラフラフ!』『Warahibi!』といった声優×二次元芸人プロジェクトが進行している。その中でも『GET UP! GET LIVE!』は声優が芸人の役を演じるだけでなく、実際にイベントで漫才やコントのリーディングライブに挑戦。芸人役を演じている花江夏樹、西山宏太朗、阿座上洋平、熊谷健太郎らがイベントで実際に漫才やコントを披露している。
#声優による他分野での活動も参照。

### 歌手活動
音楽CDを発売したり、コンサートを開催したりするなど、歌手として活動をおこなう。歌手活動を行う声優は多く、声優紅白歌合戦などが行われるようにまでなった。
逆に、アイドル歌手が声優に転身することもある。
アニメ・ゲームにおいては、出演声優が、個人またはユニットとして、その作品の主題歌を歌うことがある。また、キャラクターが歌っているという設定にして、声優本人の名義ではなく、キャラクター名義でキャラクターソングをリリースすることがある。
林原めぐみが声優として初めてキングレコードスターチャイルドレーベルと専属契約を結んだ1991年（平成3年）3月以後、声優がレコード会社との専属契約を結び、本格的に歌手活動をする例が一般化している。
数名の声優が音楽ユニットを結成して、歌手（音楽）活動をすることもあり、これは声優ユニットと称されることが多い。『アイドルマスター』や『ラブライブ!』などのように、ドーム球場でライブを行う人気作品もある。
オリコンなどのヒットチャートにおいては、かつてアニメソングは児童向けの曲として別に集計されていた。また、アニメ専門店や家電量販店は集計の対象外だった。これらが修正された1990年代半ばごろから、声優の歌のCDがランキング上位になることが増えた。
1997年（平成9年）2月に椎名へきるが声優初となる日本武道館単独コンサートを開催したのを皮切りに、声優が武道館のような大きな会場で単独コンサートを開催するようになっていった。2011年12月には水樹奈々が声優初となる東京ドーム単独コンサートを開催した。
アニメソングが一般層にも浸透するにつれ、声優が音楽テレビ番組に出演して歌を歌うことも増えている。1997年（平成9年）には椎名へきるが「ミュージックステーション」に、2009年（平成21年）には、水樹奈々がNHK紅白歌合戦（第60回NHK紅白歌合戦）に、それぞれ声優として初めて出演している。
#アイドル声優と#声優アーティストも参照。

### ラジオパーソナリティ
声優によるラジオ番組のパーソナリティは、古くから存在するが、1990年代以降は文化放送やラジオ大阪、ラジオ関西がアニラジ専門の放送枠を設けるなど、番組数が急増した。そしてアニラジパーソナリティの一般公募などもあり、例えば井澤美香子は養成課程修了後、声優になりたいという夢のもとでアニラジのパーソナリティの一般公募へ応募したという。
2000年代以降は、地上波放送だけでなく、動画配信サイトを使ったインターネットラジオ番組も増えている。こうしたラジオ番組では声優個人の冠番組の他、現在進行系でテレビ放送中のアニメ番組に因んだラジオ番組が放送期間中設けられて、当該アニメ番組に出演する声優がパーソナリティを務めるなどがある。

### バーチャルYouTuber活動
2010年代後半からYouTuberが人気を博しはじめて、アニメファンや声優ファンの間ではバーチャルYouTuber（VTuber）も熱い支持を得ていく。キズナアイを筆頭とするバーチャルYouTuberたちが一大ジャンルとして着実に市民権を得ていくが、その中でも顔出しのYouTuberを凌ぐほどの人気を誇るバーチャルYouTuberたちも多い。
バーチャルYouTuberはYouTuberとして動画配信を行うCGキャラクターのことであるが、アバターを使って動画配信をする専用機器を装着した演者の表情や動きを読み取るモーションキャプチャー技術と3DCGで作られたキャラクターをアニメーション化して声をあてることで、キャラクターが実在しているかのように見せている。
そして#音声作品にあるキャラクターの声に活用するデータ音源の仕事とは違い、自身の喋りをリアルタイムで伝えており、このために"声での演技力"が求められるため、キャラクターに声をあてている人物は声優であることが多いことが知られる。かなりの割合でプロの声優がその演者として声や体の動きを担当しバーチャルな存在として活動していくが、VTuberはキャラクター自身が動画を投稿しているという設定となっており、声をあてている人に言及することはファンの間で一種タブー視もされている。
VTuberには企業などの運営者と声優などの演者が関わっているため、声優がVTuberになる方法として、まず運営者から声優事務所に演者を募集するオーディションの話が来て、声優がそれを受ける。
ただし一般的に声が認知されていて人物が特定されるような人気声優が務めることは少数であるが、これはアニメのアフレコやナレーションなどの一般的な声優仕事よりも報酬が少ないためで、人気声優ではなく知名度でなくあまり売れていない声優やキャリアの少ない新人声優が起用されるケースが多い。個人がかろうじて食べていける金額にはなってもモーションアクターなど、通常の声優の仕事ではない業務を含むなど台本通りにキャラクターを演じる仕事ではなく、台本なしで自分の話をする配信者の役割を担うことなど、声優仕事の中では所属事務所が儲けを得るほどにはならない職ともいえる。
VTuberの演者への報酬は台詞の量にもよるが、その業界に相場が無いのでピンキリとされ、声優が行う仕事とは金額に大きな差があり報酬が合わず、VTuberの演者は声優の仕事よりも報酬が落ちるとされる。またそもそもVTuber自体が厳しいYouTubeの世界で生き残るのは難しいことも知られる。

## 担当声優の交代
長期シリーズを中心に、担当声優の引退や逝去・降板以外に、諸般の事情による交代も時折起こる。また同じく病気や産休・事故などによる療養や、海外留学などによる休業により「一時的に」別の声優が代役を担当する例も多く見られる。さらにメディアミックスの媒体ごとで声優が交代することは頻繁にある。
メディアミックスの場合、舞台公演などで身体的な負担が大きくなったため、他の作品への出演は続けるが、当該作品は降板するような場合もいくつかある。また『Fate/staynight』などメディアミックスや派生作品ごとキャラクターが数回変更になる作品もある。
また『ウマ娘 プリティーダービー』のように当初予定していた声優から大幅入れ替えした例もある。
このほかに『サザエさん』や『ドラえもん』（テレビ朝日版）など、長く続いているアニメで、世代交代的にメインキャストが交代するケースもある。声優交代には様々なパターンがあり、『ドラえもん』のように全面的に変えてしまうケース、『サザエさん』のように声優の死去・引退までなるべく同じ声優を維持し段階的にキャスト交代を実施するケース、『ルパン三世』や『サムライスピリッツ』など声優交代をしてみたが前任者らの演技イメージが強く結局次作制作時に前任者が起用されるケース、『天才バカボン』のバカボンのママのように他の声優が代わっても交代しないよう指名されているケースなどがある。同作では他作品の客演とメディアミックス発表の際に段階的に一部キャスト変更し、新シリーズの際にキャストが交代するという形となった。
年月を経てリメイクされるアニメ作品の場合、大半のキャストが変更される場合が多い。『フルーツバスケット』『ヤッターマン』『ゲゲゲの鬼太郎』などや『るろうに剣心』や『トライガン』などの名作のリメイクで声優が交代したのを始め、『シャーマンキング』などは2001年のアニメ化後、20年後の2021年に再アニメ化の際に原作者の意向もあってキャストの大半が同じとなっているが、一部キャストはスケジュール上の都合や死去などの理由で変更されている。逆に原作者の要請により声優交代が求められた作品に『聖闘士星矢』があり、後に騒動となっている。また『SLAM DUNK』の2022年公開のアニメ映画『THE FIRST SLAM DUNK』でも従来のキャストを一新したことに賛否の声が挙がっている。アニメ『トライガン』のリメイクである『TRIGUN STAMPEDE』の声優変更について、原作者の内藤泰弘は「トライガンがやってくる。帰ってくる、ではない。やってくる。」というコメントを寄せており、制作陣もあくまでオリジナルと違う新しい作品という姿勢で声優を選んでいる。
洋画吹き替えなどでは、担当俳優の声を当てる専属声優が時代と共に変更される例も多く、また映像ソフトに収録される場合の他、放送するテレビ局ごとに日本語版制作される際に声優が変更されることも多い。
技術の進歩から、AIが不祥事を起こした声優の仕事を代役として担当した例がある（中国で映画などの吹き替えを行った姜広涛のケースなど）。
交代の一例を以下に示す。
前任の引退などによる例
- 遠藤ゆりか （芸能界引退）『BanG Dream!』今井リサ役→中島由貴
- 今村彩夏 （芸能界引退）『ウマ娘 プリティーダービー』マヤノトップガン役→星谷美緒
- 阿久津加菜（引退）『Rewrite』	テレビアニメ版 福井子 役→早瀬莉花、『ファイアーエムブレム 覚醒』『ファイアーエムブレム ヒーローズ』サーリャ役、セルジュ役、『ファイアーエムブレムif』シャラ役→高田憂希
- 成海瑠奈（引退）『温泉むすめ』仙石原三香沙役→三澤紗千香、『アクション対魔忍』神無月空役および『駅メモ! - ステーションメモリーズ!』為栗メロ	役→会沢紗弥、『この素晴らしい世界に祝福を! ファンタスティックデイズ』エーリカ役→加藤聖奈、『アイドルマスター シャイニーカラーズ』三峰結華役→希水しお、『Reバース for you』猫ヶ洞青役→各務華梨

前任の病気などによる例
- 明坂聡美（突発性難聴によるBanG Dream!のメディアミックス活動へのドクターストップ）『BanG Dream!』白金燐子役 →志崎樺音
- 鈴木達央（体調不良で当面の間活動を休止）『ポケットモンスター』 キバナ役→松岡禎丞、『魔王学院の不適合者 〜史上最強の魔王の始祖、転生して子孫たちの学校へ通う〜』アノス・ヴォルディゴード役→梅原裕一郎、『機界戦隊ゼンカイジャー』ゲゲ役および『東京リベンジャーズ』龍宮寺堅役→福西勝也、スマホゲーム『白夜極光』禁衛座役→浅沼晋太郎
- 花守ゆみり（膝蓋骨亜脱臼および半月板損傷のため降板）『Re:ステージ!』伊津村陽花役→嶺内ともみ
- 大谷育江（体調不良）『ONE PIECE』2001年9月16日 第81話から2006年1月まで）『ONE PIECE THE MOVIE カラクリ城のメカ巨兵』トニートニー・チョッパー役→伊倉一恵（2006年1月22日から4月30日 第254話から263話）、『金色のガッシュ!!』ガッシュ・ベル役→吉田小南美
- 川村万梨阿（体調不良。ファミリーコンサートで復帰）『ぐ〜チョコランタン』スプー役→橘ひかり
- 山本圭子（下肢骨折のため一時休業）『サザエさん』花沢役→伊倉一恵
- 相坂優歌（体調不良）『ウマ娘 プリティーダービー』ナリタブライアン役→衣川里佳
- 楠木ともり（エーラス・ダンロス症候群罹患のため降板）『ラブライブ!虹ヶ咲学園スクールアイドル同好会』優木せつ菜役→林鼓子
- 種田梨沙（病気療養のため一時休業）『Fate/Grand Order』マシュ・キリエライト役→高橋李依

前任の降板希望などによる例
- 矢島晶子『クレヨンしんちゃん』野原しんのすけ役→小林由美子
- 大山のぶ代『無敵超人ザンボット3』神勝平役→坂本千夏(『スーパーロボット大戦シリーズ』にて）
- 金元寿子(留学のため降板)『ぱすてるメモリーズ』目白渚央 役→花守ゆみり、『B-PROJECT〜鼓動*アンビシャス〜』『B-PROJECT〜絶頂*エモーション〜』澄空つばさ 役→瀬戸麻沙美
- 山本圭子『サザエさん』花沢役→渡辺久美子

前任の逝去などによる例
- 肝付兼太（逝去）『それいけ!アンパンマン』ホラーマン役 →矢尾一樹、『トムとジェリー』トム役→佐藤せつじ
- 塩沢兼人（逝去）『聖闘士星矢』牡羊座のムウ役→山崎たくみ、『名探偵コナン』白鳥任三郎役→井上和彦、『クレヨンしんちゃん』ぶりぶりざえもん役→神谷浩史
- 水谷優子（逝去）『ちびまる子ちゃん』さくらさきこ役→豊嶋真千子、『ミッキーマウス!』ミニーマウス役→遠藤綾
- 杉本沙織（休業中・逝去）『しまじろうシリーズ』桃山にゃっきい役 →鈴木真仁、『忍たま乱太郎』山村喜三太役 →大和田仁美（杉本自身も鈴木富子の逝去で交代している）
- 長谷有洋（予定していたが登場前に逝去）『超時空要塞マクロス』一条輝役 →野島健児、『マクロス7』ゴラム役 →井上剛
- 藤原啓治（逝去）『クレヨンしんちゃん』野原ひろし役 →森川智之
- 鈴置洋孝（逝去）『機動戦士ガンダム』シリーズ ブライト・ノア役 →成田剣
- 納谷六朗（逝去）『スポンジ・ボブ』イカルド・テンタクルズ役 →上田燿司、『クレヨンしんちゃん』園長先生役→森田順平

芸能事務所や製作側との事情などによる例
- 神谷明『名探偵コナン』毛利小五郎役→小山力也
- 武田航平『ファイナルファンタジーシリーズ12』ヴァン役→小野賢章
- 島津冴子『機動戦士Zガンダム』フォウ・ムラサメ役→ゆかな
- 村川梨衣『ISLAND』伽藍堂紗羅役→山村響
- 進藤尚美『機動戦士ガンダムSEED』カガリ・ユラ・アスハ役→森なな子

前任の不祥事降板などによる例
- いまむらのりお 『ONE PIECE』 エンポリオ・イワンコフ役→岩田光央
- 羽賀研二『アラジン』 アラジン役→三木眞一郎
- ピエール瀧 『アナと雪の女王』 オラフ役→武内駿輔
- 古谷徹 『ONE PIECE』 サボ役→入野自由

産休による一時交代
- 荘真由美『キテレツ大百科』野々花みよ子役 →本多知恵子
- 岡村明美 『ONE PIECE』ナミ役 →山崎和佳奈
- 山口由里子 『ONE PIECE』ニコ・ロビン役 →小林優子
- 沢城みゆき 『ONE PIECE』シャーロット・プリン役 →桑島法子
- 林原めぐみ 『ポケットモンスター アドバンスジェネレーション』 ムサシ役 →平松晶子
- 伊瀬茉莉也 『ポケットモンスター XY』ユリーカ役 →かないみか
- 井上喜久子 『ああっ女神さまっ 小っちゃいって事は便利だねっ』ベルダンディー役 →岡村明美
- 愛河里花子『かいけつゾロリ』イシシ役→野沢雅子

洋画吹き替えにおける俳優のフィックスが時代により移り変わった例
- 屋良有作：アーノルド・シュワルツェネッガー→玄田哲章
- 堀勝之祐：アラン・ドロン→野沢那智
- 高橋和也：イ・ビョンホン→阪口周平
- 下條アトム：エディ・マーフィ→山寺宏一
- 宮本充：キアヌ・リーブス→森川智之
- 大塚芳忠：キーファー・サザーランド→小山力也
- 羽佐間道夫：シルベスター・スタローン→ささきいさお
- 玄田哲章：スティーブン・セガール→大塚明夫
- 小杉十郎太：ダニエル・クレイグ→藤真秀
- 小林清志：トミー・リー・ジョーンズ→菅生隆之
- 鈴置洋孝（逝去）：トム・クルーズ→森川智之
- 山寺宏一：トム・ハンクス→江原正士
- 村井國夫：ハリソン・フォード→磯部勉
- 神谷明：ピアース・ブロスナン→田中秀幸
- 安原義人：メル・ギブソン→磯部勉
- 松本保典：ライアン・レイノルズ→加瀬康之
- 津嘉山正種：リーアム・ニーソン→石塚運昇
- 郷田ほづみ：ロバート・ダウニー・ジュニア→藤原啓治

子役タレントの声変わりによる交代
- 山下夏生 『リロ・アンド・スティッチ』 リロ役 →宮本侑芽
- 市村浩佑 『トイ・ストーリー』 アンディ役 →北尾亘
- 宮谷恵多 『ファインディング・ニモ』 ニモ役 →菊地慶
- 海鋒拓也 『Mr.インクレディブル』 ダッシュ役 →山崎智史

中でも冨永みーなは降板後の声優を担当することが多い。
なお交代と関連したケースとして、同一のキャラクターに演出上の意図で別の声優を起用するという事も多い。
演出上の意図で声優が複数割り当てられた作品もある。例えば『彼岸島X』においては、1話につき一人の声優がその回登場の全キャラクターを担当し、各話ごとそれぞれ声優が割り当てられた。『100万の命の上に俺は立っている』のテレビアニメ版においては、主要キャストは固定されたが、登場人物のゲームマスターについては各話登場毎に別べつの声優が当てられた。また、『ポプテピピック』に関してはメインキャラクターの声優が毎回異なる。
ほかに身分隠しの変装などで人相や人格が変わることを表現するためや、キャラクターで少年期と青年期以降で別声優が担当するケースなど、演出都合で作中の月日や時間が大きく進んで、特定のキャラクターが歳をとっていくことで別の声優を起用するケースは多い。これは下記のとおり男性キャラクターで少年期を女性声優が担当し、青年期以降は男性声優が担当するケースなどはよく知られる。ただし男性キャラクターでも孫悟空などのように少年期を演じた女性声優が青年期も演じることもあるし、また男性キャラクターでも『ジョジョの奇妙な冒険』のジョセフ・ジョースターは、少年期から青年期→中年期から老年期で男性声優で変更、女性キャラクターの場合でも、映画『秒速5センチメートル』の篠原明里など少女時代と大人時代で声優が変更となることはある。

## 異性の役・子役
男性と女性とでは声質が違うため、異性の役を演じるケースとしては、基本的に地声が高い女性が男性（中学生くらいまでの少年。特に変声前の幼い男の子）の声を演じるのを見受ける程度である。一方で、基本的に地声が低い男性が女性の役を演じることはまずないが、稀に地声が高い男性もおり、蒼井翔太や村瀬歩、山本和臣、松岡禎丞などが男性ながら女性の声を演じたことがある。
日本で大人が子供の役を演じた最初例として、1954年（昭和29年）のNHKラジオドラマ『ヤン坊ニン坊トン坊』が知られるが、子供の役に子役を起用するのは、演技指導などで難しい面があった。ただし少数ではあるが子役が台詞の多い主要キャラクターとして起用された例は、『愛してるぜベイベ★★』、『ばらかもん』、『夢色パティシエール』、『クッキンアイドル アイ!マイ!まいん!』などがある。
子役出身者から声優になった人物としては#子役にある人物などが挙げられる。
ハリウッド映画で、子供が主人公の映画が流行した1980年代には、日本でも吹き替え版で少年役を子役に演じさせようとする傾向が多く見られた。当時児童劇団に所属していた者が子役の吹き替えを担当しており、浪川大輔のように声優になった者もいる。
日本以外では、子供の役は子供に担当させることが主流である。脚本家のブレイク・スナイダーは、8歳のころにTVプロデューサーだった父親の手伝いとして、スターリング・ホロウェイらとともに子供の役を演じていたが、変声により解雇されている。

## 日本以外の声優
諸外国では、日本のように専業の声優が確立している国は少ないとも言われる。ただ、アメリカでは代表的な人物だけでも200人以上おり、近年では日本アニメの吹き替えや音声入りゲームの増加により、声優業がメインの役者も増えている。
韓国では、放送局が放送劇団（声優劇会）を持っている。
劉セイラ、ジェーニャ、Liyuuなどのように、日本国外出身の外国人であるため日本語が母語ではないが、一から日本語を習得して日本国内で声優として活動している例も僅かに存在する。外国人の場合は日本語の読み書きはもちろんのこと、大概は母語に由来する訛り（●●語訛り）が出てしまい視聴者に違和感を感じさせてしまうため、日本国内で声優として活動を続けることは非常にハードルが高い。ただし、日本のコンテンツであっても、外国人役としてであれば需要はある。

## 経歴
声優の経歴としては、以下のような例がある。

### 放送劇団
NHKと民放が組織した劇団で、局のアナウンサーとは別個に、芸能を担当するために放送局で養成され、おもにラジオドラマを担当した放送タレントであり、彼らを指す言葉として「声優」が生まれた。芸能事務所などの台頭で現在ではすべて解散している。
NHKの東京放送劇団からは、巖金四郎、加藤道子、中村紀子子、大木民夫など、NHK札幌放送劇団出身の若山弦蔵、NHK九州放送劇団出身の内海賢二など多数。
民放ではのちのTBSにあたるラジオ東京放送劇団からは大平透、中村正、滝口順平、田中信夫、朝戸鉄也、向井真理子など。
地方局では、CBC中部日本放送劇団出身の中江真司、RKB毎日放送劇団出身の八奈見乗児など。
地方局で活動していたのはラジオドラマの全盛期までのことで、テレビ時代になると海外作品の日本語吹き替えなどの声優の仕事は東京に集中していった。

### 声優養成所・声優学校
声優プロダクション付属の声優養成所、声優になるためのレッスン指導を主とする養成所、声優関連の学校（声優養成学科がある専修学校）などの出身。
声優になることを目指すには、声優の養成所や専門学校に通うのがもっとも一般的である。養成期間はおおむね1年から3年で、養成期間修了後に行われる所属オーディションに合格するとプロダクション所属となる。この時点では「新人」「ジュニア」「仮所属」などと称される見習い期間となる。見習い期間が終了し、内部審査を経て、認められた者だけが正所属（正規に所属する）となる。
学生時代のうちもしくは卒業してから養成所に通う人間もいれば、社会人になってから養成所に通う人間もいる。また、学生時代でも中高生から通うことができる養成所もあり、10代もしくは20代前半でデビューしている声優には、子役出身や一般公募の他に中高生から通っていた者が多くみられる。
多くは学生時代のうちもしくは卒業してからの例だが、上記の大平透もフリーのアナウンサー・制作プロデューサー・ディレクターをへてTBS劇団に所属したように、養成所から声優になった者にも、他業種を経てもしくは並行して養成所に通う例は多い。若本規夫、茅野愛衣、金田朋子などは社会人を経て養成所に通うようになり、その後に声優となった。なお若本は元警視庁機動隊員で除隊後、茅野はセラピストをしながら、金田は製菓会社から銀行員に転職してから、それぞれ通っていた。岸尾だいすけは学校卒業後就職した半導体工場で3交代勤務、デビュー後も付き人やアルバイト生活後、井上和彦はプロボウラーを目指して、ボウリング場に就職した後、三木眞一郎はパティシエ、三宅健太はデパートのパン屋勤務を経て、木村亜希子は大学卒業後、就職しながら、こおろぎさとみは幼稚園教諭を4年間勤めて後、高橋直純は寿司職人見習いとアイドルユニットを兼務の後に、小林裕介は大手家電メーカーをへて、山崎和佳奈は大手電子機器メーカー勤務と並行して、近藤孝行は関西の鉄道会社勤務の後、楠田敏之は石油会社をへて、高森奈津美は声優になるため養成所に通う以前はJR東日本の駅員、中井和哉、永塚拓馬、掛川裕彦、原由実らは公務員務めと並行して、養成所へ通っている。
三石琴乃、高山みなみ、中原麻衣、田中敦子、皆川純子、洲崎綾、ファイルーズあいらは就職してOL時代並行してもしくは退職後に養成所に通い声優へとなる。
橘田いずみが養成所に通う前にはレースクイーンの経歴がある。原奈津子はローカルタレントをへて養成所に通った。生天目仁美などは声優の専門学校から劇団（東京乾電池）を経て養成所に通ってデビューしている。販売店員（無印良品）と併業での女優をしていた小原好美も養成の学校を出て当初芸能事務所に所属してのちに声優事務所に移籍し声優業に転じた。女優・歌手の神田沙也加は後に声優としても活動し始めるが、それ以前から声優の養成学校に通って準備をしていた。佐々木李子も歌手としてデビューしてから、声優の専門学校へ進学し、その後声優も始める。石上静香も既に漫画家として連載を抱えていたが、後に養成所に通うようになって声優となる。
稲田徹は養成所と並行してプロレスラー志望でもあったが、そちらは怪我により断念している。
地方で他キャリアを積んでから上京して養成所に通う例もあり、今野宏美は高校生のころに地元の北海道でラジオのパーソナリティーをへて上京して、田村ゆかりも地元声優学校在籍中には地元KBCラジオでの番組内アシスタントを担当と並行してサラリーマン生活を経て上京してというケースである。
異色の経緯に児童劇団にいたことや特待生オーディションを受けた経歴をもつ大原めぐみの場合がある。彼女はすでに結婚し子供も出産して専業主婦をしていたが、27歳のときに養成所に通い始めている。
81プロデュースや賢プロダクションなどのプロダクションによる、専門学校や養成所からだけでなく一般からも募集する一般公開形式のオーディションも開かれているが、こうしたオーデションのグランプリ受賞者は特待生として経営する養成スタジオでのレッスンのほか、デビューだけではなくその後の長期的な声優活動をバックアックもなされる場合がある。
市場調査会社によると、声優養成サービスの市場規模は、2012年度で56億円と推計されている。

### 大学芸術学部・演劇学科
日本大学芸術学部、桐朋学園芸術短期大学、玉川大学、大阪芸術大学などの大学教育機関の出身者。広川太一郎、柴田秀勝、平野文、榊原良子、かないみか、うえだゆうじ、潘めぐみなどがいる。小山力也などは別の大学を卒業してからこれらの大学に進学した。
子役が進学した例としては冨永みーな、平野綾、宮本佳那子など、在学中または卒業後に声優養成所に通う例としては石田彰、川上とも子、宮村優子などがいる。

### 俳優・舞台役者
舞台演劇やミュージカルで活動する舞台役者が、その後声優として長く活動するようになる例は、声優という職業が成立する時期から多く存在しており、大塚明夫、納谷悟朗など#舞台劇で紹介されたような面々らがこれに該当する。
吹き替えを中心に、俳優として活動してきた役者が声優としても長く活動するようになる例もあり、津嘉山正種、磯部勉などがこれに該当する。日野聡も児童劇団から舞台俳優となり、吹き替えを多く担当していた。
劇団や舞台での経験が声優業にも良い影響を与えているという意見もある。
内田夕夜や各務立基は劇団俳優座、折笠愛は文芸座や劇団創演、島本須美は劇団青年座出身の舞台女優、折笠富美子もSET劇団員をへて、玄田哲章、三森すずこなどミュージカル俳優をへて声優に、大川透も声優になる前に10年間舞台活動を行っている。劇団HIROZに所属していた小松昌平、劇団青年座研究所に所属していた島形麻衣奈らは新人発掘オーディションにて、松本梨香は大衆演劇の舞台女優から、舞台で共演した名古屋章の勧めでアニメ『新・おそ松くん』のオーディションを受け声優となった。劇団にいた天麻ゆうきは、『東京ミュウミュウ にゅ〜♡』の一般公募オーディションに合格したことをきっかけに、芸能事務所に所属している。
社会人経験や他分野から舞台演劇の世界を経て声優として活動するケースもある。たとえば大塚周夫は、ダンサーから劇団をへている。麻生かほ里は、日本銀行勤務を経て舞台・ミュージカル女優から転進。一条和矢は、大学時代のアマチュア放送劇団、サラリーマンをしながら素人劇団に所属しボイスドラマの自主制作などの経歴がある。緒方賢一は、板前修行の傍らで喜劇役者を目指し、舞台出演していた。竹内順子は、アルバイトでの政治秘書と並行して劇団に所属してから、千葉繁は、電気会社工場勤務から劇団に所属後に転進しアクション俳優やスーツアクターもこなしていたという。矢島晶子は勤めていた和菓子屋退職後に、頼み込んで出演することになった舞台を見に来ていたたてかべ和也にスカウトされ、その後テレビアニメのオーディションで選ばれ声優デビューすることになった。
速水奨は貿易会社勤務の傍ら劇団四季の研究所などに所属していた。劇団四季出身声優には速水の他に江原正士、増山江威子、遠藤晴、内田莉紗、石毛翔弥らがおり、吹き替えを多く手がける石波義人は現役団員である。
タカラジェンヌ出身の声優には太田淑子、葛城七穂、水城レナ、涼風真世、七海ひろき、森なな子などがいる。

### 子役
児童劇団などに所属する子役が、アテレコ・声優の仕事をするようになったことがきっかけで、そのまま声優業を中心に活躍する例は、声優という職業が成立する時期から多く存在している。池田秀一、古谷徹、古川登志夫、吉田理保子、玉川砂記子、三ツ矢雄二、塩屋浩三・翼兄弟、岩田光央、本名陽子、愛河里花子、松野太紀などがこれに該当する。近年では、宮野真守、内山昂輝、木村良平、入野自由、三瓶由布子、木村昴、飯田里穂、悠木碧、喜多村英梨、小野賢章、豊永利行、花澤香菜、日高里菜、小倉唯、白石晴香、宮本侑芽、諸星すみれ、黒沢ともよなどがこれに該当する。
通常は児童劇団出身が大半であるが、千葉紗子や南里侑香、小林晃子、滝田樹里、中山理奈など南青山少女歌劇団や、キッズモデルから歌手活動を経て声優になった小林愛香、主に少女モデル業をしていて、事務所内で声優部門に移籍した上坂すみれのケースなどもある。春川芽生もニコモになって所属した事務所内で後に声優部へ移動している。

### 一般公募
直接声優を募集するコンテストで入選したことがきっかけで、声優として活動するようになった例もある。
声優志望者のオーディションでは、全国からオーディションで人材を集める。実際、声優事務所とアニメ制作会社や雑誌社が組んで行う、主役声優の一般公募、事務所独自で行うオーディションもある。
一般公募であれば、全国から人を集められるほか、オーディションに応募するというモチベーションが高い人材が集まることで、そこから優秀な人が出てくる確率がかなり高いとみている。
大橋歩夕、真堂圭、曽田光星、沢城みゆき、小坂井祐莉絵、今井麻美、佐々木未来、井口裕香、伊藤彩沙、後藤沙緒里、榊原ゆい、三澤紗千香、豊田萌絵、伊藤美来、斉藤朱夏、高本めぐみ、進藤あまねら、高校で演劇部や放送部などで鍛えておいて、または興味で直接公募された一般公募オーディションに出場して合格し声優になる例のほか、声優志望者からなる福岡県のローカルアイドルユニット小梅伍の経験があったが保育士から転じた阿澄佳奈は2005年（平成17年）での公開オーディションで、ジュニアアイドルの経験はあった水瀬いのりも公開オーディションであるソニー主催のアニストテレス入賞によって、声優になっている。アニストテレス出身者のうち、伊波杏樹は専門の学校出身者であるが、声優教育を受けていない楠木ともり、たけだまりこ（現・武田真理子）らは歌手志望でコンテストに臨んでいる。
種田梨沙は通っていた学校の都合もあって結果として養成所に通わず、なる足がかりとして『智一・美樹のラジオビッグバン』のアシスタント募集に一般応募し、アシスタントを1年間勤めた。その後、所属事務所が実施していた研修生オーディションを経て事務所に所属して、栗林みえは1996年にコナミが開催した『ときめきメモリアル』のイメージガールを決定する「ときめきティーンズコンテスト」で、鈴木みのりは2014年に行われたマクロスシリーズ新作テレビアニメの「新歌姫・声優オーディション」合格をきっかけに声優となる。
ミュージックレイン所属で同事務所主催の公募オーディションで選出されたメンバーによる声優ユニットのうち、スフィアでは戸松遥以外は寿美菜子は子役や学校に、高垣彩陽は大学で声楽を専攻していた、豊崎愛生は高校時代から地元のTV番組やCMなどで芸能活動していたが、一方でTrySailの3名は、実績など無く同オーディションに応募し合格し声優となっている。
エイベックス と 81プロデュースが組んで、行われた「アニソン・ヴーカルオーディション」でメンバーを選んで結成した声優ユニットのうち、i☆Risでは山北早紀、芹澤優、若井友希らは養成所などに通っていたが、茜屋日海夏、久保田未夢、澁谷梓希らは養成所などを経ず上記オーディションでの選出。またWUGのうち、吉岡茉祐は子役の実績はあったが、他のメンバーら（永野愛理、田中美海、青山吉能、奥野香耶、山下七海、高木美佑）同様、養成所など経ず上記オーディションでの選出である。81プロデュースでは近年同事務所所属の人気声優は軒並み毎年一般公募で8月に開催されている81オーディションでデビューしている。2022年には81プロデュースは合格者は同プロダクションの所属とユニバーサルミュージックからのアーティストデビューが約束される、声優ガールズユニット発掘プロジェクト「SUN AUDITION」を実施。
スターダストに所属するサンドリオンのメンバーも黒木ほの香や劇団にいた小山百代の他は、事務所が主催したオーディションをへて事務所に所属してから演技経験を積んでいる。
2011年度の「第36回ホリプロタレントスカウトキャラバン 次世代声優アーティストオーディション」出身のうち、大橋彩香は子役経験があったが、高橋花林は遠藤ゆりか、花守ゆみり、加地綾乃らも輩出した「ぽにきゃん声たまグランプリ」、木戸衣吹は『天才てれびくんMAX』の視聴者参加型企画「全国声優オーディション こえたまごっ!」など複数の公募オーディションを経て、田所あずさ、Machico、山崎エリイに至っては他未経験での参加であった。富田美憂も未経験者の前田佳織里、夏吉ゆうこ、三浦千幸らも輩出した「声優アーティスト育成プログラムセレクション」や小田紗弓を輩出した「アニソンスター☆誕生！(アニ☆たん!)」などに応募し声優になっている。
2017年に行われた声優アーティストオーディション「ANISONG STARS」ではアクターズスクール広島出身の吉武千颯のほかは熊田茜音、後本萌葉らを輩出。
声優アワード#新人発掘オーディション出身者では鴨池彩乃、拝師みほ、三川華月、織江珠生、岩川拓吾、土師亜文、青木瑠璃子らが直接である。
他にも「全日本アニソングランプリ」、国際声優育成協会主催のオーディション声優コンテスト『声優魂』、声優オーディション企画「全日本美声女コンテスト」（オスカープロモーションと青二プロダクション、博報堂による。Elfin'（辻美優、花房里枝ら）、奥谷楓、吉村那奈美、入江麻衣子、美波わかな、大槻瞳、佐藤実季、希水しお、山本杏奈らを輩出）など、一般公募のコンテストが開催されている。こうしたコンテスト出場・入賞をきっかけに、養成所に入所する例や、出場がきっかけで直接プロダクションに所属する例もある。

### その他
花江夏樹は直接プロダクションにアプローチしたが、こうした例はレアケースとして知られる。ただし研音など事務所側で募集をしている場合も実際に存在する。他にスターダストプロモーションが声優オーディションを、大沢事務所が研究生募集のオーディションを手掛ける。
子役や劇団所属の舞台俳優からの転身の他は、アイドル、グラビアアイドル、歌手、モデル、特撮番組系俳優、お笑いタレント、レポーター、コスプレイヤーなどといった経歴のタレントが、声優の仕事をするようになったことがきっかけで、もしくはオーディションで役を得て、そのまま声優業を中心に活躍する例がある。例えば養成所で芝居は学んでいる原田ひとみは歌手としてスカウトされ、当初は歌手活動をしていた。高槻かなこはアニソン歌手を目指して配信などの活動を経て歌手デビューし、後に声優デビューしている。仲村宗悟は声優アーティストになる前は音楽活動のみをしていた。桃井はるこはマニア向けのアイドル活動からラジオパーソナリティも行い始め、のち誘いを受けて声優の活動も開始していった。近藤玲奈は声優になるまではラブベリーナ、久保ユリカはニコモを経ており、久保はグラビアアイドルをしていた。飯田里穂も子役からグラビアアイドルを経ている。小林晃子はアニラジのがやオーディション、宮本佳那子は挿入歌の歌唱オーディションから、松井菜桜子、千葉千恵巳、落合祐里香、大野まりな、柚木涼香らもなるまでには映画女優、ヌードモデルなど、山本彩乃はグラビアアイドル、小林ゆうは高校時代の雑誌モデル、工藤晴香はファッション誌モデルであった。中島愛、明坂聡美、小松未可子らも選出オーディションはアイドルオーディションで、ゆりんはホリプロ時代はタレント業、MAKOはガールズバンドグループ活動休止の後、後藤友香里はAAAの追加メンバーから声優ユニット「Trefle」へ、飯島綾子や岩男潤子はアイドルから童謡歌手を経て、森田成一は俳優を経て2001年から、声優へと転進している。藤村知可は、レポーターなどのタレントをへて、2006年以降に声優業が中心になる。小岩井ことりは知人から頼まれてメイクのモデルをしたのをきっかけに声の仕事（ナレーション）を紹介され、その後声優になるきっかけを掴むために地元関西でテレビ番組やCMのナレーションなど様々な仕事をしていたし、立花理香は大学院在学中に芸能事務所にスカウトされて、声優になるまではタレント業を行っていた、儀武ゆう子は高校2年生の時から地元沖縄で戦隊ヒーローものの子供ショーの司会やまつりのアナウンスも担当し、上京後もイベントのMCや地方ケーブルテレビのリポーターなどの仕事をしていたという。
アイドルから声優への転身は前述の飯島や岩男（いわお潤）、小松のほかは山本百合子、日髙のり子や佐久間レイ、岡谷章子（岡寛恵）、松本裕美（大野まりな）、宍戸留美、桜井智、千葉千恵巳、徳永愛、水野奈央子（水野愛日）、千葉紗子、高橋美佳子、平田裕香の例が知られるが、特に2010年代になって以後は、現役アイドルのまま声優としても活動する人間が登場、増加するようになっている。一例として、仲谷明香（元AKB48）、前島亜美（元SUPER☆GiRLS）、佐武宇綺（9nine）などが挙げられる。
一方で、声優になるための足がかりとして、アイドルをしていた例や、歌手（#声優アーティスト）になるための足がかりとして、声優を目指す例もみられる。福井裕佳梨は最初芸能事務所に所属して仕事を始めたので、キャリア初期にはものまねやグラビアアイドル活動などのアイドルタレント業を多くこなしていた。秦佐和子はアキバ関連を扱う雑誌に載っていたオーディションの募集だということで、SKE48になるのが声優への近道と思っていた。夜道雪は地元で10代の時にスカウトされたことをきっかけにローカルアイドルとして活動の傍ら、配信ゲームで声を当て、上京した後も養成所に通いながら独力でYouTube活動とコスプレーヤーをしながら声優への道に進んでいる。
異色の例に、郷田ほづみ、竹内幸輔のように芸人や、相羽あいなのように女子プロレスラーという異例の経歴をもって声優を行っている者なども知られる。また清水愛は声優界初の兼任女子プロレスラーとして知られる。
エリック・ケルソーは元々映像監督であったが、来日後にナレーター、英語吹き替え、ラジオパーソナリティと活動分野を広げアニメやゲームの声優としても活動している。

## 他分野の芸能人・著名人などの声優活動
俳優・歌手・音楽家・アイドル・グラビアアイドル・モデル・お笑いタレント・スポーツ選手・著名人が、声優活動をすることや、作品によって声優に起用されることがある。
アニメーション作品においても、本人役という手段で作品に登場させ、本人にアテレコをさせる例は多い。
もともと、専業の声優が確立されていなかった時代、東映動画の長編作品のころから、長編アニメーション映画において、ほかの芸能人・著名人などを声優に起用することは珍しくない。1990年代以降のスタジオジブリ制作作品、2000年代以降のスタジオ地図制作作品に至るまで、こうした傾向は現在でも続いている。スタジオジブリの鈴木敏夫はジブリが本職の声優ではない人物を使う理由について、『ジブリの教科書3 となりのトトロ』では、プロの声優について「『わたし、かわいいでしょ』みたいな」声への違和感、そしてプロの声優を使わないことについては『鈴木敏夫のジブリ汗まみれ』にて、『耳をすませば』で月島雫のお父さん役をつとめた立花隆との対談で、『となりのトトロ』のオーディションの際に声優であるとやっぱり普通のお父さんになってしまうため、おとうさんっぽくない感じを求めて糸井重里を、『耳をすませば』の雫のお父さんも同様の見解で立花を選出しており、声優の芝居はハレとケにわけると「ハレ」であるが、日常芝居が多いジブリ映画で実際にほしいのは「ケ」であるとしている。
なお、副業でできる声優としてオーディオブック、朗読のアルバイトなど、声で稼げる仕事として求人サイトやバイト情報、クラウドソーシングで募っていることがある。

### 役者以外を声優に起用すること
第1次声優ブームに行われたアテレコ論争では、声優の地位問題が提議されている。アテレコの演技性を巡っては、俳優の起用は暫定的なものに過ぎず、「落語家でもアナウンサーでも、観光案内係でも、声を使う職業の人の中から選ばれてもよいことだ」という意見も示されているが、「吹き替え・アテレコ調」を「新劇調」「翻訳劇調」と並んで嫌う演劇家も存在する。
アニメ監督の高畑勲は、プレスコを採用した『平成狸合戦ぽんぽこ』で落語家の柳家小さん、アナウンサーの福澤朗などを起用している。
ミッキーマウスの声優をつとめていた青柳隆志は、大学教授が本業であり声優は副業であった。小鳩くるみ時代役者や司会者であった鷲津名都江も大学教員となってからも自身が演じた『アタックNo.1』の鮎原こずえ 役やディズニー映画『白雪姫』の白雪姫 役の声をのちにゲーム機（CRぱちんこアタックNo.1（2007年）やキングダム ハーツ バース バイ スリープ（2010年）やKinect: ディズニーランド・アドベンチャーズ（2011年））でも声を担当した。
アニメ監督の宮崎駿は、「映画は実際時間のないところで作りますから、声優さんの器用さに頼ってるんです。でもやっぱり、どっかで欲求不満になるときがある。存在感のなさみたいなところにね。」という見解を示した事があり、『となりのトトロ』ではコピーライターの糸井重里を起用している。直近の長編作品である『風立ちぬ』においてもアニメ監督の庵野秀明を起用し、「逆に庵野（秀明）もスティーブン・アルパートも存在感だけです。かなり乱暴だったと思うんですけど、その方が僕は映画にぴったりだったと思いました。」とその意図を説明している。
劇中でテレビニュースが映る場合は、リアリティを重視して放送局に所属する本業のアナウンサーを起用する例があり、フリーアナウンサーの松澤千晶はアナウンサーやレポーター役としてのみ出演している。
なお、ナレーションやアナウンスも声優の仕事の一部であるが、フリーアナウンサーが声優という肩書きで活動することはない。黎明期には局のアナウンサーが声をあてた事例もあるが、現代では演技を行わないアナウンサーと声優は、別の職業としてとらえられている。
まれに制作スタッフや原作者などの関係者がエキストラやゲストキャラクター役の声優として起用されることもある（カメオ出演）。
ミュージシャンが担当するケース
劇中に楽曲、歌唱が重要な役に抜擢されることもある。
前述1980年代初頭のリン・ミンメイ役の飯島真理、『魔法の天使クリィミーマミ』の太田貴子のほか、『竜とそばかすの姫』の中村佳穂、『魔法のスターマジカルエミ』の小幡洋子などのケースがみられる。
ディズニー公式動画配信サービスの『ソウルフル・ワールド』ではグラミー賞アーティストが声優参加しており、日本語版も瑛人がストリートミュージシャン役の日本版声優としてカメオ出演する。
『とっとこハム太郎』のミニハムずや『ゾンビランドサガ』のホワイト竜のように、本人らをイメージしたキャラクターを当てる手段や、山崎ハコが『ちびまる子ちゃん』に本人役で出たケースもある。
『BanG Dream!』プロジェクトのバンドユニットのうち、RAISE A SUILENに参加するRaychell、夏芽は他グループのバックバンドもつとめていたミュージシャン、小原莉子は並行してバンド活動をしていた。Morfonicaに参加する西尾夕香もDJなどの音楽活動、mikaはドラマー、Ayasaはバイオリニストである。
役者ではないため本格的な声優業は無理という意見もあるため、歌唱シーンだけ歌手が担当するダブルキャスト方式もある。
ぴえろ魔法少女シリーズのように歌手に声優を担当させている作品など、1980年代前半には新人女性歌手をアニメとタイアップさせて主題歌を歌わせ、役も与えるという手法が派生していた。前述の飯島や太田らだけでなく、志賀真理子や宮里久美らも同時期に同様のスタンスでデビューを飾っており、このことがのちの#アイドル声優の先駆けとして紹介されることもある。1990年代でも当時歌手デビューしていた仲間由紀恵などが『HAUNTEDじゃんくしょん』出演をきっかけに「女子高生アイドル声優」という売り出し方をされていた。

### 俳優の起用
テレビ人形劇では声優の仕事が確立される以前から放送されたこともあり、俳優や劇団員が起用された。その後俳優が選ばれることが多く、2014年（平成26年）に放送された人形劇『シャーロック ホームズ』では俳優と声優が混在して起用された。海外ドラマの吹替においても、最初からアニメ声優を目指した声優を生み出し、声優に特化した芸能事務所や声優養成所の伸長に繋がっていた第二次声優ブーム以後も、前述のとおり1982年の海外ドラマ『遥かなる西部 わが町センテニアル』の吹替放や第三次声優ブーム期1996年『ER緊急救命室』吹き替え放送で劇団に所属する俳優の起用など、俳優が起用されるケースはいくつかみられた。
映画では、前述の『幻魔大戦』『紫式部 源氏物語』『もののけ姫』以後も、俳優が起用されることが多い。
俳優を多く起用するアニメ監督もおり、原恵一は他の芸能人や劇団の子役・俳優を声優に起用している。富野由悠季は、声優の演技は型にはまっていると批判したことがあり、主役に劇団出身者や新人声優を多く起用している。押井守は、存在感と新鮮さが声優に勝ることがあるとして、複数の作品に俳優の竹中直人を起用しており、『スカイ・クロラ The Sky Crawlers』ではメインキャラクターに俳優を起用した。
テレビアニメ作品では『ムーミン』（1969年〈昭和44年〉）の岸田今日子、NHK版『スヌーピーとチャーリー・ブラウン』（1972年〈昭和47年〉）の谷啓やうつみみどりなどが選ばれ、フジテレビ「日生ファミリースペシャル」枠のアニメ『坊っちゃん』『姿三四郎』（1980年〈昭和55年〉）では西城秀樹がつとめた。長期にわたり放送された『まんが日本昔ばなし』では市原悦子と常田富士男が、『まんが世界昔ばなし』では宮城まり子と名古屋章らが声優を務めていた。
その後も監督が抜擢するなどして、俳優が選ばれる例がある。『ノブナガ・ザ・フール』では原作・シリーズ構成の河森正治が宝塚歌劇団を取材した際、現役タカラジェンヌである七海ひろきの舞台を見て抜擢した。七海は宝塚退団後も俳優兼声優として活動している。『富豪刑事 Balance:UNLIMITED』では監督の伊藤智彦が有名声優を使うことよりも作品のオリジナリティを重視したことや、大富豪である主人公の存在感を際立たせるため、イメージに合う声としてダンサー兼俳優の大貫勇輔を抜擢した。『彼氏彼女の事情』で声優に起用された本谷有希子はのち劇団を主宰する舞台女優かつ劇作家、芥川賞作家である。
上述の俳優が声優に起用されることに関して、アニメを多く手がける脚本家の首藤剛志は「マイクの前で声を出しているだけの声優よりも、声優としての技量が劣っても、実際に観客の前で芝居をする俳優が買われているのではないか」と述べている。
俳優の納谷悟朗は舞台も声優も同じであるとし、その上でアテレコの難しさとは声を当てる対象が行う芝居の把握にあると説いている。声優を目指す者に対しては「基本でしょう。さっき言った、いわゆる舞台という演技の基本をきちんとしないとだめだっていうことですね」と述べている。
俳優の矢島正明は声だけで入ると己で役を肉体化する基本が抜け落ちるとし、声の仕事を目指す者に対しては「『声だけだから簡単だわい』、と思わないでほしいなということがまず第一です。声優を志すならば、やはり芝居から入ってほしいと思います」と説いている。また、後進たちに対しては「このごろの吹き替えの世界で、芝居の人たちが席巻してきているということは、声優として純粋に育ってきた人たちは何か危機感を感じなければならないと思うんですよね」とも述べている。
俳優の野沢那智はハリウッド映画の俳優・女優が百戦錬磨の役者である事を強調し、「だから、役者として必死に修行しないと、アテレコなんてやっちゃいけないんだと思うんだよね」と述べ、アテレコの心構えを彼らと同じだけの芝居ができるようになる事に求めている。
女優の戸田恵子は自身の声優観を「役者として怠っていることがなければ、それは声優としてもOKということ。私は『声優であるために』と思ってしていることは、一つもありません」とし、役者の仕事と何ら隔たりはないと述べている。
声優の難波圭一は「いいですよね。ぼくは声優という小さな世界がなくなることを望んでいます」と肯定的な考えを持っている。
俳優などを多く起用するゲームシリーズ『龍が如く』では、ある有名俳優を起用したが事前準備もされずに収録に臨まれ、演技がなかなか上達せず横山昌義の指示で何度もリテイクが行われ、時間をかけてその場面の距離感や感情を説明して及第点といえるところまで収録できたが「同じ苦労をした別の役者に申し訳ない、妥協はしたくない」として仕方なく降板してもらったという事例もある。
女優の吉岡里帆は声優は完全に別職業であるとして、「今後、もし万が一『吉岡里帆の声でなくては成立しない』というような話があれば、それはとてもうれしいですし、ちゃんと勉強して挑みたいです」と述べている。
女優の夏木マリは声の仕事を音のテンポや高低や強弱など、いろいろなものを体をつけてやる全身運動だとする見解を示している。俳優として巡りあったことは非常にラッキーであり、「俳優さん、全員がやられたほうがいいと思うくらい、勉強になるいい仕事だと思います」と述べ、吉岡里帆にも勧めている。

#### 特撮番組系の俳優の声優活動
東映の特撮変身ヒーロー作品、とりわけ「仮面ライダーシリーズ」の「昭和ライダー」最終作にあたる『仮面ライダーBLACK RX』および「スーパー戦隊シリーズ」では、『炎神戦隊ゴーオンジャー』に至るまで長きにわたりオールアフレコで制作されてきた。
いわゆる「平成ライダー」第1作にあたる『仮面ライダークウガ』および『侍戦隊シンケンジャー』から、俳優が顔出しで演じるシーンは基本的に一般的なドラマと同様の撮影同時録音方式に切り替えられたものの、現在でもスーツアクターが演じる変身後のシーンなど番組制作の各所でアフレコが多用されているため、特撮番組に出演経験のある俳優は、声優としての演技経験を事実上しているとも言える。特撮番組で出演経験のある俳優がアニメなどの声あてをすることもあり、中には松風雅也、土田大、中田譲治、市道真央など、声優を本業として転向した者もいる。
特撮に登場する怪人など人間の姿ではないキャラクターの声には、最初から声優が起用されることもある。
曽我町子、内田直哉、西凜太朗、小川輝晃、岸祐二、菊地美香、五代高之、植村喜八郎、望月祐多、相葉裕樹など、特撮番組を経験した俳優には声優と両立する者が多い。

### 芸人の起用
お笑い芸人としては、ルパン三世の物真似から山田康雄の死去に伴いルパン役の声優をやることになった栗田貫一、『アイシールド21』（2005年〈平成17年〉〜2008年〈平成20年〉）の田村淳、『天体戦士サンレッド』（2008年〈平成20年〉）の山田ルイ53世、アニメ版『こちら葛飾区亀有公園前派出所』のコント赤信号の二人（ラサール石井や小宮孝泰）などが知られる。また、声優も務める山本高広などは、もともと声優を目指していた。アメリカザリガニの柳原哲也は、特徴的な声質を活かし、多くのアニメ作品で声優を務める。またこうした面々がコメディアンやお笑い芸人役で起用される例もある。
アニメ映画では俳優同様のゲスト出演が大半であるが、コメディアンは元々コントや漫才でさまざまな役柄を使い分けることもある。このため、俳優やタレントに比して優れた演技力を持つものが多く、違和感なくすんなり作品を楽しめることが多いという声もある。
声優と講談師を兼業する一龍斎貞友や一龍斎春水、六代桂文枝門下でラジオパーソナリティDJ・ナレーションを本業で声優業もこなす高杉’Jay’二郎（亭号は初代三枝亭二郎）、声優芸人という肩書きで活動する、元声優のよしもと芸人あつひろなども知られる。
金谷ヒデユキも漫談家と声優を並行している。

### バーチャルYouTuberの起用
2010年代から歌い手のそらるがタイアップでいくつか起用されているほか、2018年（平成30年）にはバーチャルタレントを対象に、声優出演・アニメエンディング曲担当の権利をかけたオーディションを実施したTVアニメ『賢者の孫』ではオーディションを勝ち抜いた吉七味。が声優およびEDテーマを担当、また特別賞を受賞した雛乃木まやが声優として出演する。
『ジャヒー様はくじけない!』では動画配信者たちがキャスト出演や主題歌アーティストなどを務めている。
『100万の命の上に俺は立っている』に、にじさんじの樋口楓と静凛が出演し、さらに樋口楓がOPテーマ「Baddest」の歌唱に起用されている。
『ルパン三世PART6』や『邪神ちゃんドロップキック』の3期にもバーチャルYouTuber（VTuber）が声優として出演。
2020年（令和2年）以降、ホロライブなどに属するVTuberの声優業進出が盛んとなっている。
その他テレビアニメ『探偵はもう、死んでいる。』では白上フブキと夏色まつりがそのままの役としての出演を果たしている。こうしたアニメでの活躍もアニメキャラクターがまるで実在しているかのような設定で活動しているのではなく本人役でのアニメ出演は実在のタレントが本人役として登場する形に近い。基本的にVTuberは、バーチャルタレントであるライバーの姿そのものが本人という設定である。このため存在としては実在の声優やアーティスト、YouTuberに近い。
図式としては、すでにキャラクターを演じているVTuberが、アニメやゲームのキャラクターを演じることになる。VTuberというバーチャルタレントには中の人と呼ばれる演者（モーションキャプチャーなどの際）と声をあてる人物がおり、声優が行っている場合もある。

### AI音声の起用
AI音声も2020年代には技術的により人に近い音声読み上げが実現可能になっており、上記のボイスドラマもすべてAIの音声合成技術を使用して実行する「オトシネマAI」シリーズ、さらに『れいぞうこのつけのすけ!』のように、テレビアニメとして初めて全キャラクターの声をAI（コエステーション）にした作品も出現、多くの声が必要なコンテンツにAIが利用されている。

### 批判
映画では作品の質よりも話題性を狙って芸能人・著名人などを声優に起用するということも多いため、芸能人・著名人などの声優起用に批判が出ることもある。
2007年公開のアニメ映画『ザ・シンプソンズ MOVIE』や2012年（平成24年）公開の映画『アベンジャーズ』などで、これまでのシリーズで日本語吹き替えを担当していた声優を、新作映画で俳優・タレントに交代する事態が発生しており、企業への批判が殺到した。『ザ・シンプソンズ MOVIE』『TAXi④』『エクリプス/トワイライト・サーガ』ではソフト化に伴い、劇場公開版に加え、もともと担当していた声優陣による新たな吹き替え版が同時収録された。しかし、ソフト化の際に劇場公開版のみが収録される作品が大半である。特に『アベンジャーズ』ではキャスティングの変更などに対する批判のコメントがAmazon.co.jpの本作品のレビュー欄に殺到する事態となった。2012年（平成24年）公開の映画『プロメテウス』の主人公エリザベス・ショウ役の吹き替えにタレントの剛力彩芽が起用された際、ソフト化に際して変更もなかったため『エイリアン』シリーズのファンなどから酷評され、Amazon.co.jpのレビューが炎上した。
劇場公開版では芸能人や芸人が吹き替えを担当した作品のうち、『じゃりン子チエ』のように、テレビアニメ化の際に一部キャストは声優に変更しているものや、『ターミネーター3』や『サイレントヒル: リベレーション3D』のように、ソフト版では声優に差し替えて収録する場合もある。また、『X-MEN:フューチャー&パスト』のように、新規バージョンをソフト化する際に収録し直す例もある。
2004年（平成16年）公開のアニメ映画『イノセンス』では、プロデューサーの鈴木敏夫が大物俳優の起用を立案し、草薙素子役を田中敦子から山口智子に変更しようとしていたが、スケジュールの都合に加えて「できあがっているイメージを変えるべきではない」と出演を固辞した山口と、監督や声優陣の反対により田中が続投したということがあった。
オリコンスタイルで「タレント（芸能人や著名人など）を声優に起用するべきか、それともしないべきか」というアンケート調査を2014年（平成26年）に行ったところ、ほぼ半々に意見が分かれた。
2020年（令和2年）に大ヒットを記録した『劇場版 鬼滅の刃 無限列車編』では、新登場したキャラクターも含め全員を声優で固めており、タレントを起用せずともヒットすることを示した。

## 声優による他分野での活動

### 芸能活動
2000年代以後、声優が歌手や俳優（特に舞台）など、ほかの分野での芸能活動をすることが特に顕著になった。
声優がほかの分野での芸能活動をする例のひとつとして、俳優活動が挙げられる。理由として「声優さんには『ああ、あの声の人だ』という知名度ならぬ『知声度』があるので、仮に顔がいまいちわからなくても、『声』がわかったときの感動や話題性があるから」が挙げられる。
ただし、キャラクターと声優の間に相関性を構築し、その結びつけをする役割を果たす媒介として、これまでは声が最も大きな役割を果たしてきたが、2007年（平成19年）のブシロードなど、後にメディアミックスを展開する企業も設立されて以降はさらに進んで、アニメやコンピュータゲーム作品そのもの単体で行われるのではなく、作品に関わるイベント出演（顔出し）やラジオなどの要素も色々用いて結びつけが行なわれていく。アニメの視聴者はキャラクターの声を演じる声優であるという認識をしていることが前提となることで、以降から声優とキャラクターを結びつける要素は声だけではなく、視覚的要素と特定の声優個人についての認識に依るものになっている。
他方、俳優活動の中でも、舞台での活動と両立する声優が少なくないが、理由として「舞台はやり直しができず、実際にその芝居や息づかいが観客に見られていることで、それが声の芝居に生きるから」などが挙げられている。
田中真弓は現在も舞台を手がけており、てらそままさきも俳優活動と並行して特撮キャラクターのアテレコを行っていたほか、中田譲司も元々俳優業に力を入れていた。
また、声優が歌手などの活動と両立させる例が、特に2000年代以後に顕著になっているが、これについては下記の節にて述べる。
2014年（平成26年）にはオスカープロモーションと青二プロダクションが共同で開催した容姿と声の2つの要素に ""「美しさ」を兼ね備えた女優・声優を発掘する"" 「第1回全日本美声女コンテスト」が開催された。おもな出身者に漫画家、アイドルとして活動する辻美優、花房里枝にピアニスト、ファッションモデルなどの活動をする入江麻衣子が挙げられる。
栗林みな実、桃井はるこ、牧野由依など、他の声優に楽曲を提供するソングライターをしている例、白壁爽子、伊藤しずなはグラビアアイドル活動と、榊原ゆいや能登有沙は振付師、モーションアクターとしても活躍している。
この他、野村道子、豊崎愛生や斉藤朱夏などが務めた、朝の情報番組でのお天気お姉さんというのもある。
また声優は#ナレーション・アナウンスにあるとおりCMの仕事も従来は当然ながら「声」を使ったものが主であったが、演者としての顔出し出演や白井悠介のようにダンスをするキャストとして起用されるなどの場合もある。
お笑い方面へは、声優としてデビューした後芸人に転向しつつ声優活動もこなす、こやまきみこ（お笑い芸人としてネタ見せをする際には「きみきみ」名義）の例があった。NSCに入学し、2010年（平成22年）には吉本興業に移籍するなどで2011年（平成23年）まで芸人活動を行なっていた。また六代目三遊亭円楽を父に持ち、落語家活動も行っているが青二プロに所属し声優業をする会一太郎（高座名は三遊亭一太郎）もおり、塩屋翼や木村昴も噺家の高座名を持っている。
声優もSNS活動の他、YouTuber活動として専用チャンネルを開設し配信を行っているものも幾人かある。例えば花江夏樹や杉田智和のチャンネルは登録者数も数百万人を超えているほど人気を博す。
歌手などの活動と両立させる声優について、「アイドル声優」あるいは「声優アーティスト」と表現する例が多い。

### アイドル声優
アイドル声優とは、第3次声優ブームと称されていた1990年代半ばごろから出てきた俗称。このころにはボイスアイドルとも呼ばれた。
本業にとどまらず、歌を通してそのCDを発売、ライブを開催するなど歌手活動をする、声優専門誌や漫画雑誌などのグラビアに登場する、写真集やイメージビデオを発売しCMに出演する（これはいわゆる「Web CM」を含む）プロモーションビデオを制作するなどといったアイドル的活動を行う声優を指すことが多い。
戦前に遡るとラジオドラマで活躍した飯島綾子も流行歌・童謡などレコードを何枚か出していて、日本舞踊家でもあった。その後の横山智佐、氷上恭子、國府田マリ子、宮村優子など、1990年代にデビューしそうした活動を行う声優らも、その多くは前述の声優養成所で養成された声優が、それ以前にアイドルとしての活動経験/アイドルからの転進組などではない。しかし、こうした声優がマス・メディアに広く露出をしたことによって、1990年代の声優人気の受容は、それ以前の受容とは異なる状況を呈したが、特にこの時期から養成所を出たばかりの新人声優の報酬を安定させることを目的のひとつに声優の活動するメディアの拡大が計られ、その商業的な戦略のひとつとして様々な媒体を介した声優の顔出しがはじまったものとも推測されている。『VOICE Newtype』誌の吉本隆彦は、声優はキャラクターに声を吹き込むほかにキャラクターソングを歌うことになれば作品の顔となっており、必然的に声優も注目されうるが、こうした状況下でアイドル声優は90年代後半から2000年代にかけてブームという状態を経て、ひとつのジャンルとして確立されたとし、それは当時からオリコンチャート上位にもランクインする音楽シーンをみても明らかとしている。そしてこのことが時代のニーズに応えているとし、加えて何万人もの聴衆を魅了できるのも、キャラクターに声を吹き込む声優はエンターテナーとしての資質と、アーティストとしてのポテンシャルが高いためであるとしている。もとのブームからの傾向としては女性声優が台頭したが、流れで男性声優も女性ファンの心もつかんでいき人気になっていったとしている。
2010年代半ば以後には宮野真守、平野綾、内田真礼、戸松遥、三森すずこ、逢田梨香子、斉藤朱夏、小倉唯などのように、マニア向けでない一般の漫画雑誌などでのグラビアに登場する、アイドルのような立ち位置で顔出しでCMに出演する例やバラエティ番組やクイズ番組のゲストとして出演する例が増加するようになっている。
さらには、アイドル主体のアニメ・ゲーム作品における担当アイドル（キャラクター。つまりアイドル役）を、そのまま実際のライブで再現する声優ユニットも登場し、専業のアイドルと比べても遜色のない例も存在する。例えば『きらりん☆レボリューション』の月島きらり starring 久住小春 (モーニング娘。)、アイドルマスターシリーズ（『THE IDOLM@STER』・『アイドルマスター シンデレラガールズ』・『アイドルマスター ミリオンライブ!』・『アイドルマスター SideM』）、ラブライブ!シリーズのμ's・Aqours、Wake Up, Girls!、プリパラのi☆Risなどがある。
特に「ラブライブ!」シリーズのキャストは歌唱力やダンス力を重視したオーディションにより、それまで声優経験が皆無であった（女優などの他業種出身のメンバーに加えて、芸能界での活動経験自体がなかったメンバーもいる。楠田亜衣奈、降幡愛などがこれに該当）起用者も多くいる。
実際、i☆Ris、Wake Up, Girls!のほかに22/7などのように、「声優とアイドルの両立を謳うグループ」が増加するようになっている。上智大学のミスコン優勝の鳥部万里子、ミス日本コンテスト2020・ミス着物に選ばれた青木胡杜音など、容姿に自身のある人物が声優を目指す例も増えた。

#### アイドル声優への批判
浅川悠が自身のブログで、アイドル化が進んでいるとも言われる声優界に苦言を呈し、関連して桑島法子は「アイドル声優は旬を過ぎたら使ってもらえなくなる」と述べているなど、演技とは関係の無い評価基準に疑問を呈す業界人も存在する。実際、1990年代から2000年代にかけての椎名へきるは歌手としての活動で人気を博し、相当数のコンサート公演を全国を巡業していたが、アフレコや吹き替えの仕事から遠ざける要因となり、アニメのレギュラー出演は年間で数本に過ぎない状況で、同業の職業声優を含むアニメ制作者の間でも声優として異端視されていたことが知られる。花守ゆみりなどはインタビューで自身についてアイドル声優に見られたくないと述べている。浅野真澄がパーソナリティを務めた「低俗霊DAYDREAM 深小姫のMIDNIGHT DREAM」ではしばしばアイドル声優に対する批判がなされていた。専門学校などでもそうしたアイドルを育成する的なニュアンスも押し出して生徒集めをしているところが少なからずみうけられるが、第一線で活躍している実際のアイドルたちは天分に恵まれた上で競争にももまれ、トレーニングを重ねており、こうしたアイドルたちと、学校に通ったくらいでの自分とライバルというのは、あまりにおこがましいと指摘されている。
一方で、やまとなでしこ結成時のインタビューで堀江由衣は声優になってからアイドル的な仕事があって驚いたというが、アイドルについてはその人自身に魅力があるわけで見てるだけで楽しくなれる、元気になれる存在とし、「それを悪く言うのって、変だと思う。見る人の心を潤すための仕事をしていて、そうならない方が困るんじゃないかな」と見解を述べている。芹澤優のように声優であることにもアイドルであることにもプライドを持ち、両立していると自認している者もおり、中川亜紀子もデビュー当初アイドル的な売り方がなされており、彼女はこの事にはなにかと批判的であったが、「今となっては『なんて贅沢なことを!』と思いますけど」と当時を振り返っている。

### 声優アーティスト
声優アーティストとは、上記のアイドル声優に代わって2000年代半ばごろから出てきた俗称であり、おもに声優業と歌手業を両立させている声優を指すことが多い。
この名称は椎名へきるが1994年（平成6年）のラジオ番組の開始にあたって、「アーティストと声優をしている」と自己紹介をしている点や、彼女の出身養成機関の広告フレーズからうかがい知れ、マネージメントをする者を含む制作者の影響が強く表れている。
近年では歌手としての独立した活動までには至らずとも、アニメに出演する場合、主題歌などを担当したり、各種関連番組（アニラジ、ニコニコ生放送など）やイベントへの出演など、タレント活動を求められる例が一般的になっている。
TARAKO、坂本真綾、MoeMiのように並行してシンガーソングライターとして活動する者もおり、近年は沼倉愛美、鈴木みのり、早見沙織、楠木ともり、小岩井ことり、雨宮天ら自身の手による楽曲の作詞作曲を手掛ける声優アーティストも多くなった。小野友樹のミニアルバム「Winter Voice Friends」では自身の声優仲間らの楽曲提供により構成されている。
『BanG Dream!』プロジェクトのバンドユニットのように、劇中で声を担当したキャラクターの音楽バンドを、実際においてもバンド活動を行うといったケースがあり、大塚紗英のようにシンガーソングライター活動がメインになっている者もいる。他にも女子高生ロックバンド漫画『ガールズフィスト!!!!』に登場するキャラクター4人と連動するかたちで活動中の、若手女性声優のロックバンドの南松本高校パンクロック同好会、会える声優ガールズロックバンドのHoneysComin'などがある。
ヒーラーガールズのようなコーラスユニットと謳ったグループもある。
「アイドル声優」「声優アーティスト」のいずれの場合も、女性声優に特に多いといわれる。声優の男女比率の反映に加えて女性声優が数人在籍するアイドルユニットや声優アーティストユニット自体生み出される数が男性のそれより非常に多い。さらに演じる女性声優も多数出演するタレントゲーム、恋愛シミュレーションゲームが非常に多く発売され、こうしたゲーム出演で多数の女性声優が歌手デビューやアイドル声優化する傾向も続いている。
「アイドル声優」「声優アーティスト」のいずれであれ、声優の顔出しでの活動が増えた理由として、声優の社会的地位の向上のほかに、声優の役割やイメージの変化（「裏方的な仕事」とされてきたのが「ルックスや若さが重視される」ように変化した）が背景としてあると指摘されている。

### 上記以外の他分野活動
声優も、現役で声優をしながら一方で芸能活動ではない他の仕事を持つ者もしばしばみられる。例として、養成所で講師をつとめたり、事務所/#声優プロダクションを経営している者、音響監督などもしている声優は多い。
他には、以下のようなケースがある。
看護師・保育士
看護師から声優となった者に長妻樹里やひと美がいるが、荒川美穂、大浦冬華はある時期まで看護師をしながら声優をしていた。林原めぐみも当初看護師も兼任していた。そして桜木つぐみは現役看護師でもある。
声優になる前銀行員であった服巻浩司はその後保育士と声優を兼業している。
出版・執筆
小森まなみは童話作家としても活動、浅野真澄や丹下桜は絵本なども刊行し、浅野は文学賞を受賞している。徳井青空も絵本を刊行しているがそれだけでなく声優業をこなす傍らまんがの連載を抱え、そのまんがは後にアニメ化されている。
浅沼晋太郎は元々俳優のほかに脚本家、演出家やデザイナーやコピーライターを兼務していた。
経営
白壁爽子はIT企業代表、神原大地はコンテンツ会社の社長業、西川幾雄はタコ焼き屋、柴田秀勝は会員制バー経営、中尾隆聖は新宿でスナックを経営してもいる。たてかべ和也は所属事務所のマネージャー兼常務取締役を兼ねていた。
スポーツ
プロボウラーと兼任する渡辺けあきや、「VART」という自動車レースチームを結成した三木眞一郎、浪川大輔、石川界人、畠中祐らがいる。
異国語・方言の指導
ロシア人声優ジェーニャはロシア人であるため、アニメ作品でロシア語指導やロシア語監修を平行して行うなどが知られる。こうした活動はジェーニャの他にも酒井玲（スペイン語指導）、駒田航（『オーシャンズ8』でのドイツ語指導）、サッシャ（『風立ちぬ』 (2013年) でのドイツ語指導）らが、外国語指導を施したことがある。
一方で、声優も日本各地にある方言の指導を、自身が出演した作品はもちろんのこと、声を出して行う職業として指導を行っている場合もあり、中村章吾（主に鹿児島弁）、岐部公好（大阪弁）、大方斐紗子（福島弁）、下川江那（柳川弁や久留米弁）、井上祐子（小倉弁）、橋本信明（名古屋弁）、麦穂あんな（『ルートレター』での出雲弁）、ユリン千晶（広島弁）、有川知江（北海道）、儀武ゆう子（沖縄）、島本須美（土佐弁）、いのくちゆか（博多弁）、宝亀克寿（映画『坂道のアポロン』での佐世保弁）などが知られる。
その他
大亀あすか、伊達朱里紗や吉倉万里はプロ雀士でもあり、小杉十郎太は『Zガンダム』時代、松竹で営業を担当するサラリーマン勤めをしており、また岩田光央は『AKIRA』時代にデザイン事務所で当時働いていて、兼業で声優をしていた。諏訪部順一も当初は会社了承のもと正社員として働きながら声の仕事をしていた。川上莉央はOLと兼業。竹内良太は派遣社員と二足のわらじで声優活動を行っていた。白石稔は声優とアニソンDJを兼務している。

## ギネス世界記録を保持する声優

### 存命中のギネス記録保持者
日本俳優連合に所属する声優のうち、現在3名のみギネス世界記録を保持している人物がいる。
- 野沢雅子・・・2017年2月9日、『ドラゴンボール』シリーズにて「ひとつのビデオゲームのキャラクターを最も長い期間演じた声優」と「ビデオゲームの声優として活動した期間の長さ」で受賞[275]。

- 松岡禎丞・・・2019年6月3日、テレビアニメ『ダンジョンに出会いを求めるのは間違っているだろうか』のゲームアプリ『ダンジョンに出会いを求めるのは間違っているだろうか 〜メモリア・フレーゼ〜』に提供した、通常のTVアニメ2クール分の全ての台詞数に相当する「1万175 ワード」が、「一人の声優によりモバイルゲームに提供されたセリフの最多数」を記録したとして主人公ベル・クラネル役で受賞している[276]。

- 加藤みどり・・・2019年11月17日、『サザエさん』で貴家堂子と共に「最も長くテレビアニメシリーズにおいて同じ役を演じ続ける声優」として受賞[277]。

### 逝去されたギネス記録保持者
- 貴家堂子・・・2019年11月17日、加藤みどりと同じく『サザエさん』で「最も長くテレビアニメシリーズにおいて同じ役を演じ続ける声優」として受賞[278](なお、貴家逝去後も加藤が出演継続しているため加藤の出演が貴家より多いことになるが、記録の更新は行われていない)。

### その他
- 『映画 HUGっと!プリキュア♡ふたりはプリキュア オールスターズメモリーズ』は、アニメ映画に登場する最も多いマジカル戦士の数が、「Most magical warriors in an anime film」として、ギネス世界記録に認定されている（認定日は2018年10月27日）。この映画には、歴代のプリキュア55人が登場し[279]、演じた声優らに認定証が届けられている[280]。

## 声優プロダクション
声優が所属するプロダクションには通常の芸能プロダクションの声優部門の他に、声優が多く所属する声優プロダクションとがある。
声優プロダクションは、声優から手数料を徴収し、音響制作会社や放送局などに対して、アニメ・日本語吹替・ナレーションなど得意分野ごとに配置されたマネージャーが営業活動や声優の売り込みなどを行う。専門の養成所を持ったり専門学校と提携して新人の育成も行う。
もともと制作会社の関連会社に位置していて連携の強いプロダクションが存在し、特に2000年代は特に新たに創業される例が見られたが、2010年代以降は制作会社の一部門として直営され、より連携が強固なプロダクションも存在する。特定の制作会社との連携が強くとも、ほかの制作会社が手がける仕事も請ける。また、もともと音楽系のプロダクションでも声優のマネージメントを行う例が近年あり、この場合は本業を生かして歌手活動も積極的に行われることが多い。他分野中心の芸能プロダクションが声優部門に力を入れるようになる例も見られる。
声優界は「『芸能界で最も古い体質』を今も残している」として当該業界への批判が相次いでいる問題もあり、その一部としてはプロデューサーなど役職の地位が高い人物からのセクハラを代表とするハラスメント行為が横行しているという点が挙げられ、過去には実際に関係事件で逮捕される事件も起きている。
また、製作委員会方式によるアニメ番組の増加により、同方式による多重下請け構造により、声優などのサプライチェーンの末端にまで報酬が届くのに長期の時間を要している。取引先からアニメ制作会社への支払いがあるまで、声優に対して報酬を出さないケースもあり、その結果として、声優プロダクションの廃業を余儀なくされた事例もあるとしている。

## 経済環境
声優は所属事務所からの基本給というものは存在せず、各人の仕事実績によるギャランティ（報酬金）が収入となる個人事業者である。所属事務所とは通常1年更新のマネジメント契約を締結し、売込みやマネジメントの対価として業界平均で出演料の約20%から30%を事務手数料として事務所へ支払い、源泉徴収も10%引かれ、この残りが声優の手取りの報酬となる。歌手や俳優などと同じくシステムの競争社会であり、経済的に自立できずに脱落していく者も多い。
1956年、ラジオ声優のマネジメントを行っていたプレーヤーズ・センターの事務員が所属する声優のギャラを横領してキャバレー代につぎ込んでいたことが発覚。横領額は20万円程度であったが、当時のラジオ声優のギャラは最高1万円、最低600円の時代であり、大きく報道された。
日本語吹き替えが始まった1960年代には、声の仕事は顔出し出演の7割の出演料「顔出しの七掛け」とされ、低い位置にある仕事とみなされ、舞台俳優がアルバイトのような形でやっていた。舞台や実写の仕事と比較して、吹き替えの仕事は拘束時間が少なくかけ持ち出演が可能なため、数をこなせば収入を増やすこともでき、演技力を生かせることから不満に持つ者は少なかった。1964年の時点で30代後半の中堅とされる声優で30分番組の吹き替えのギャラが5000円程度で、最高ランクとされる若山弦蔵が1万円程度とされる。若山は同時期に複数の番組の主役をすることは、視聴者のイメージを壊すことになり、道義的にも避けるべきではあるが、掛け持ちをしなければ生活が出来ない状況を語っていた。
声優の賃金待遇改善については、声優の多くが日本俳優連合（日俳連）に所属しており、日俳連は音響制作会社の集合体である日本音楽制作者連盟（音声連）、声優のマネージメントを行う事業者で組織する日本芸能マネージメント事業者協会（マネ協）と「三団体実務小委員会」を設けて、出演ルールの改定や待遇の改善を申し入れて来た。ときにはストライキ（1973年〈昭和48年〉8月8日）や街頭デモ活動を行うなどして、1973年（昭和48年）には報酬が約3倍アップ、1980年（昭和55年）には再放送での利用料の認定、1991年（平成3年）には報酬が約1.7倍上昇するなどの成果を勝ち取ってきた。
業界に対してのみならず、1973年（昭和48年）と2001年（平成13年）にはデモ行進、1988年（昭和63年）には永井一郎が『オール讀物』（文藝春秋）において『磯野波平ただいま年収164万円』と題して、アニメ出演料の安さを訴える記事を寄せて、世間一般への理解を求める行動を起こしている。
日俳連・マネ協・音声連による協議の結果、外画動画出演規定・新人登録制度・CS番組に関する特別規定・ゲーム出演規定などを締結した。アニメでは、放送局と、アニメ制作会社で組織される日本動画製作者連盟も加わって、団体協約が締結されている。これにより、仕事1作品あたりの報酬は作品のジャンル・放送時間帯・放送回数・ソフト化などによる2次利用、そして経験実績などの条件によって受け取る額が算出される方法を取られており、音響制作会社の一方的な言い値で手取りを決定されるということはない。
以上の協定は、声優・マネジメント事業者・音声製作事業者がそれぞれの団体に所属しなければ縛られることはない。たとえば、石原裕次郎は映画『わが青春のアルカディア』の出演料が1,000万円だったと言われている。
日俳連では組織率を高めるために、音声連が製作する作品に出演する人数について「日俳連に属さない出演者の数は全体の20%以内」とし、日俳連に属さない出演者については加盟を推奨することが音声連には課せられている。逆にマネ協・日俳連側は、音声連に入っていない製作会社へ音声連への加盟を奨めることとなっている。
これらの協定を嫌う日本アドシステムズなどの製作者側もあり、日俳連に所属しない声優を起用する例が1990年代半ばより増加したが、東映アカデミーやラムズのように事業を停止した例もある。音声連に属していない事業者としては神南スタジオや脱退した音響映像システム（現・サンオンキョー）などがあり、マネ協に属していない事業者としてはネルケプランニングなどがある。

### ランク制
日俳連に所属する声優が、アニメ・日本語吹き替え作品・社団法人コンピュータエンターテインメント協会（CESA）に加盟するゲーム会社の作品に声をあてる際の出演料についての規定で、この制度での報酬は「ランク」と呼ばれる出演料によって支払われることになっている。担当する内容や、台詞の多少は関係しない。ランクの設定は毎年4月に更新され、人気が上がったりキャリアを重ねると、マネ協や音声連との協議のうえでランクが上がっていき、またランクが上がるごとに出演料が高くなっていく。更新の際、ランクを下げることも可能となっている。
過去には一度ランクを上げれば60歳以上になるまではランクを下げることができなかった。このルールの問題点として江崎加子男は仮にノーランクの声優が病気療養後に復帰し。療養前ほどの仕事が出来なくなり脇役に回って仕事をしようとしても高額なギャラでは起用されなくなると述べている。
1991年（平成3年）に出演料が約1.7倍アップしたこともあり、予算の限られたアニメや吹き替えにはランクの高い（出演料が高い）ベテラン声優が起用されなくなる弊害が生じるようになった。それにより、2001年（平成13年）から2年の期間限定でランク下げを認める特例期間が設けられた。
30分枠作品の最低ランクの出演料が1万5,000円で、最高ランクが4万5,000円、その上に上限なしのノーランクが設定されており、これが基本出演料となる。またその基本出演料に「目的使用料」として、アニメは1.8倍が加算され、吹き替えは1.7倍が加算される。予告編の台詞をやった場合、基本出演料のランクをもとにしたギャラが加算される。放送時間枠が60分や120分の場合は「時間割増」となり、その分のギャラが支払われる。出演作品がソフト化されたり再放送された場合、規定に基づいて「転用料（2次使用料）」が支払われる。これらの合計が声優の総出演料となるのだが、そこから事務手数料や税金などで約30%から40%引かれる。
音声作品の報酬の相場は拘束時間もワード数によって数時間から数日までさまざまで、声優のランクにもよるが、だいたい数百ワードあたり2 - 3万円ぐらいとされ、有名声優がソーシャルゲームに出るときの単価などとは比べものにならない。
声優だけで安定収入を得るのはほんの一握りなのは売上の大半を事務所が持っていくこともあって、事務所声優でも声優業のみで生活できる人は少ない。しかしながらそれでも仕事を取るためには事務所に所属するのが基本で、イベント、コンサートやライブなどで収益を得る事務所声優が安定して仕事をすることになる。主役声優であればイベント出演で1回20 - 30万円程度もらえる他、物販で稼げるという。

### 新人
声優学校や声優養成所を卒業して、日本芸能マネージメント事業者協会（マネ協）加盟の声優事務所のオーディションに合格した新人声優は、まず「預かり」という身分から声優業をスタートする。この時点ではまだ声優個人としての日本俳優連合（日俳連）への加盟はできない。預かりは声優業の最初のステップとして、ランク制の事実上の番外とでもいうべき存在である。預かり期間修了後はジュニア（新人）ランクとなり、ジュニアランクでいられる期間は3年間ないし所定の起用率に到達するまでで、それを終了したあとは日俳連へ加盟し通常のランクの声優になる。デビュー作のオーディションで主役を得たなどの理由で、新人登録を経ずに日俳連へ加盟し、通常のランクになる声優もいる。
出演料が安すぎるという理由で1990年（平成2年）に一度ジュニアランクを撤廃したことがあったが、1994年（平成6年）から新たな形で再び導入された。
預かりとジュニアランクの声優の出演料は1万5,000円で、ランクがついた声優とは違い、上述の「目的使用料」「予告編の台詞代」「時間割増料」「転用料」は支払われない。

### ベテラン
声優としてベテランになり日俳連のランク（出演料）が高くなっていくと、予算の関係からアニメ・ゲーム・吹き替えの仕事は自然と減る場合もあり、これを補うのにCMやテレビ番組などでのナレーションの仕事を行う場合もみられる。ナレーションは日俳連の協定によるランクの縛りがなく、また、ギャラはアニメ・ゲーム・吹き替えよりもはるかに高額とされる。新人・若手声優だったころはアニメに多く出演していたが、のちに中堅・ベテラン格になるにつれてアニメの仕事が徐々に減っていき、ナレーションが中心になるという傾向にある。なおベテラン声優を1回のみ登場、台詞が少ないなど収録時間が短い役に起用する例もあり、アニメやゲームの出演が無くなるわけではない。
ベテラン声優の中には前述のとおり本業の傍ら、声優事務所の経営、声優の養成所や専門学校の講師、カルチャースクールの喋り方教室の講師、音響監督などといった業を副業として、収入の少なさを補うためにしている者もいる。また、ベテランになると、経済的にはむしろそのような副業のほうが本業という声優も珍しくないといわれている。

### 現状
声優を目指す人々は増加傾向にあるが、職業としての声優として第一線で活躍できる者は少ない。オーディションでほかの声優との競争に勝てず、仕事がもらえずに無名のまま脱落し、経済的に自立できずにわずかな期間でやめる、またはプロダクションから「今後、第一線級の声優として売れる見込みがない」と判断されて契約を解除されるという新人・若手声優が多いという。
一例として内田彩は、2015年（平成27年）9月のインタビューにて「声優の仕事一本で食べていけるようになる2、3年くらい前まで、声優の仕事が空いているときは派遣のアルバイトをやっていました」と打ち明けている。内山夕実のように（家の都合で）一度引退後に復帰する例もある。
このような現状により、声優の低賃金化にも拍車をかけており、実際に役を勝ち取るために声優自ら低賃金を申し出たり、ベテランの声優でも仕事を失うことを恐れ、賃金交渉を躊躇する事例があるとしている。
1996年（平成8年）発売のキネマ旬報刊『声優名鑑』には約2,400人の声優が掲載されていたが、この時代でも声優としての地位が確立されている者は約300人だけで、しかもそのうち声優業だけで食べていける者は約半数であるという。
しかし、昨今では声優のタレント化が進みつつあり、「付加価値のついた声優」＝「アイドル化／タレント化した声優」という価値観が構築されており、世の中に認知される流れへ乗り進んだ「アイドル化ならびタレント化」した声優は通常よりも多くの報酬を手にすることが可能となっている。だが、その一方で声優のタレント化のしわ寄せとしてマネージャー側が行なうべき業務量が以前のものより倍化しているという問題点が各所で露呈するようになった。そもそも声優事務所は「タレント＝声優」一人当たりに対する人的リソースが、もともと少ない傾向にあり、声優という職種に就いている人物に対する人件費は潤沢に存在していない。声優としての業務以外ではアイドル・タレント的な業務に対して面倒を見れるだけのリソースが乏しい一面を抱えている。また、声優が人気になると、様々なスキャンダルや事件を発生させてしまったときは事務所がその対応にも追われることになり、事務所の利益（取り分）を考えれば本来そこまでするようなことではない案件にもリソースを割かねばならない状態でもある為に、手が回らないのが現状となっている。加えてタレント化した声優のマネジメント業務は一朝一夕に習得できるものでもない点から、声優事務所の社員それぞれの努力ではどうにもならない逼迫した状況が続いている。
ある程度の知名度、出演本数、活動年数があったにもかかわらず、声優業で生計を立てていくことが難しいという理由で引退した者も少なくなく、継続して仕事を維持するのも厳しい世界である。